# Jeux olympiques d'été de 2024
Pour les articles homonymes, voir Jeux olympiques de Paris.
« Paris 2024 » redirige ici. Pour les Jeux paralympiques, voir Jeux paralympiques d'été de 2024.
Les Jeux olympiques d'été de 2024, officiellement appelés les « Jeux de la XXXIIIe olympiade de l'ère moderne », ont lieu du 26 juillet au 11 août 2024 à Paris, en France. Désignée officiellement ville-hôte par le Comité international olympique en 2017, la capitale française devient la deuxième ville à célébrer les Jeux olympiques d'été pour la troisième fois (1900, 1924 et 2024) après Londres. L'événement revient à son cycle olympique traditionnel de quatre ans, après les Jeux olympiques de 2020 de Tokyo, retardés d’une année en raison de la pandémie de Covid-19 qui s’est déclenchée au printemps 2020. L'année 2024 marque le centenaire des derniers Jeux d'été organisés en France et les 2 800 ans de la fondation des Jeux olympiques antiques, estimée à 776 av. J.-C..
La particularité des Jeux de Paris 2024 repose sur l'utilisation d'une majorité de sites préexistants, que ce soit dans la capitale, en Île-de-France, en France métropolitaine et en outre-mer pour certaines épreuves (football, tir, voile et surf). Les seules constructions effectuées sont le Centre aquatique olympique installé à côté du Stade de France, l'arène couverte de la porte de la Chapelle, le centre d'escalade du Bourget, ainsi que le village olympique et le village des médias. Pour la première fois dans l'histoire des Jeux, la cérémonie d'ouverture se déroule en dehors d'un stade olympique, en plein cœur de la ville de Paris, principalement sur la Seine. Contrairement aux éditions précédentes, les épreuves des Jeux se déroulent dans la ville, sans parc olympique, sur des sites célèbres de la capitale — comme le Trocadéro, la tour Eiffel, le Champ-de-Mars, les Invalides, la place de la Concorde, le Grand Palais, le pont Alexandre-III, la Seine, le château de Versailles et même Montmartre — dont certains sont accessibles gratuitement. Le comité d'organisation est présidé par l'ancien céiste triple champion olympique, Tony Estanguet.
Les États-Unis terminent en tête du tableau des médailles avec 40 en or et 126 en tout, notamment grâce aux performances de la gymnaste Simone Biles, qui décroche trois médailles d'or et une en argent, et de Katie Ledecky qui devient la nageuse la plus décorée de l'histoire des Jeux avec un total de quatorze médailles dont neuf en or. Les Américains dominent également les épreuves d'athlétisme, mais Armand Duplantis se met particulièrement en vedette avec un nouveau record du monde du saut à la perche. La Chine, qui décroche également 40 médailles d'or, réalise des grands chelems en tennis de table (cinq titres) et en plongeon (huit titres) tout comme la Corée du Sud en tir à l'arc (cinq titres). L'athlète le plus titré des Jeux de Paris est le nageur français Léon Marchand qui s'adjuge quatre médailles d'or, alors que le lutteur cubain Mijaín López devient le premier, tous sports confondus, à remporter individuellement cinq titres dans la même catégorie lors de cinq Jeux successifs. En athlétisme, le Botswanais Letsile Tebogo (200 m), la sprinteuse de Sainte-Lucie Julien Alfred (100 m) et la Dominiquaise Thea LaFond (triple saut) gagnent les premières médailles d'or olympiques dans l'histoire de leurs pays respectifs. Après avoir allumé la vasque olympique en compagnie de Marie-José Pérec, le judoka Teddy Riner devient à son tour triple champion olympique en individuel et quintuple médaillé d'or avec une nouvelle victoire par équipe mixte. Novak Djokovic met de son côté fin à une longue quête en devenant champion olympique de tennis. La dernière nuit des Jeux de Paris est par ailleurs marquée par une épreuve innovante : le « marathon pour tous » qui réunit des dizaines de milliers de participants sur le parcours précédemment emprunté par les concurrents en compétition.
Organisée dans un contexte politique, social et sécuritaire mouvementé, cette édition des Jeux olympiques est marquée par une importante ferveur populaire (plus de 12 millions de billets vendus), un record de médailles pour la délégation française depuis 1900 et une qualité d'organisation, une atmosphère festive et une réussite globale, saluées presque unanimement par les médias et observateurs locaux comme dans le monde entier. Cette édition a dégagé un bénéfice de 76 millions d'Euros pour un budget de 4,4 milliards et un coût total dont l'estimation varie entre 9 et 11 milliards,

## Sélection de la ville hôte et double attribution des Jeux

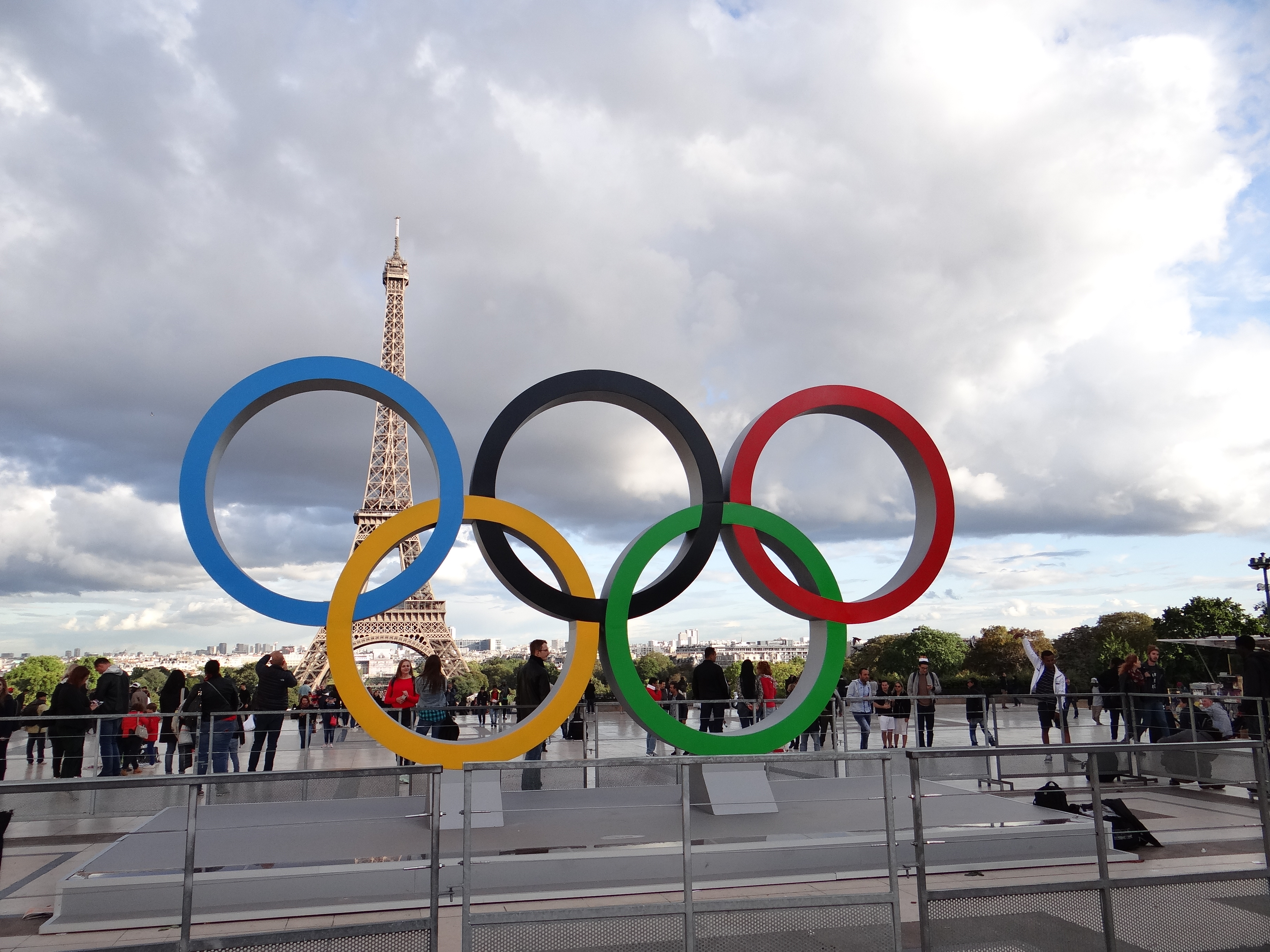
Les anneaux olympiques exposés place du Trocadéro en 2017 pour célébrer l'attribution des Jeux à Paris.

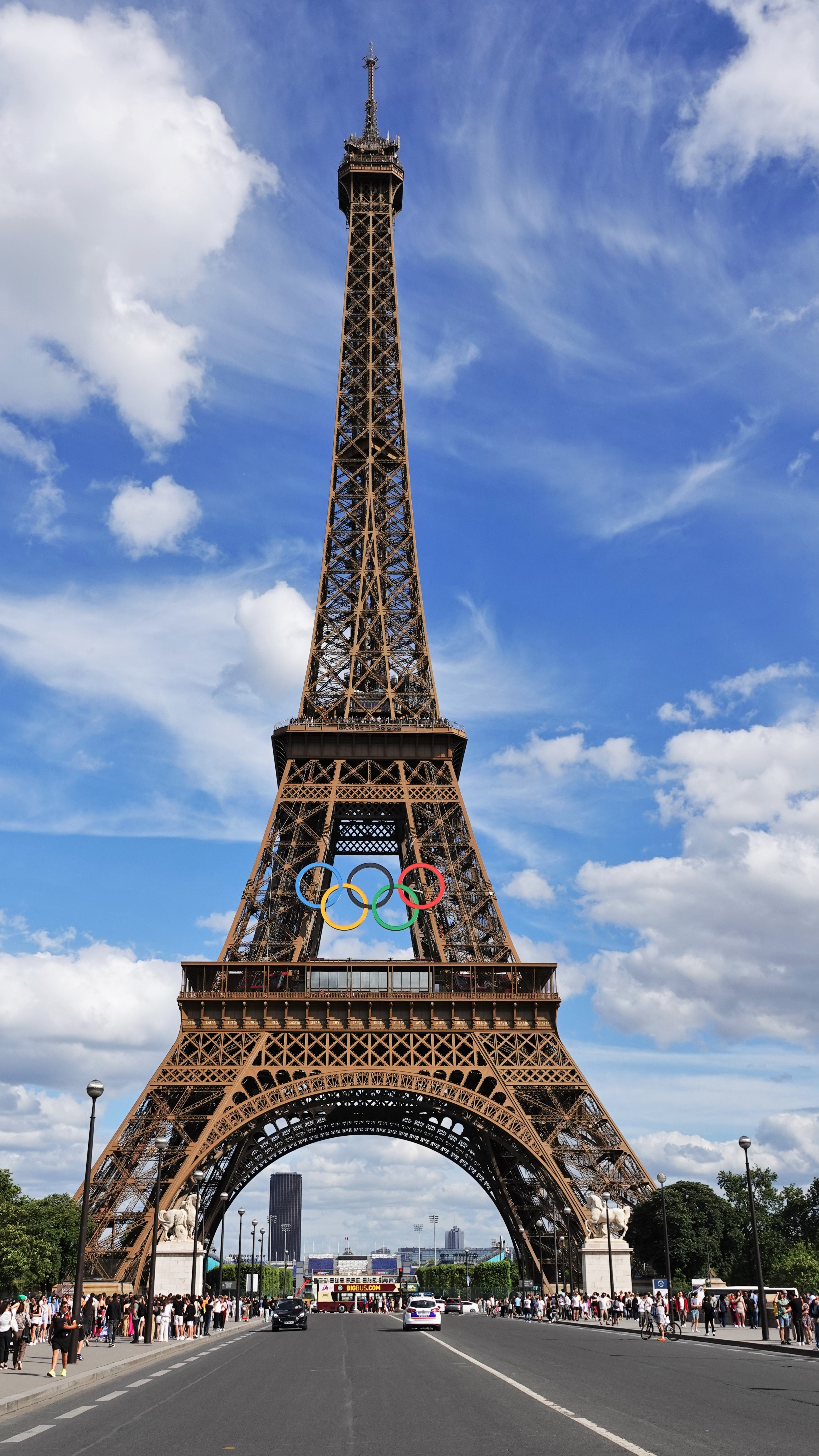
Les anneaux olympiques exposés sur la Tour Eiffel en 2024.

Les villes de Hambourg, Rome et Budapest retirent leurs candidatures respectivement les 29 novembre 2015, 11 octobre 2016 et 22 février 2017. Compte tenu des défections successives de Rome, Hambourg et Budapest, et dès le 8 décembre 2016, Thomas Bach, le président du Comité international olympique, avait réfléchi à une double attribution en expliquant « nous produisons trop de [dossiers] perdants »,. Le 17 mars 2017, il confirme et émet l'hypothèse d'une attribution simultanée des JO 2024 et 2028, afin de conserver les « deux excellentes candidatures » de Paris et Los Angeles, les deux dernières villes encore en course pour l'édition 2024. Cette solution assurant donc aux deux villes d'obtenir l'organisation des Jeux olympiques, en 2024 pour l'une, en 2028 pour l'autre. Le principe de la double attribution était déjà appliqué pour les olympiades de 1896 et 1900 puis celles de 1924 et 1928. Le 13 mai 2017, le maire de Los Angeles Eric Garcetti se dit favorable à cette proposition, ajoutant : « Je sais que je n'ai pas une position orthodoxe sur la question et je sais que Paris a pu dire par le passé que c'était 2024 ou rien », n'écartant pas ainsi l'idée de voir sa ville organiser les JO 2028, afin de laisser à Paris le soin d'organiser ceux de 2024.
Le 9 juin 2017, le bureau exécutif du Comité international olympique adopte à l'unanimité la recommandation du président Thomas Bach en faveur d'un double vote à Lima le 13 septembre, pour désigner les villes-hôtes des Jeux olympiques 2024 et 2028, soit Paris et Los Angeles dans un ordre qui reste à définir. Le 11 juillet 2017, lors d'une session extraordinaire à Lausanne où les deux villes présentent leurs projets, la centaine de membres du CIO approuvent cette décision, sans surprise. Le 31 juillet, le CIO annonce qu'il est parvenu à un accord avec la ville californienne pour qu'elle organise l'édition 2028, Paris restant seul en lice pour l'organisation des Jeux olympiques de 2024. Le 13 septembre 2017, les membres du CIO votent à l'unanimité et à main levée en faveur de l'attribution des Jeux d'été 2024 à Paris et de ceux de 2028 à Los Angeles.
Le 7 février 2018, un changement dans le calendrier est annoncé. Les JO, qui devaient initialement se dérouler du 2 au 18 août, sont avancés d'une semaine pour des raisons d'organisation. Ils se tiennent finalement du 26 juillet au 11 août 2024.

### Villes candidates
- Paris, depuis le 23 juin 2015[14].

| Ville | Pays   | 1er tour  |
| ----- | ------ | --------- |
| Paris | France | Unanimité |

### Candidatures abandonnées
- Boston est sélectionnée le 8 janvier 2015[15], mais faute de soutien populaire et après le refus de son maire, la ville renonce au projet et est remplacée par Los Angeles le 27 juillet 2015[16].
- Hambourg est présentée comme candidate officiellement le 16 mars 2015[17] mais, à la suite d'un référendum auprès de la population le 29 novembre 2015 donnant une majorité à l'opposition à la candidature, la ville se retire[18],[19].
- Rome, candidate officielle du 2 juillet 2015[20] au 21 septembre 2016. Toutefois, le Comité olympique national italien dépose la 2e partie du dossier de candidature auprès du CIO le 7 octobre[21] puis la candidature est retirée le 11 octobre 2016[22].
- Budapest, candidature retirée le 22 février 2017[23], par le conseil municipal, à la suite de la campagne du mouvement de jeunes militants, « Momentum », qui revendique la collecte de 300 000 signatures contre la candidature, soit presque le double du total nécessaire pour déclencher l'organisation d'un référendum local dans la ville de 1,7 million d'habitants.
- Los Angeles, candidature retirée le 31 juillet 2017, se positionnant pour les Jeux olympiques d'été de 2028[12].

### Vote
Le vote pour la double attribution des Jeux olympiques 2024 et 2028 à Paris et à Los Angeles a eu lieu le 13 septembre 2017, lors de la 131e session du CIO à Lima. Les membres se sont exprimés à main levée et à l'unanimité.

## Sports au programme

### Disciplines officielles
Le rugby et le golf, ajoutés au programme des Jeux olympiques de Rio 2016 restant maintenus pour Tokyo 2020 comme pour 2024, la liste des 28 sports des Jeux de Paris doit être identique à celle des deux précédentes éditions estivales. Néanmoins, l'une des mesures de l'agenda olympique 2020, approuvée fin 2014, déjà appliquée pour les Jeux de Tokyo, laisse aux organisateurs la possibilité de proposer de nouveaux sports de leur choix, qui doivent ensuite être approuvés par le CIO. Pour Tokyo 2020, c'est le cas du karaté, du surf, du skateboard, de l'escalade sportive et du baseball/softball. Par ailleurs, la présence de 28 sports ne définit pas à l'avance la nature ou le nombre des différentes épreuves, ni les éventuels ajouts proposés par le comité d'organisation, le programme devant être arrêté en juin 2019, lors de la session du CIO qui aura lieu à Lausanne.
La procédure dite des sports additionnels a lieu début 2019. Il était requis des sports demandant peu d'athlètes, pas d'infrastructures supplémentaires et populaires auprès des jeunes. Les sports choisis sont le surf, le skateboard, l'escalade, le basket-ball 3x3 et le breakdance. Ces épreuves seraient organisées sur le même site place de la Concorde dans une arène de 35 000 places, qui devrait aussi accueillir des concerts et des animations. Il n'est pas prévu d'en rajouter d'autres malgré les demandes répétées du karaté et du squash.
Le 7 décembre 2020, le programme est arrêté par la commission exécutive du CIO. Quatre sports additionnels sont confirmés : le surf, le skateboard, l'escalade et le breakdance (les trois premiers étant déjà au programme des Jeux de Tokyo précédents).
De plus, plusieurs modifications d'épreuves sont effectuées, entraînant d'une part une réduction du quota d'athlètes nécessaire pour réduire la complexité d'organisation dans le contexte pandémique, et d'autre part une parité parfaite de ces Jeux avec autant d'hommes que de femmes engagés :
- en athlétisme, une épreuve de 35 km marche par équipes mixtes (en relais) remplace le 50 km marche hommes ;
- en canoë-kayak, deux épreuves de slalom extrême (kayak cross, hommes et femmes) remplacent deux épreuves de sprint ;
- en boxe, une catégorie féminine prend la place d'une catégorie masculine ;
- en haltérophilie, quatre épreuves sont supprimées ;
- en tir, le skeet par équipes mixtes remplace le trap par équipes mixtes ;
- en voile, le kite en double mixte, le 470 mixte et une troisième épreuve mixte font leur apparition, tandis que le Finn et le 470 hommes et femmes sont supprimés[29],[30].

Finalement, en voile, le format mixte du kitesurf est abandonné au profit de deux épreuves, masculine et féminine ; la course au large, un temps imaginée, n'est pas retenue. De plus, en athlétisme, l'épreuve de marche par équipes mixtes est finalement portée à la distance d'un marathon, soit 42,195 km.
| Sports / disciplines                                                                | Nombre d'épreuves | Nombre d'épreuves | Nombre d'épreuves | Nombre d'épreuves |
| Sports / disciplines                                                                | Hommes            | Femmes            | Mixte             | Total             |
| ----------------------------------------------------------------------------------- | ----------------- | ----------------- | ----------------- | ----------------- |
| Athlétisme                                                                          | 23                | 23                | 2                 | 48                |
| Aviron                                                                              | 7                 | 7                 |                   | 14                |
| Badminton                                                                           | 2                 | 2                 | 1                 | 5                 |
| Basket-ball - 5 × 5 - 3 × 3                                                         | 2 1               | 2 1               |                   | 4 2               |
| Boxe                                                                                | 7                 | 6                 |                   | 13                |
| Breaking                                                                            | 1                 | 1                 |                   | 2                 |
| Canoë-kayak - Course en ligne - Slalom (eaux vives)                                 | 8 5 3             | 8 5 3             |                   | 16 10 6           |
| Cyclisme - Cyclisme sur route - Cyclisme sur piste - VTT - BMX                      | 11 2 6 1 2        | 11 2 6 1 2        |                   | 22 4 12 2 4       |
| Équitation - Saut d'obstacles - Dressage - Concours complet                         |                   |                   | 6 2               | 6 2               |
| Escalade                                                                            | 2                 | 2                 |                   | 4                 |
| Escrime                                                                             | 6                 | 6                 |                   | 12                |
| Football                                                                            | 1                 | 1                 |                   | 2                 |
| Golf                                                                                | 1                 | 1                 |                   | 2                 |
| Gymnastique - Gymnastique artistique - Gymnastique rythmique - Trampoline           | 9 8 1             | 9 6 2 1           |                   | 18 14 2           |
| Haltérophilie                                                                       | 5                 | 5                 |                   | 10                |
| Handball                                                                            | 1                 | 1                 |                   | 2                 |
| Hockey sur gazon                                                                    | 1                 | 1                 |                   | 2                 |
| Judo                                                                                | 7                 | 7                 | 1                 | 15                |
| Lutte - Libre - Gréco-romaine                                                       | 12 6              | 6                 |                   | 18 12 6           |
| Sports aquatiques - Natation sportive - Plongeon - Natation artistique - Water-polo | 23 18 4 1         | 24 18 4 1         | 2 1               | 49 37 8 2         |
| Pentathlon moderne                                                                  | 1                 | 1                 |                   | 2                 |
| Rugby à sept                                                                        | 1                 | 1                 |                   | 2                 |
| Skateboard                                                                          | 2                 | 2                 |                   | 4                 |
| Surf                                                                                | 1                 | 1                 |                   | 2                 |
| Taekwondo                                                                           | 4                 | 4                 |                   | 8                 |
| Tennis                                                                              | 2                 | 2                 | 1                 | 5                 |
| Tennis de table                                                                     | 2                 | 2                 | 1                 | 5                 |
| Tir - Carabine - Pistolet - Tir aux plateaux                                        | 6 2               | 6 2               | 3 1               | 15 5              |
| Tir à l'arc                                                                         | 2                 | 2                 | 1                 | 5                 |
| Triathlon                                                                           | 1                 | 1                 | 1                 | 3                 |
| Voile                                                                               | 4                 | 4                 | 2                 | 10                |
| Volley-ball - en salle - Beach-volley                                               | 2 1               | 2 1               |                   | 4 2               |
| Total                                                                               | 157               | 151               | 21                | 329               |

### Épreuves grand public: le Marathon pour tous

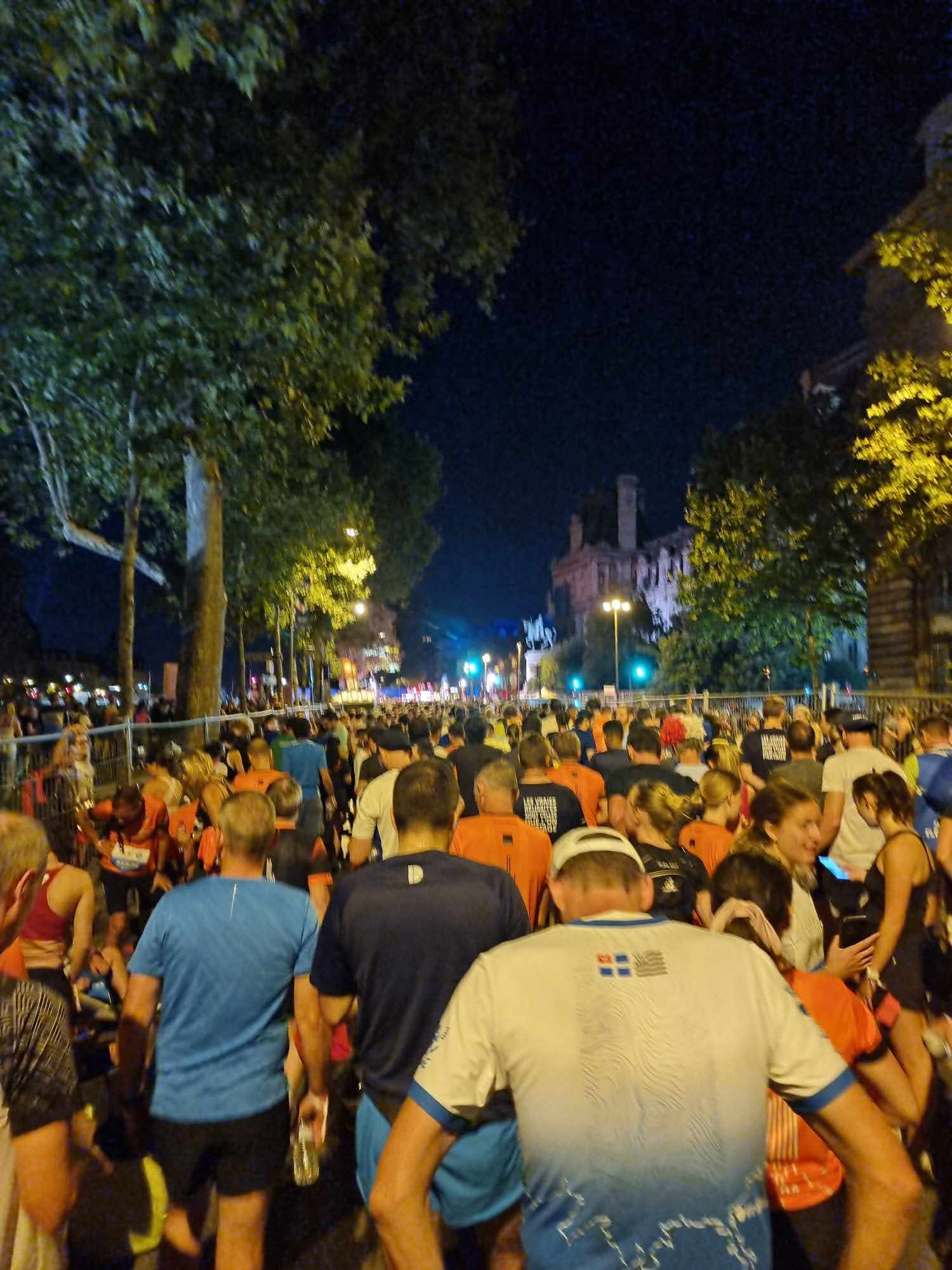
Le marathon pour tous de 2024.

Le comité d'organisation a souhaité créer des épreuves ouvertes au public qui se dérouleraient dans les mêmes conditions que le haut niveau. C'est déjà le cas avec le Tour de France qui organise « L'Étape du tour », où les cyclistes amateurs peuvent courir sur le tracé officiel d'une étape une journée avant les professionnels.
La première épreuve annoncée est le marathon pour tous,. Deux distances sont proposées : 10 km avec un parcours dans le centre de Paris, et 42 km formant une boucle allant jusqu'au Château de Versailles, le même parcours que le marathon olympique. 20 024 dossards pour chaque distance sont à décrocher.
Pour pouvoir y participer, plusieurs événements sont organisés pour obtenir un dossard comme le défi organisé le 31 octobre 2021 de concourir contre le champion Eliud Kipchoge sur une distance de 5 km ; le Kényan est parti après les 3 500 participants ; mille coureurs ont franchi la ligne d'arrivée avant le champion olympique. Il existe également un jeu concours où les participants ont un objectif de totaliser plus de 100 000 points en réalisant du sport quotidiennement avec un tirage final le 31 décembre 2023 pour attribuer les dossards.

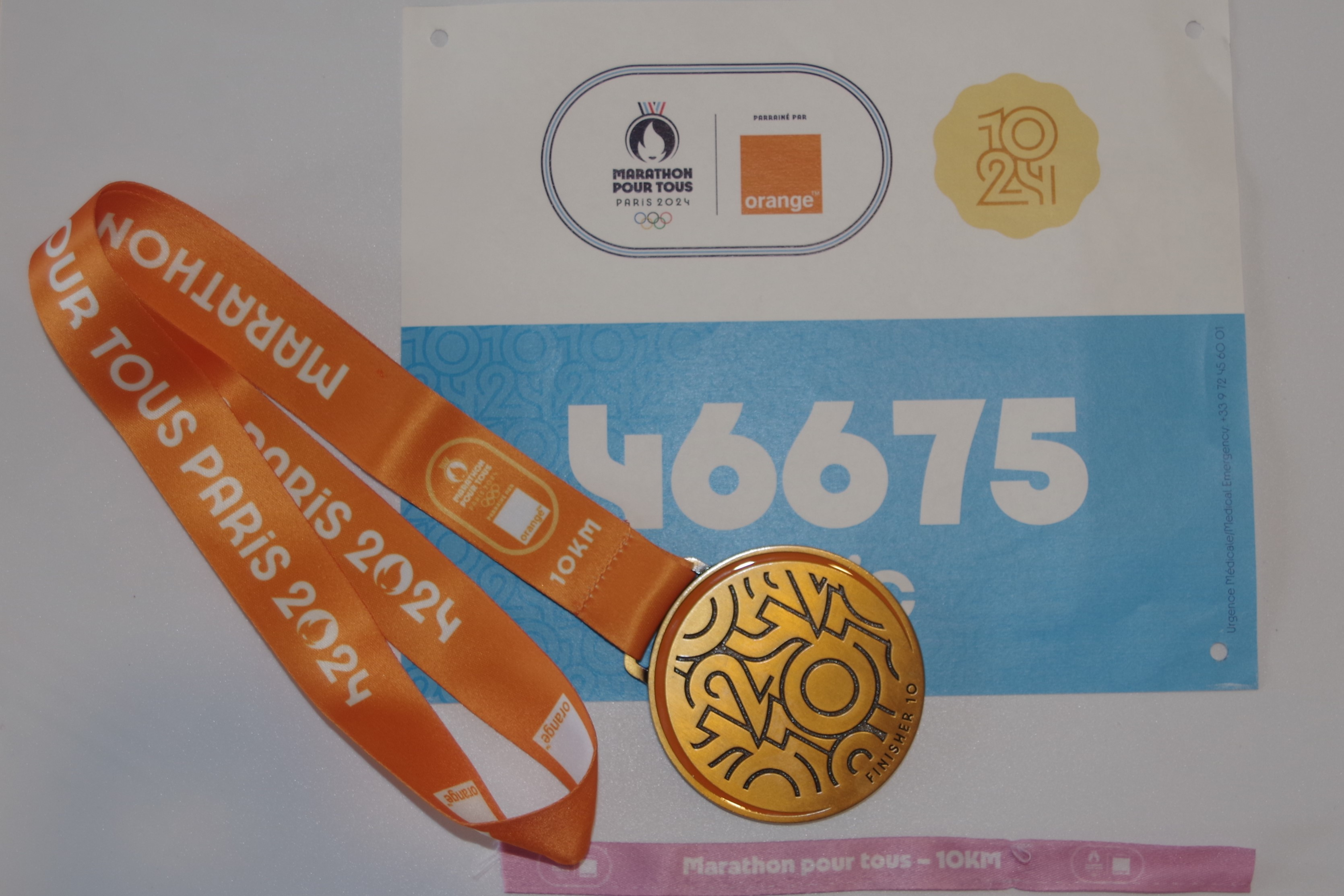
Dossard, médaille et bracelet du 10km du marathon pour tous

L'épreuve a lieu dans la nuit du 10 au 11 août, entre l'épreuve masculine et féminine du marathon olympique. Le départ à lieu devant l'hôtel de ville, entre 21h et 22h10 pour le 42 km, et entre 23h30 et 00h40 pour le 10 km. L'arrivée se fait aux Invalides. Il n'y a pas de classement à la fin, mais chaque participant reçoit une médaille, pour moitié financée par Orange qui parraine l'épreuve. En parallèle une épreuve Marathon pour tous connecté est organisé, durant laquelle les participants doivent courir au moins 30 minutes entre le 10 août 8h et le 11 août 20h. Au total 17 361 personnes ont participé au 42 km, 16 440 au 10 km, et plus de 200 000 à la course connectée.
Une épreuve cycliste ouverte à tous avait également été prévue.

## Participants

### Nations participantes
Pour la première fois, le même nombre d'hommes et de femmes devrait participer aux jeux. Les places de quota sont limitées à environ 10 500 participants.
En date du 8 juillet 2024, 204 nations se sont déjà qualifiées.
À six mois des jeux, le Comité olympique guatémaltèque était toujours suspendu par le CIO à la suite d'une décision du 8 septembre 2022, cela empêchant les athlètes de concourir sous le drapeau et le nom du pays aux Jeux olympiques. Le président Thomas Bach a accueilli fin février Bernardo Arévalo pour trouver une solution pour la réintégration du CNO. En mars 2024, la commission exécutive du CIO lève provisoirement la suspension du CNO.
Le CNO de l'Angola est également sous la menace d'une suspension à la suite d'une décision de non-conformité émise début 2024 par l'Agence mondiale antidopage ; le CNO est réintégré deux semaines avant le début des jeux
Il y a 204 nations participantes, plus l'Équipe olympique des réfugiés et les Athlètes individuels neutres, et le nombre d'athlètes présents dans la délégation, y compris les réserves, est indiqué entre parenthèses et communiqué par les Comités Nationaux Olympiques.
| Afrique | Amériques | Asie | Europe | Océanie |
| --- | --- | --- | --- | --- |
| - Afrique du Sud (143) - Algérie (46) - Angola (25) - Bénin (5) - Botswana (15) - Burkina Faso (8) - Burundi (7) - Cameroun (6) - Cap-Vert (7) - République centrafricaine (4) - Comores (4) - République du Congo (4) - R. d. du Congo (6) - Côte d'Ivoire (13) - Djibouti (7) - Égypte (159) - Érythrée (12) - Eswatini (3) - Éthiopie (38) - Gabon (5) - Gambie (7) - Ghana (9) - Guinée (24) - Guinée-Bissau (6) - Guinée équatoriale (3) - Kenya (86) - Lesotho (3) - Liberia (8) - Libye (6) - Madagascar (7) - Malawi (3) - Mali (27) - Maroc (60) - Maurice (13) - Mauritanie (2) - Mozambique (7) - Namibie (4) - Niger (7) - Nigeria (86) - Ouganda (25) - Rwanda (8) - Sao Tomé-et-Principe (3) - Sénégal (11) - Seychelles (3) - Sierra Leone (4) - Somalie (1) - Soudan (3) - Soudan du Sud (14) - Tanzanie (7) - Tchad (3) - Togo (5) - Tunisie (27) - Zambie (29) - Zimbabwe (7) | - Antigua-et-Barbuda (5) - Argentine (147) - Aruba (6) - Bahamas (20) - Barbade (5) - Belize (1) - Bermudes (8) - Bolivie (4) - Brésil (276) - Îles Caïmans (2) - Canada (337) - Chili (48) - Colombie (92) - Costa Rica (7) - Cuba (61) - Dominique (4) - Équateur (40) - États-Unis (591) - Grenade (6) - Guatemala (16) - Guyana (5) - Haïti (7) - Honduras (4) - Îles Vierges britanniques (4) - Îles Vierges des États-Unis (5) - Jamaïque (70) - Mexique (109) - Nicaragua (7) - Panama (7) - Paraguay (32) - Pérou (26) - Porto Rico (51) - République dominicaine (62) - Saint-Christophe-et-Niévès (3) - Saint-Vincent-et-les-Grenadines (4) - Sainte-Lucie (4) - Salvador (8) - Suriname (5) - Trinité-et-Tobago (17) - Uruguay (27) - Venezuela (33) | - Afghanistan (6) - Arabie saoudite (10) - Bahreïn (15) - Bangladesh (5) - Bhoutan (3) - Birmanie (2) - Brunei (3) - Cambodge (3) - Chine (400) - Corée du Nord (16) - Corée du Sud (146) - Émirats arabes unis (14) - Hong Kong (35) - Inde (117) - Indonésie (29) - Irak (26) - Iran (40) - Israël (93) - Japon (447) - Jordanie (12) - Kazakhstan (80) - Kirghizistan (16) - Koweït (9) - Laos (4) - Liban (10) - Malaisie (26) - Maldives (5) - Mongolie (32) - Népal (7) - Oman (4) - Ouzbékistan (90) - Pakistan (7) - Palestine (8) - Philippines (22) - Qatar (14) - Singapour (23) - Sri Lanka (6) - Syrie (6) - Tadjikistan (14) - Taipei chinois (62) - Thaïlande (53) - Timor oriental (4) - Turkménistan (14) - Viêt Nam (16) - Yémen (4) | - Albanie (8) - Allemagne (468) - Andorre (2) - Arménie (15) - Autriche (84) - Azerbaïdjan (47) - Belgique (180) - Bosnie-Herzégovine (6) - Bulgarie (46) - Chypre (15) - Croatie (77) - Danemark (134) - Espagne (382) - Estonie (24) - Finlande (57) - France (573) - Géorgie (28) - Grande-Bretagne (355) - Grèce (101) - Hongrie (180) - Irlande (142) - Islande (5) - Italie (403) - Kosovo (9) - Lettonie (29) - Liechtenstein (1) - Lituanie (50) - Luxembourg (13) - Macédoine du Nord (7) - Malte (5) - Moldavie (25) - Monaco (6) - Monténégro (19) - Norvège (112) - Pays-Bas (294) - Pologne (229) - Portugal (76) - Roumanie (107) - Saint-Marin (5) - Serbie (114) - Slovaquie (28) - Slovénie (98) - Suède (128) - Suisse (135) - Tchéquie (112) - Turquie (101) - Ukraine (143) | - Australie (460) - Îles Cook (2) - Fidji (36) - Guam (8) - Kiribati (3) - Îles Marshall (4) - Micronésie (3) - Nauru (1) - Nouvelle-Zélande (195) - Palaos (3) - Papouasie-Nouvelle-Guinée (6) - Salomon (3) - Samoa (26) - Samoa américaines (2) - Tonga (4) - Tuvalu (2) - Vanuatu (6) |
| 54 pays | 41 pays | 45 pays | 47 pays | 17 pays |
| - Équipe olympique des réfugiés (37) - Athlètes individuels neutres (32) | | | | |

### Athlètes individuels neutres
En décembre 2023, le Comité international olympique confirme que les comités olympiques de Russie et de Biélorussie ne pourront pas participer aux Jeux mais qu'il autorisera certains de ses athlètes à participer individuellement sous bannière neutre.
Contrairement aux jeux précédents pour la Russie, aucune couleur ni aucun symbole ne pourra faire référence à ces deux pays et la délégation ne sera pas représentée par les emblèmes de son comité olympique.

### Inclusivité et normes de genre

#### Mixité
Dans la continuité de la décision de la Fédération internationale de natation, le CIO autorise la participation des hommes à la natation artistique, discipline jusqu'ici réservée aux femmes. Ils pourront participer aux épreuves par équipes (libre et technique) en intégrant deux hommes maximum dans des équipes de huit, mais pas à celles des solos et duos (technique et libre). Néanmoins, aucun nageur n'est sélectionné par les dix-huit nations qualifiées pour les épreuves olympiques ; la compétition reste donc exclusivement féminine.

#### Inclusion des sportifs intersexes et transgenres
Fin 2021, le Comité international olympique (CIO) renonce à établir des directives uniformes quant aux critères de participation des sportifs intersexes et transgenres soulignant l'absence de « consensus scientifique sur le rôle de la testostérone dans la performance dans l'ensemble des sports ». Ainsi, l'organisation considère que la prise de décision relève de la responsabilité des fédérations internationales pour chaque discipline,. Les fédérations internationales mettent à jour leurs décisions concernant les personnes trans dans le sport durant la période de qualification en 2023 dans la perspective des JO de Paris. Ainsi, la Fédération internationale d'athlétisme (World Athletics) décide de bannir les athlètes transgenres des compétitions féminines et plus précisément, « ceux qui ont connu une puberté masculine ». De plus, concernant les personnes intersexes, le seuil du taux de testostérone autorisé a été durci. Concernant la natation course, la Fédération internationale de natation (World Aquatics) décide de mettre en place une « catégorie ouverte » aux athlètes transgenres. L'Association internationale de boxe amateur (IBA) exclut en mars 2023 Imane Khelif et Lin Yu-ting des Championnats du monde de boxe de New Delhi à la suite de tests biochimiques d’éligibilité pour participer aux matchs des catégories féminines, ce qui les disqualifie pour les JO de Paris. Le CIO va à l'encontre de cette disqualification en autorisant ces deux boxeuses à participer, du fait qu'elles ont précédemment participé au Jeux olympiques de Tokyo,.
Les Jeux de 2024 (paralympiques, notamment) se veulent plus inclusifs et solidaires mais, de manière générale, les encouragements et progrès de l'inclusivité dans le sport ont plus profité au handicap physique et à leurs proches aidants que le handicap mental,, alors que le sport peut aussi être important pour eux,. La contrôleuse générale des lieux de privation de liberté a saisi le ministre de l'Intérieur après avoir constaté que depuis le début de la circulation de la flamme olympique, une pression tend à limiter les sorties d'hôpital de certains patients psychiatriques, ce qui risque de se prolonger lors des JO et qui constitue ainsi « une discrimination de masse ».

#### Première nurserie olympique
Soutenu par l'athlète américaine Allyson Felix, les Jeux olympiques de Paris sont les premiers à disposer d'une nurserie, un espace dédié aux familles.

### Principaux sportifs ayant déclaré forfait ou suspendus
- Le champion du monde en titre de décathlon Pierce Lepage, annonce en juillet 2024 son retrait en raison d'une hernie discale, nécessitant une opération[69].
- La double championne olympique de cyclisme sur piste Katie Archibald annonce fin juin 2024 s’être grièvement blessée en chutant dans son jardin[70].
- Le Brésilien Thiago Braz, champion olympique à la perche à Rio en 2016 et médaillé de bronze en 2021, est suspendu 16 mois pour dopage[71].
- Le handballeur espagnol Joan Cañellas, qui devait mettre un terme à sa carrière cet été, est sorti blessé à la jambe droite lors d’une rencontre préparatoire face à la Norvège[72].
- Emma Coburn, championne du monde du 3 000 m steeple en 2017, est victime d’une fracture de la malléole[73].
- Charlotte Dujardin, cavalière anglaise de dressage déjà triple championne olympique, se retire de la compétition après la diffusion d'une vidéo où elle est vue en train de maltraiter un cheval[74].
- Le Polonais Hubert Hurkacz, numéro sept mondial en tennis, s’est blessé lors du tournoi de Wimbledon[75].
- La joueuse de tennis tunisienne Ons Jabeur déclare forfait en raison d’une blessure au genou[76].
- La gymnaste japonaise Shoko Miyata, capitaine de l'équipe nationale de gymnastique artistique, est exclue de sa délégation car elle a bu de l'alcool et fumé des cigarettes à Monaco, lieu du camp d'entraînement pour les Jeux[77].
- Le cycliste slovène Tadej Pogačar, vainqueur de son troisième Tour de France, déclare forfait pour les Jeux de Paris en invoquant sa « fatigue extrême »[78].
- Forfait sur blessure pour les Jeux de Paris 2024, la triple sauteuse vénézuélienne Yulimar Rojas est néanmoins la porte-drapeau féminine de sa délégation[79].
- Le tennisman russe Andrey Rublev, numéro six mondial et tenant du titre en double mixte, est forfait car il doit subir une opération chirurgicale[80].
- Le tennisman italien Jannik Sinner, numéro un mondial, annonce le 24 juillet qu'il ne disputera pas le tournoi olympique car il souffre d'une amygdalite[81].
- Elaine Thompson-Herah, sprinteuse jamaïcaine double médaillée d'or olympique sur 100 et 200 m, annonce qu'elle ne participera pas aux Jeux car elle souffre d'une blessure à un tendon d'Achille[82].
- La joueuse de tennis tchèque Markéta Vondroušová, vice-championne olympique à Tokyo en 2021[83].
- Le décathlonien Kevin Mayer, titulaire du record du monde du décathlon, annonce son forfait la veille de l’épreuve en raison de sa blessure à la cuisse survenue le mois précédent[84].

### Sportifs paralympiques aux Jeux olympiques
Les pongistes Bruna Costa Alexandre et Melissa Tapper ont participé au tournoi olympique féminin et participeront aux tournois paralympiques : la première est brésilienne et amputée du bras droit, la deuxième est australienne et ne sent plus son bras droit du fait d'un dysfonctionnement de son plexus brachial.

## Infrastructures sportives
Les sites olympiques sont dévoilés le 17 février 2016,,, mais connaissent de nombreux remaniements durant la procédure. Ils prennent en compte les 28 disciplines de base des Jeux olympiques et paralympiques et cinq disciplines additionnelles. La liste définitive est validée le 14 décembre 2020.
Une « loi olympique » votée le 26 mars 2018 déroge au droit commun de l'urbanisme pour simplifier et accélérer les projets d'aménagement afin de pouvoir les réaliser en temps requis, comme prescrit par l'article 33 de la charte olympique du CIO.
Il introduit le permis de construire « à double état », qui permet une autorisation d'urbanisme unique pour deux destinations, la phase Jeux et la phase héritage, notamment pour le village olympique. Les litiges sont traités directement par la Cour administrative d'appel de Paris, sans passer d'abord par le tribunal administratif.
Le 24 juillet 2021, Emmanuel Macron annonce que la cérémonie d'ouverture n'aura pas lieu dans le stade olympique mais sur la Seine. Bien que l'idée d'une cérémonie de clôture hors stade ait été un instant évoqué, celle-ci aura finalement lieu dans le Stade de France.
Pour absorber le fort besoin de communications du public, le partenaire Orange déploie de nouveaux réseaux 4G et 5G ainsi que de la fibre optique dans tous les bâtiments des sites de compétition et dans le village olympique.

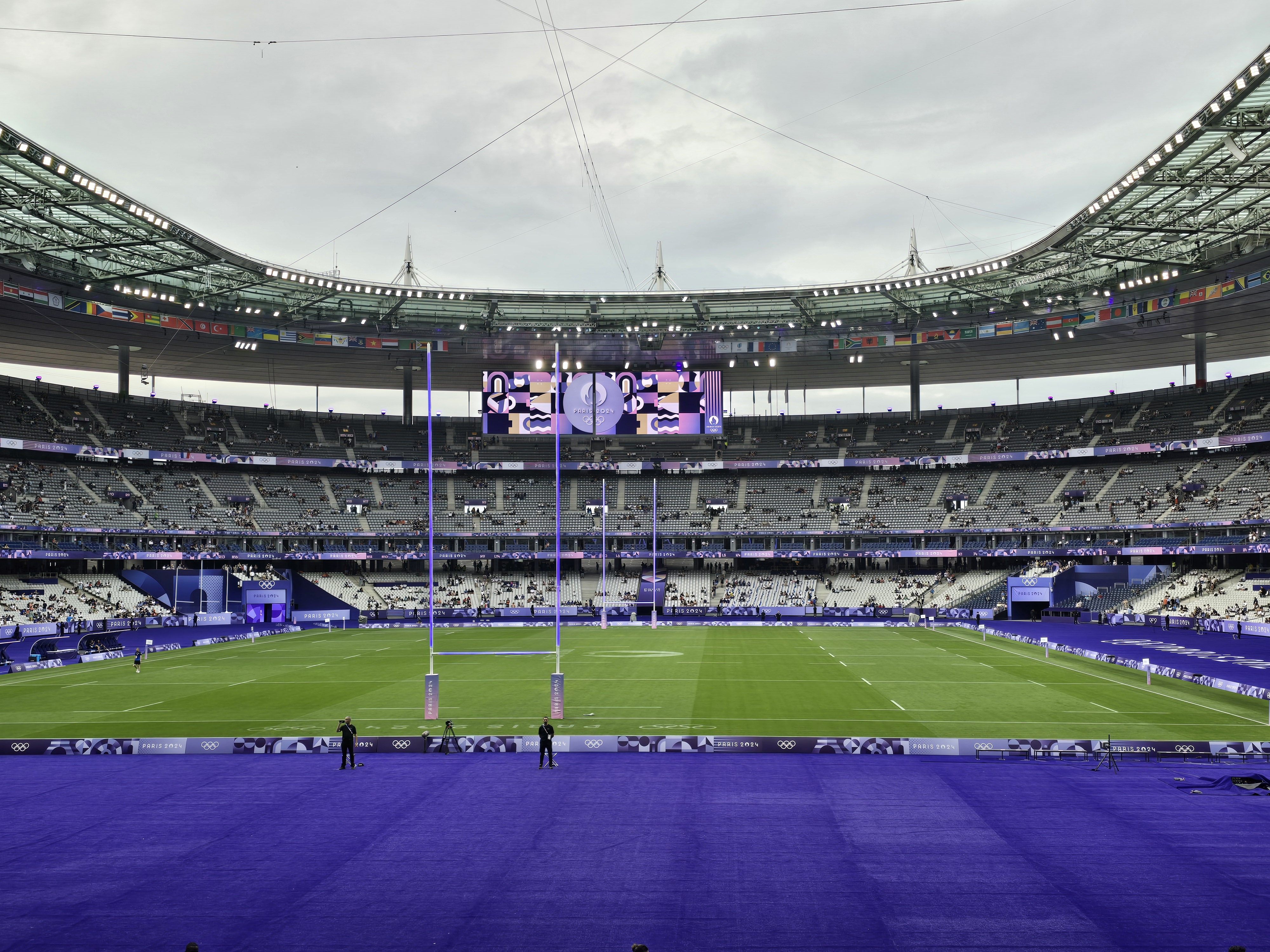
Le Stade de France sous les couleurs des Jeux olympiques d'été de 2024 pour l'épreuve du rugby à sept.
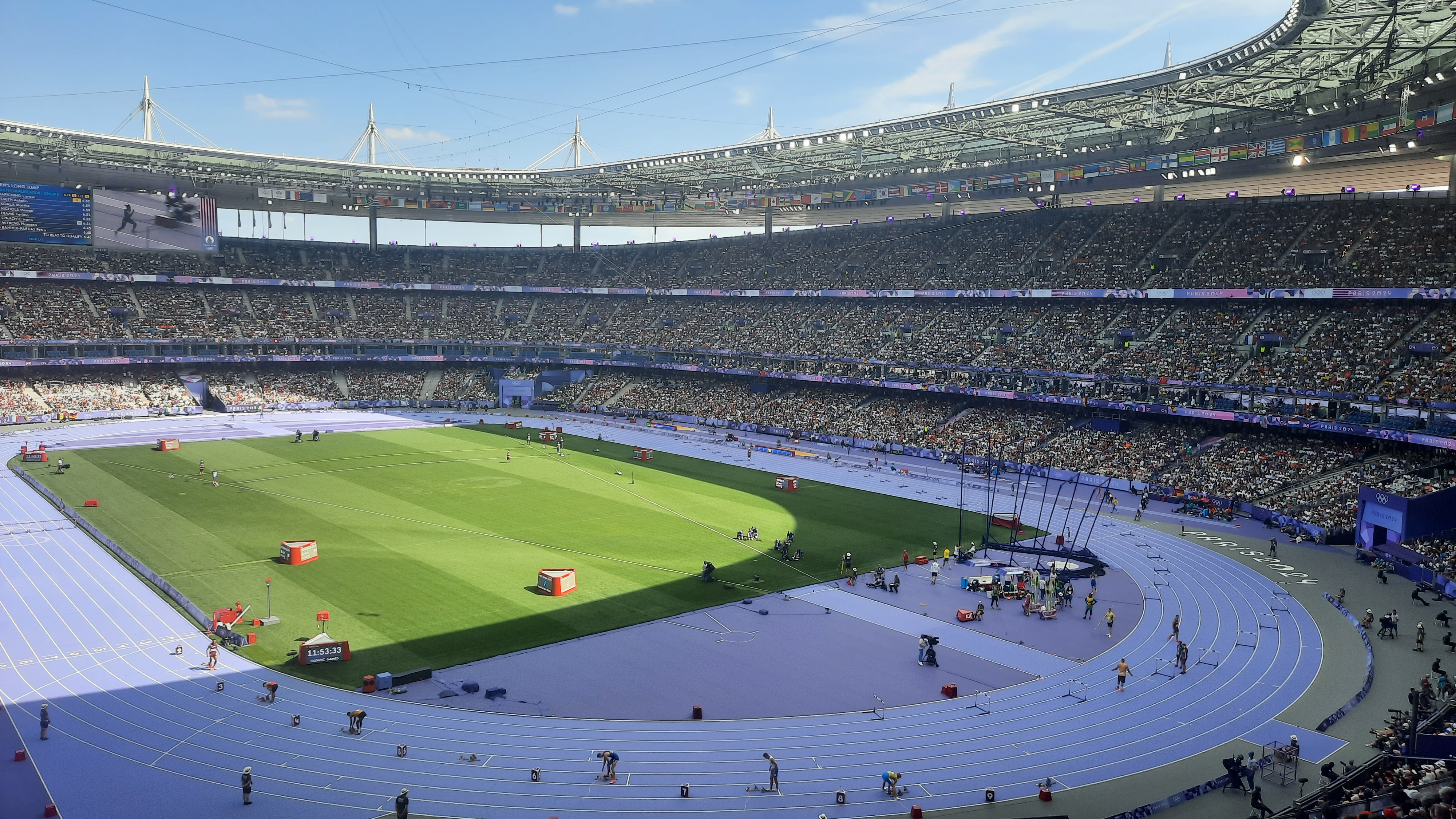
Le Stade de France avec la nouvelle piste d'athlétisme pour les JO 2024.
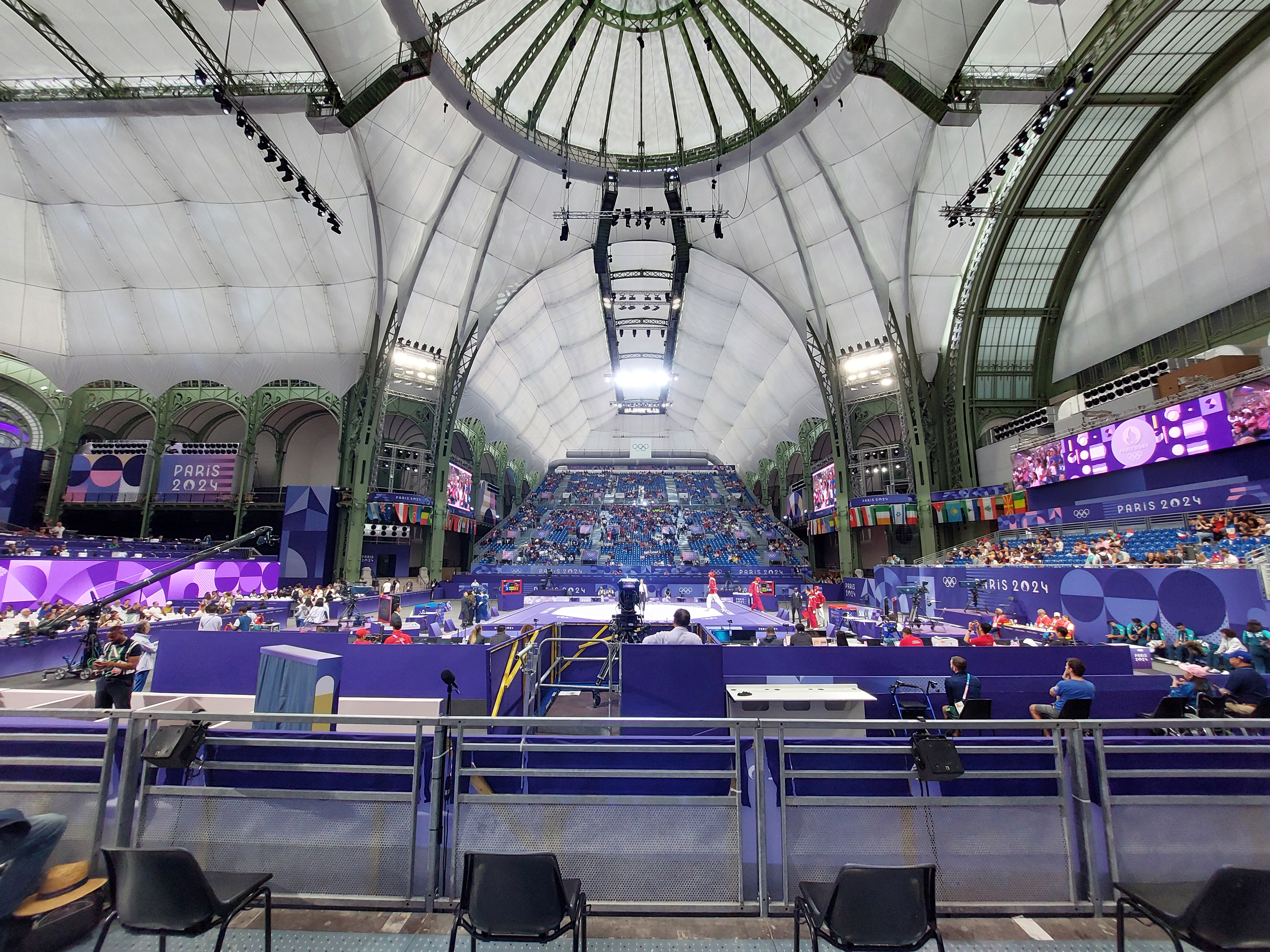
Le Grand Palais lors des épreuves de taekwondo.
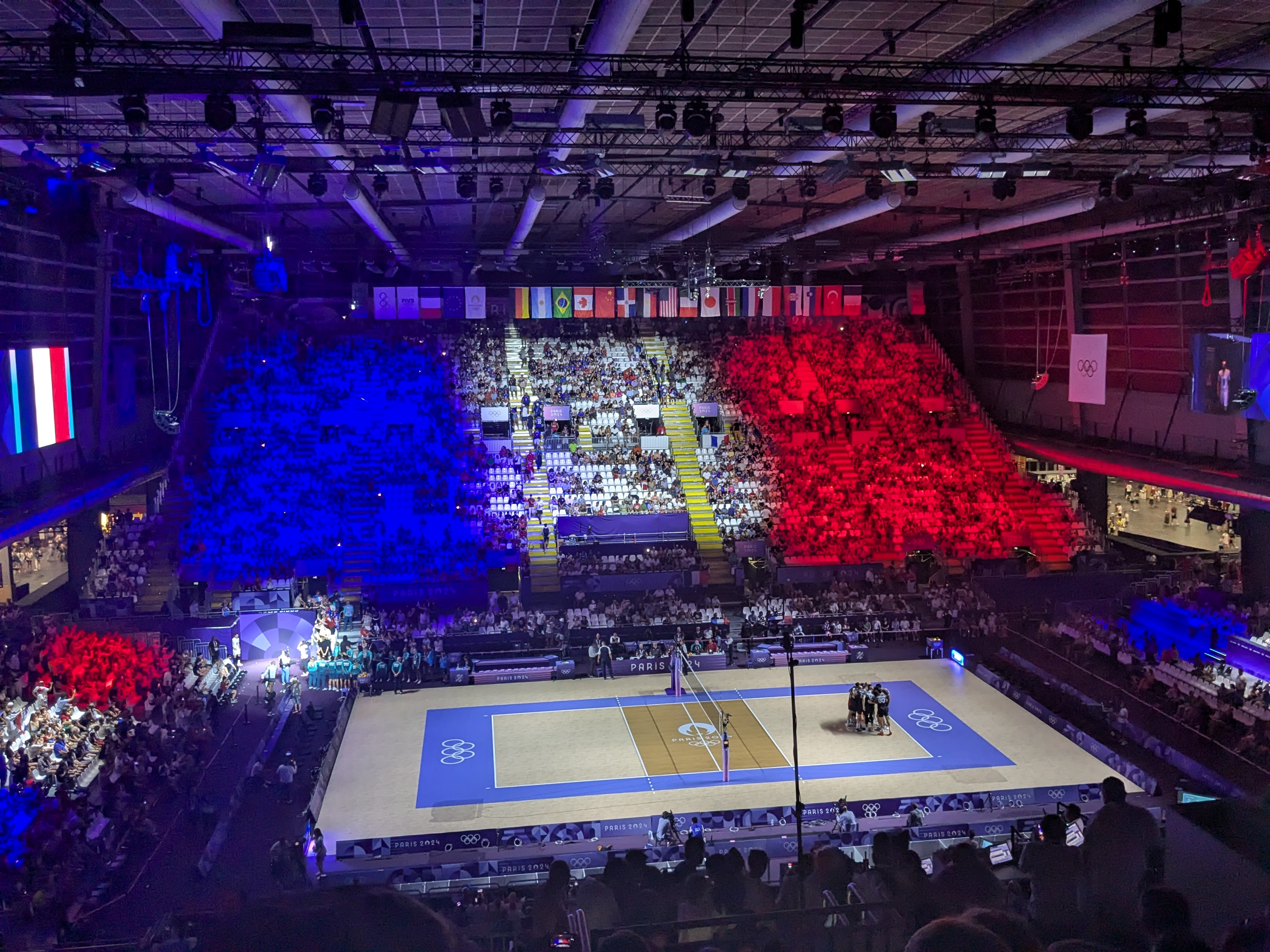
L'Arena Paris-Sud lors du match de volleyball France-Canada.

| Site                                                             | Commune                                    | Statut                                                                      | Capacité (nombre de places assises/debout) | Sport olympique et activités diverses        |
| ---------------------------------------------------------------- | ------------------------------------------ | --------------------------------------------------------------------------- | ------------------------------------------ | -------------------------------------------- |
| Seine                                                            | Paris                                      | Existant                                                                    | 326 000                                    | Cérémonie d'ouverture                        |
| Stade de France                                                  | Saint-Denis                                | Existant                                                                    | 77 083                                     | Cérémonie de clôture                         |
| Stade de France                                                  | Saint-Denis                                | Existant                                                                    | 77 083                                     | Athlétisme                                   |
| Stade de France                                                  | Saint-Denis                                | Existant                                                                    | 77 083                                     | Rugby à sept                                 |
| Village olympique de Saint-Denis                                 | Saint-Denis, Saint-Ouen, L'Île-Saint-Denis | Nouveau                                                                     | -                                          | Village olympique                            |
| Centre aquatique olympique                                       | Saint-Denis                                | Nouveau (2 bassins définitifs et 3 provisoires)                             | 5 000                                      | Plongeon                                     |
| Centre aquatique olympique                                       | Saint-Denis                                | Nouveau (2 bassins définitifs et 3 provisoires)                             | 5 000                                      | Natation artistique                          |
| Centre aquatique olympique                                       | Saint-Denis                                | Nouveau (2 bassins définitifs et 3 provisoires)                             | 5 000                                      | Water-polo                                   |
| Stade Tour Eiffel (Champ-de-Mars)                                | Paris                                      | Existant (installations provisoires)                                        | 12 860                                     | Beach-volley                                 |
| Pont Alexandre-III et Seine (nage)                               | Paris                                      | Existant                                                                    | 1 000                                      | Triathlon                                    |
| Pont Alexandre-III et Seine (nage)                               | Paris                                      | Existant                                                                    | 1 000                                      | Cyclisme sur route                           |
| Pont Alexandre-III et Seine (nage)                               | Paris                                      | Existant                                                                    | 1 000                                      | Athlétisme (marathon/marche)                 |
| Pont Alexandre-III et Seine (nage)                               | Paris                                      | Existant                                                                    | 1 000                                      | Nage en eau libre                            |
| Grand Palais                                                     | Paris                                      | Rénové                                                                      | 8 000                                      | Escrime                                      |
| Grand Palais                                                     | Paris                                      | Rénové                                                                      | 8 000                                      | Taekwondo                                    |
| Arena Champ-de-Mars (Grand Palais éphémère)                      | Paris                                      | Temporaire (Site inauguré en mai 2021 pour les rénovations du Grand Palais) | 8 356                                      | Judo                                         |
| Arena Champ-de-Mars (Grand Palais éphémère)                      | Paris                                      | Temporaire (Site inauguré en mai 2021 pour les rénovations du Grand Palais) | 8 356                                      | Lutte                                        |
| Esplanade des Invalides                                          | Paris                                      | Existant (installations provisoires)                                        | 8 000                                      | Tir à l'arc                                  |
| Arena Paris Sud (Parc des expositions de la porte de Versailles) | Paris                                      | Rénové                                                                      | 6 650                                      | Tennis de table (Hall IV)                    |
| Arena Paris Sud (Parc des expositions de la porte de Versailles) | Paris                                      | Rénové                                                                      | 12 000                                     | Volley-ball (Hall I)                         |
| Arena Paris Sud (Parc des expositions de la porte de Versailles) | Paris                                      | Rénové                                                                      | 7 800                                      | Handball (phases préliminaires, Hall VI)     |
| Arena Paris Sud (Parc des expositions de la porte de Versailles) | Paris                                      | Rénové                                                                      | 5 000                                      | Haltérophilie (Hall VI)                      |
| Parc des Princes                                                 | Paris                                      | Existant                                                                    | 47 926                                     | Football                                     |
| Stade Roland-Garros                                              | Paris                                      | Rénové                                                                      | 14 962                                     | Tennis                                       |
| Stade Roland-Garros                                              | Paris                                      | Rénové                                                                      | 10 056                                     | Boxe (court Suzanne-Lenglen, phases finales) |
| Palais omnisports de Paris-Bercy                                 | Paris                                      | Existant                                                                    | 15 000                                     | Basket-ball (phases finales)                 |
| Palais omnisports de Paris-Bercy                                 | Paris                                      | Existant                                                                    | 15 000                                     | Gymnastique artistique                       |
| Palais omnisports de Paris-Bercy                                 | Paris                                      | Existant                                                                    | 15 000                                     | Trampoline                                   |
| Arena Porte de la Chapelle                                       | Paris                                      | Nouveau                                                                     | 8 000                                      | Badminton                                    |
| Arena Porte de la Chapelle                                       | Paris                                      | Nouveau                                                                     | 8 000                                      | Gymnastique rythmique                        |
| Paris La Défense Arena                                           | Nanterre                                   | Existant                                                                    | 17 000                                     | Natation                                     |
| Paris La Défense Arena                                           | Nanterre                                   | Existant                                                                    | 17 000                                     | Water-polo (finales)                         |
| Stade Yves-du-Manoir                                             | Colombes                                   | Rénové                                                                      | 15 000                                     | Hockey sur gazon                             |
| Base nautique de Vaires-sur-Marne                                | Vaires-sur-Marne                           | Existant                                                                    | 24 000                                     | Aviron                                       |
| Base nautique de Vaires-sur-Marne                                | Vaires-sur-Marne                           | Existant                                                                    | 12 000                                     | Canoë-kayak                                  |
| Château de Versailles                                            | Versailles                                 | Existant (tribunes provisoires)                                             | 15 000 40 000 (cross-country)              | Équitation                                   |
| Château de Versailles                                            | Versailles                                 | Existant (tribunes provisoires)                                             | 15 000 40 000 (cross-country)              | Pentathlon moderne                           |
| Vélodrome national                                               | Montigny-le-Bretonneux                     | Existant (avec travaux d'aménagement pour le terrain de BMX)                | 5 000                                      | Cyclisme sur piste                           |
| Vélodrome national                                               | Montigny-le-Bretonneux                     | Existant (avec travaux d'aménagement pour le terrain de BMX)                | 5 000                                      | BMX                                          |
| Colline d'Élancourt                                              | Élancourt et Trappes                       | Existant (avec travaux d'aménagement)                                       | 15 000                                     | VTT                                          |
| Golf national                                                    | Guyancourt                                 | Existant                                                                    | 32 720                                     | Golf                                         |
| Marina olympique du Roucas-Blanc                                 | Marseille                                  | Existant (installations provisoires)                                        | 12 262                                     | Voile                                        |
| Teahupo'o                                                        | Taiarapu-Ouest (Polynésie française)       | Existant (installations provisoires)                                        | 600                                        | Surf                                         |
| Stade de Bordeaux                                                | Bordeaux                                   | Existant                                                                    | 42 000                                     | Football                                     |
| Stade Pierre-Mauroy                                              | Villeneuve-d'Ascq                          | Existant                                                                    | 27 000                                     | Basket-ball (phases préliminaires)           |
| Stade Pierre-Mauroy                                              | Villeneuve-d'Ascq                          | Existant                                                                    | 27 000                                     | Handball (phases finales)                    |
| Parc Olympique lyonnais                                          | Décines-Charpieu                           | Existant                                                                    | 59 186                                     | Football                                     |
| Stade Vélodrome                                                  | Marseille                                  | Existant                                                                    | 67 394                                     | Football                                     |
| Stade de la Beaujoire                                            | Nantes                                     | Existant                                                                    | 37 473                                     | Football                                     |
| Stade Riviera                                                    | Nice                                       | Existant                                                                    | 36 178                                     | Football                                     |
| Stade Geoffroy-Guichard                                          | Saint-Étienne                              | Existant                                                                    | 41 965                                     | Football                                     |
| Site d'escalade du Bourget                                       | Le Bourget                                 | Temporaire (installations provisoires)                                      | 6 000                                      | Escalade                                     |
| Parc des expositions du Bourget                                  | Le Bourget                                 | Temporaires et existant                                                     | -                                          | Centre des médias                            |
| Parc urbain de la Concorde                                       | Paris                                      | Temporaire (installations provisoires)                                      |                                            | Basket-ball 3x3                              |
| Parc urbain de la Concorde                                       | Paris                                      | Temporaire (installations provisoires)                                      | BMX freestyle                              |                                              |
| Parc urbain de la Concorde                                       | Paris                                      | Temporaire (installations provisoires)                                      | Breakdance                                 |                                              |
| Parc urbain de la Concorde                                       | Paris                                      | Temporaire (installations provisoires)                                      | Skateboard                                 |                                              |
| Arena Paris Nord                                                 | Villepinte                                 | Existant                                                                    | 6 000                                      | Boxe (phase préliminaire)                    |
| Arena Paris Nord                                                 | Villepinte                                 | Existant                                                                    | 6 000                                      | Pentathlon moderne (épreuve d'escrime)       |
| Centre national de tir sportif                                   | Châteauroux                                | Existant                                                                    |                                            | Tir                                          |
| Place de l'Hôtel-de-Ville - esplanade de la Libération           | Paris                                      | Existant                                                                    | 3 000 à 12 000                             | départ du marathon, terrasse des jeux        |

### Centre aquatique olympique

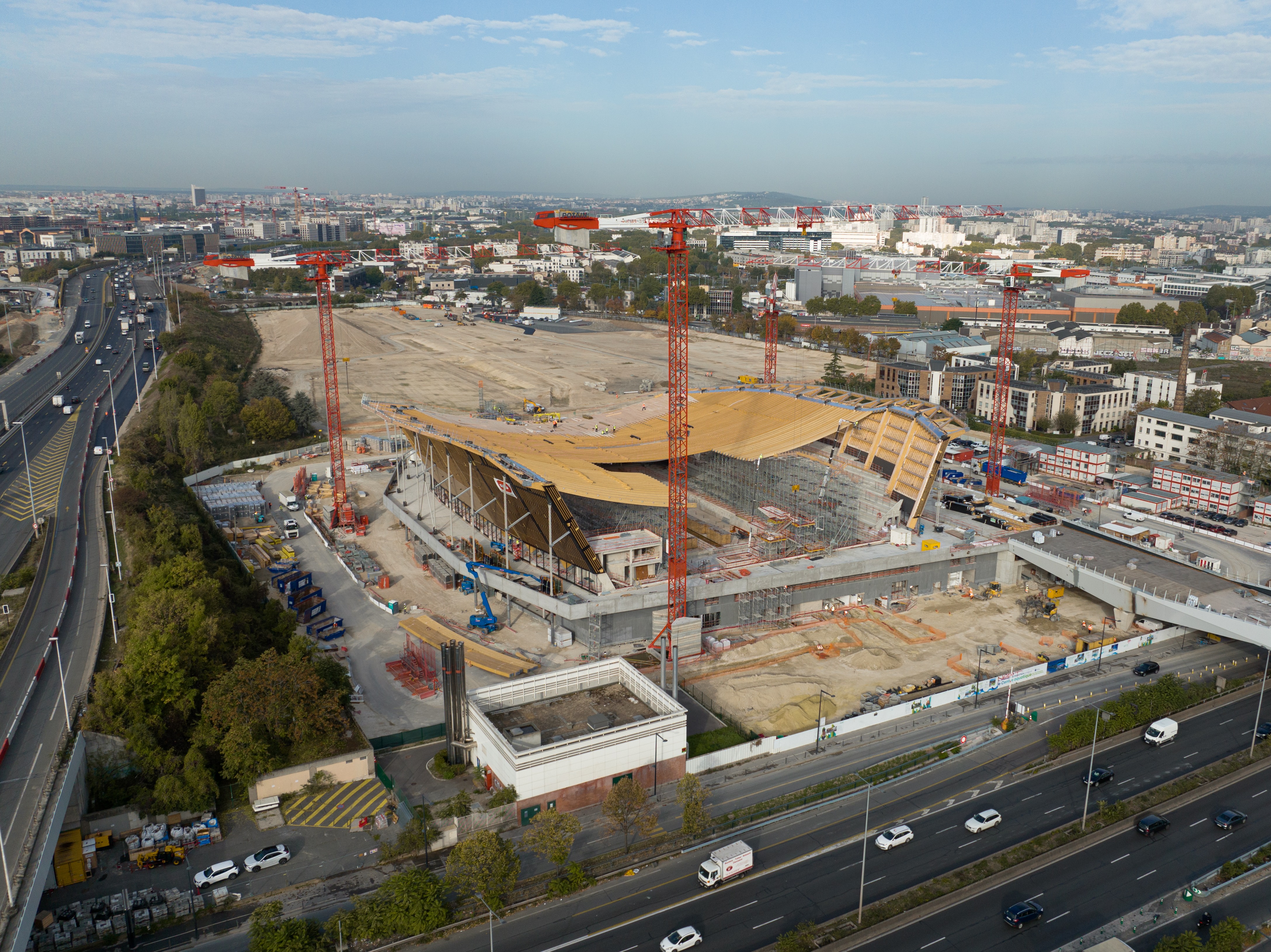
Chantier du Centre aquatique olympique en octobre 2022.

Dès l'annonce du projet de candidature de Paris aux Jeux olympiques de 2024, la maire d'Aubervilliers Meriem Derkaoui rappelle l’engagement qui a été fait par l'État en 2005 de construire le centre aquatique olympique à Aubervilliers et ce, quelle que soit l’issue de la candidature (pour les Jeux de 2012),.
Alors que le site de Saint-Denis a été retenu dans le projet de candidature des Jeux de 2024 pour implanter le Centre aquatique olympique, la mobilisation initiée par la maire d'Aubervilliers a finalement permis d'obtenir le respect de l’engagement de réaliser une piscine à dimension olympique au fort d'Aubervilliers dans le cadre d'un contrat d'intérêt national (CIN) signé en janvier 2017. L'équipement pourrait également servir de centre d'entraînement pour les sportifs olympiques. Il est construit sous maîtrise d'ouvrage de la Métropole du Grand Paris. Le 20 septembre 2021, la cour administrative d'appel de Paris a suspendu le permis de construire de la piscine d'Aubervilliers. Le 7 juillet 2022, elle donne finalement son accord au permis, le projet ayant été modifié afin de préserver les jardins ouvriers.
Les épreuves de natation ainsi que les finales de water-polo étant disputées à Paris La Défense Arena, deux bassins de 50 m sont commandés à la société italienne Myrtha Pools, qui disposera d'un mois pour les mettre en place dans cette salle. C'est la sixième fois que cette entreprise italienne est fournisseur pour des Jeux olympiques, depuis 1996. Au total, les Italiens vont fournir, pour l'entrainement et la compétition, 24 bassins pour les JO de Paris, toutes disciplines confondues. Après les compétitions, les bassins seront réutilisés à Pierreffite, Bagnolet et Sevran. L'un des bassins sera découpé en deux parties de 25 mètres.

### Surf
Pour les épreuves de surf, sport additionnel lors des jeux, cinq candidatures, disposant de spots adaptés sont en lice pour l'accueillir : Tahiti, Bordeaux–Lacanau, La Torche, Biarritz et Capbreton–Hossegor–Seignosse.
Le 12 décembre 2019, le COJOP propose le site de Teahupo'o à Tahiti, arguant que les conditions météorologiques seront optimales et que ce serait la première fois que des territoires d'outre mer seraient associés aux Jeux en France. Le lieu est validé en août 2022. En raison des conséquences écologiques de la construction de la tour des juges, les épreuves olympiques de surf à Teahupoo sont contestées (une tour étant déjà existante pour les juges).
La distance avec la métropole fait qu'un village olympique est mis en place à proximité du site, plus exactement sur le navire l'Aranui 5 faisant ainsi le premier village olympique flottant.

### Basket-ball

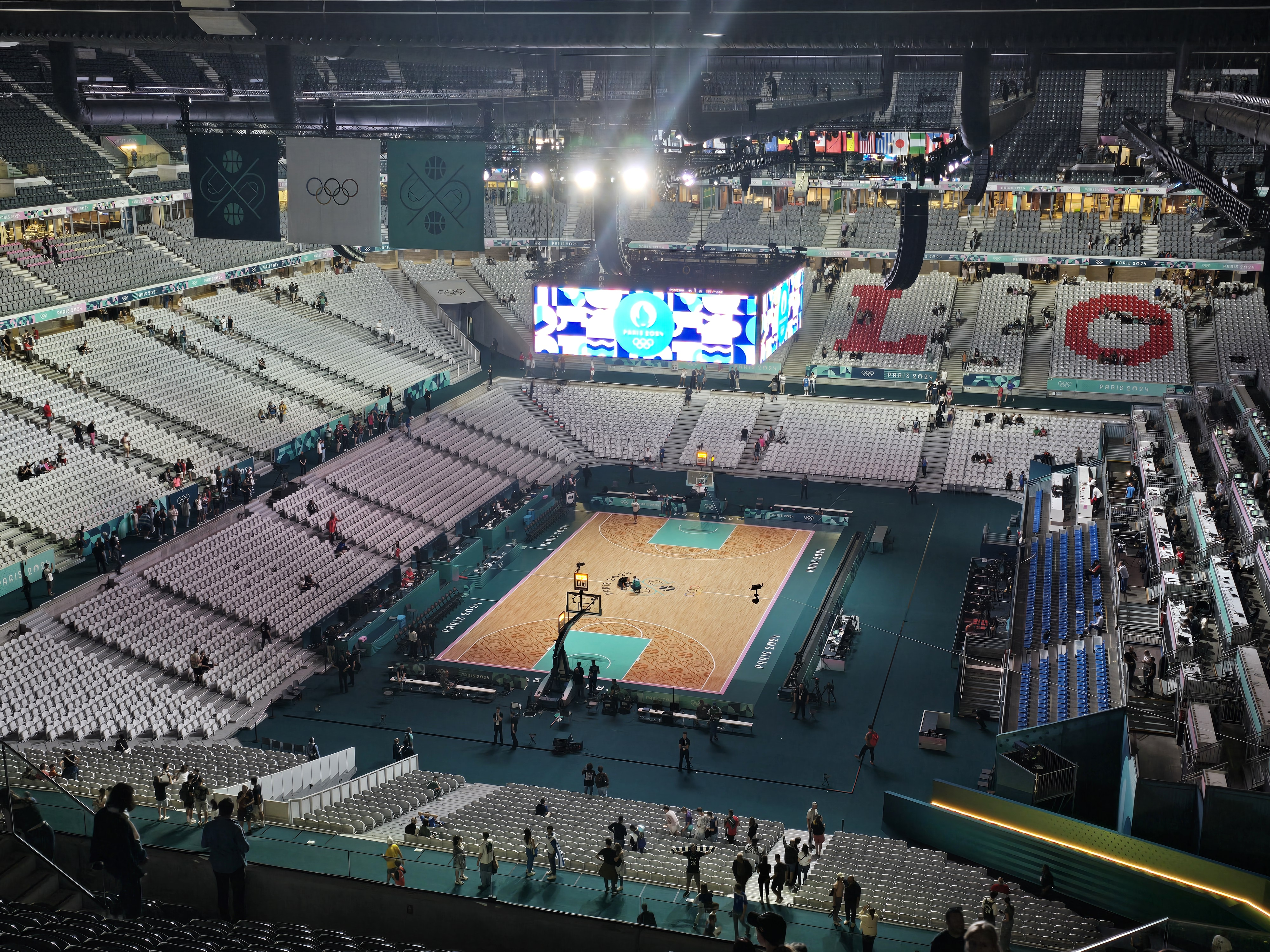
Le stade Pierre-Mauroy dans sa configuration basket-ball lors des Jeux olympiques d'été de 2024.

Fin 2021, la Fédération internationale de basket-ball émet des doutes quant à la conformité du site de Paris Expo Porte de Versailles (Porte de Versailles) pour implanter une salle règlementaire et bien adaptée à la diffusion télévisée. En mars 2022, le comité d'organisation des Jeux olympiques acte que cette épreuve sera disputée dans un autre site que celui de la porte de Versailles. En juillet 2022, les épreuves du tournoi préliminaire de basket-ball sont déplacées au stade Pierre-Mauroy de Lille (Villeneuve-d'Ascq), le handball faisant le chemin inverse.

### Terrain des Essences
Le projet initial prévoyait une opération de dépollution et de réaménagement du terrain des Essences situé en bordure du parc Georges-Valbon à La Courneuve. Cet espace, d'une superficie de 13 ha, était occupé auparavant par l'ancien centre de ravitaillement en hydrocarbures du ministère de la Défense.
Le Comité d'organisation y prévoyait la tenue des épreuves de tir sportif et de para-tir. Il y renonce en raison des contraintes environnementales et techniques apparues lors d'études plus approfondies. Les épreuves sont alors deplacées au Centre national de tir sportif à Châteauroux,. La Seine-Saint-Denis reçoit des compensations, notamment avec l'épreuve de para-marathon dont le départ sera donné au terrain des Essences. En juin 2022, le Bureau exécutif de Paris 2024 propose que les phases préliminaires du tournoi de boxe soient localisées au parc des expositions de Villepinte ainsi que les épreuves d'escrime du pentathlon moderne et de volley assis.

### Seine
Après l'obtention en 2015 de l'organisation des Jeux olympiques et paralympiques d'été de 2024 à Paris et le choix de la Seine pour les épreuves en eau libre, un plan « Qualité de l'eau et baignade » travaille à l'assainissement du fleuve, impliquant la ville de Paris, le SIAAP et plusieurs collectivités territoriales du bassin versant de la Seine, pour un investissement cumulé de 1,4 milliard d'euros,. À Paris même, un bassin réservoir d'une capacité de 50 000 m3 est construit en 2023 et 2024 près de la gare d'Austerlitz, pour un coût de 80 millions d'euros. En cas d'orage, le réservoir soulage le réseau et évite les délestages d'eaux usées dans la Seine. Grâce à ces investissements, trois sites de baignade pourraient être ouverts dans Paris à la suite des Jeux en 2025,. Malgré cet investissement qui selon ses maîtres d’ouvrage devait régler définitivement le problème, la Seine n’était pas baignable à la suite de la pluie du 18 juin 2024, ce qui a obligé Anne Hidalgo à repousser la date à laquelle elle avait prévu de se baigner, du 23 juin au 30 juin puis à la semaine du 15 juillet. Ainsi, la baignade en Seine reste soumise à la pluviométrie comme entre 2007 et 2012. En juillet 2024, la ministre des Sports Amélie Oudéa-Castéra, accompagnée du paratriathlète Alexis Hanquinquant, puis la maire de Paris, Anne Hidalgo, accompagnée de Tony Estanguet et de Marc Guillaume, se baignent finalement dans le fleuve, grâce à deux arrêtés temporaires d’autorisation de la préfecture de Paris, quelques jours avant l'ouverture des Jeux olympiques,.
Certaines épreuves, comme celle du triathlon masculin, doivent être reportées à cause de la pluie ayant « souillé » le fleuve selon les organisateurs des Jeux. La Seine présente de fortes doses d'Escherichia coli et d'entérocoques, bactéries pouvant conduire à des maladies de la peau, à des gastro-entérites, ou à des leptospires selon l'institut Pasteur. Selon un professeur canadien, les seuils de qualité de l'eau utilisés en France pour autoriser la baignade sont très permissifs, car de tels seuils entraîneraient au contraire une interdiction de baignade et une fermeture des plages à Ottawa.
Face aux risques, les responsables britanniques du triathlon décident de faire obligatoirement prendre à leurs athlètes nageant dans la Seine des comprimés de probiotiques avant l'épreuve, et subir une désinfection complète du corps à la fin.
En août, une triathlète belge attrape un virus et doit être hospitalisée, sans que le lien avec sa baignade dans la Seine ne soit prouvé. L'équipe du triathlon belge féminin se retire de la compétition.
Le 5 août, les médias révèlent que la course de relais mixte de triathlon a eu lieu bien que l'eau de la Seine ne fût pas conforme aux normes sur un des points de prélèvement, car les athlètes concernés ne se seraient pas opposés à la tenue de la compétition malgré cette information.

## Organisation

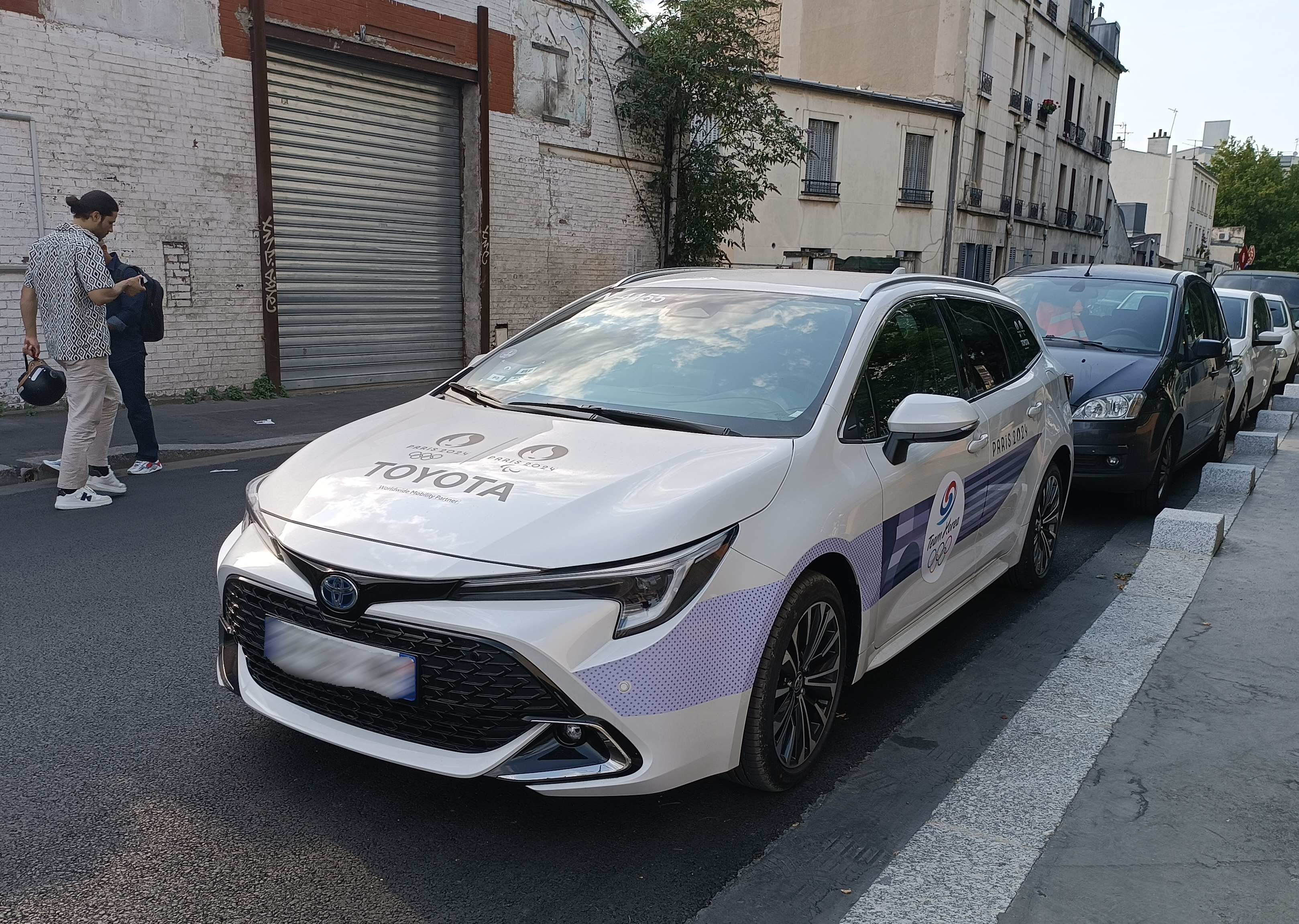
Véhicule officiel de l'équipe de Corée du Sud durant les Jeux.

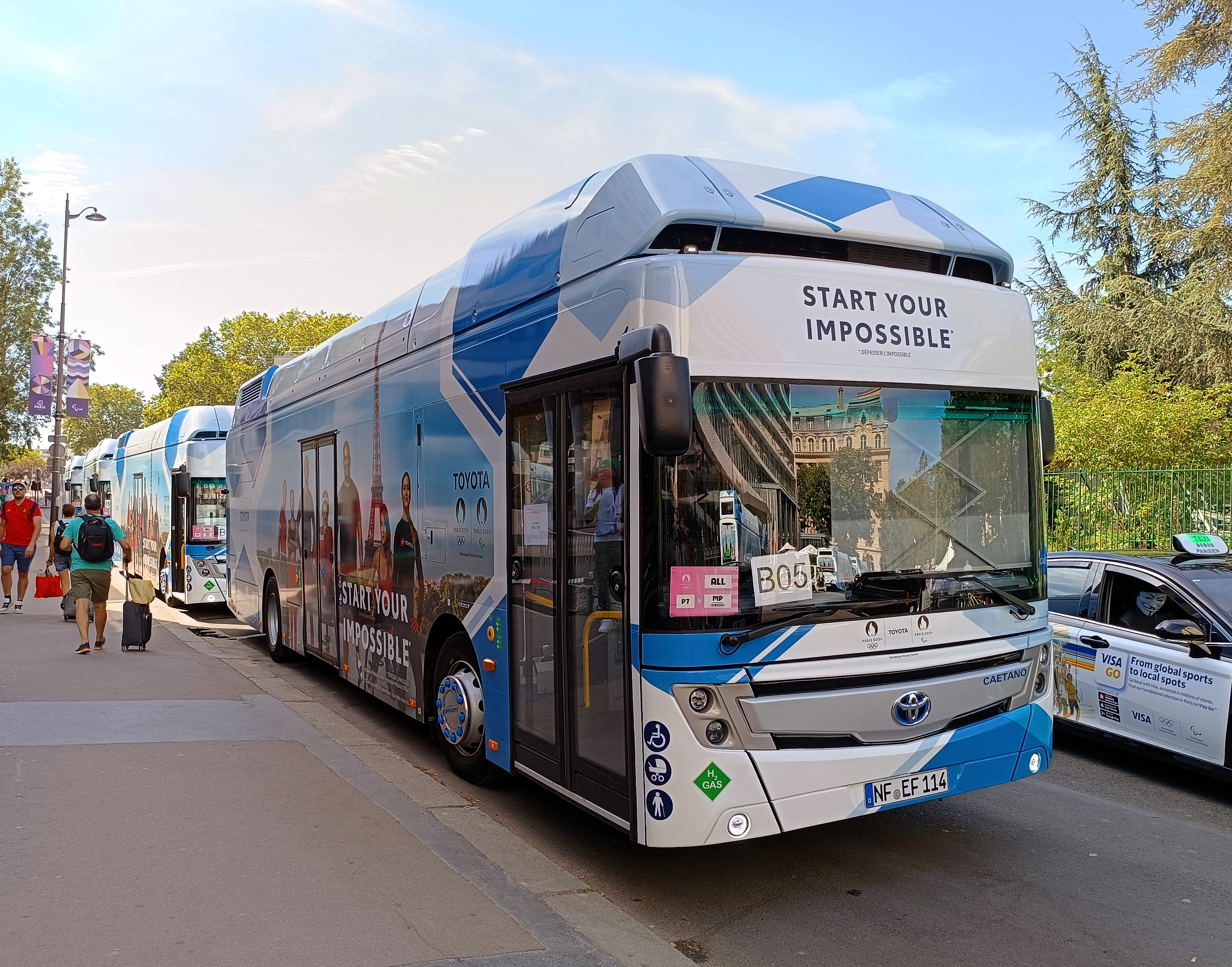
Autobus à hydrogène réservé aux transports de personnes importantes durant les Jeux.

### Participation du public par voie électronique (PPVE)
L’article 9 de la loi no 2018-202 du 26 mars 2018 a créé une procédure ad hoc de consultation par voie électronique se substituant à l'enquête publique concernant les plans, projets ou programmes nécessaires à l’organisation des Jeux olympiques. La synthèse des informations et propositions avancées par le public doit être réalisée par un ou plusieurs garants nommés par la Commission nationale du débat public dans un délai d’un mois à partir de la fin de la participation du public par voie électronique.
La mise en comptabilité du PLUi de Plaine Commune a par exemple fait l’objet d’une participation du public par voie électronique (PPVE) du 10 juin au 12 juillet 2020. Le Plan local d'urbanisme (PLUi) de Plaine Commune, exécutoire depuis le 31 mars 2020, fut en effet soumis à une mise en compatibilité en raison du projet d’aménagement de la ZAC du Village olympique et paralympique, qui nécessitait notamment l’évolution du nombre de places de stationnement.

### Organisation institutionnelle

#### Instances olympiques
En octobre 2017, Pierre-Olivier Beckers-Vieujant est nommé président de la Commission de coordination des Jeux de Paris par le président du CIO, Thomas Bach. Son vice-président était Patrick Baumann, président de la commission de coordination des Jeux de Los Angeles, jusqu'à son décès.
Le 18 janvier 2018, le Comité d'organisation des Jeux olympiques et paralympiques (COJO) est créé. Il est présidé par Tony Estanguet ; le directeur général est Étienne Thobois.
En novembre 2021, Tony Estanguet annonce la création d’une équipe d’ambassadeurs de quatre athlètes olympiques et paralympiques pour le label Terre de Jeux 2024 dont Émilie Gomis, Damien Seguin, Perle Bouge, et Fabien Gilot. Le label « Terre des Jeux 2024 » vise à impliquer les collectivités de France autour des Jeux, dynamiser l'action locale et de promouvoir l’activité physique et de la pratique sportive,.

#### Établissement public
Une Société de livraison des ouvrages olympiques (SOLIDEO), est créée début 2018 ; il s'agit d'un établissement public présidé par Anne Hidalgo, maire de Paris. Nicolas Ferrand est nommé préfigurateur de la SOLIDEO en octobre 2017, puis directeur général exécutif à partir du 1er janvier 2018.

#### Gouvernement
Pour l'organisation gouvernementale, un délégué interministériel aux Jeux olympiques et paralympiques 2024 (DIJOP) est institué en septembre 2017 auprès du Premier ministre, et Jean Castex est nommé à cette fonction. En parallèle, il est nommé en janvier 2018 délégué interministériel aux grands événements sportifs (DIGES), en remplacement de Nicolas Desforges. Lorsqu'il est nommé Premier ministre en juillet 2020, Jean Castex est remplacé aux fonctions de DIJOP et DIGES par Michel Cadot, renouvelé en novembre 2021.
Un comité interministériel aux Jeux olympiques et paralympiques 2024 est également institué en septembre 2017, composé des ministres suivants : Sports, Éducation nationale, Enseignement supérieur et Recherche, Économie, Budget, Logement, Défense, Intérieur, Aménagement du territoire, Transports, Travail, Culture, Santé, Tourisme, Agriculture et Alimentation, Environnement, Europe et Affaires étrangères, Personnes handicapées, Égalité entre les femmes et les hommes.
Le DIJOP assure la présidence d'un comité de coordination composé d'un représentant de chaque ministre membre du comité interministériel, ainsi que du préfet d'Île-de-France, du préfet de police de Paris et des préfets des départements qui accueillent un site de compétition.
En mai 2022, le ministère des Sports prend le nom de ministère des Sports et des Jeux olympiques et paralympiques dans le nouveau gouvernement Élisabeth Borne.

#### Lois «olympiques»
Au dernier trimestre 2017, le Parlement débat d'un projet de loi devant concrétiser les engagements de la candidature française. Il contient notamment des dispositions pour accélérer et simplifier les procédures d'urbanisme ou d'expropriation pour finaliser le village des athlètes et des médias, l'autorisation de pavoiser les monuments historiques ou sites classés d'emblèmes olympiques du vote de la loi jusqu'en 2024, l'autorisation d'affichage publicitaire des sponsors sur les monuments historiques ou sites classés accueillant des compétitions et dans un périmètre de 500 mètres autour des lieux. La Cour des comptes est chargée d'un contrôle annuel du COJO. Pour Cécile Chaussard, maître de conférences en droit public à l'université de Bourgogne et membre du laboratoire du droit du sport, malgré les avantages concédés aux entreprises partenaires du CIO, le « projet de loi est très conforme aux lois olympiques habituelles » avec même des dispositions renforcées contre la corruption et la triche. Altérer le « déroulement normal et équitable » d'une compétition sportive serait passible de cinq ans de prison et d’une amende de 500 000 €.
Une seconde « loi olympique » est promulguée le 19 mai 2023 : la moitié de ses 29 articles ont trait à la sécurité de l'événement.

#### Charte sociale des Jeux olympiques et paralympiques
Dès la candidature de Paris, le COJOP, la Solideo et les partenaires sociaux signent la « Charte sociale des Jeux olympiques et paralympiques » en 2018. Cette charte vise à garantir le respect de normes sociales élevées pour les entreprises et personnes travaillant à la préparation et au déroulement des JO de 2024 (25 % de la valeur des marchés réservé aux PME, TPE et aux entreprises de l'ESS, au moins 10 % des heures travaillées réservées aux personnes éloignées de l'emploi, formation, promotion du sport en entreprise, sécurité sur les chantiers…),.

### Épreuves préparatoires
Les premières épreuves tests à Marseille sur la marina olympique du Roucas-Blanc du 9 au 16 juillet 2023, avec une grande partie de la rade réservée aux JOP du 8 h à 20 h, se sont passés sans incident majeur, mais ont permis d'identifier des points à améliorer comme la taille des tentes. Les compétitions avaient lieu sans les 12 000 personnes attendues chaque jour en 2024 et n'ont donc pas évalué la logistique du transport.
Des épreuves test sont organisées dans certaines disciplines durant l'année précédant les Jeux. L'épreuve de nage libre prévue début août 2023 dans la Seine est annulée en raison d'analyses d'eau non conformes à la suite d'orages. Deux semaines plus tard, certaines épreuves test de triathlon doivent aussi être annulées,.
Une épreuve Coupe du monde de tir à l’arc est organisée avec succès les 19 et 20 août avec des qualifications au Stade Charléty et des phases finales sur le site olympique de l'esplanade des Invalides devant quelques centaines de personnes.
En août 2023, des épreuves tests sans classement sont organisées au Château de Versailles où un ponton flottant temporaire de 60 mètres a été bâti au-dessus du canal et doit être traversé à cheval lors de l’épreuve de cross-country.

### Protection de l'environnement
L'empreinte carbone des Jeux olympiques de 2024 est estimée à 1 580 kilotonnes équivalent CO2 (KtCO2e), par les organisateurs, comparativement aux 3 329 KtCO2e des Jeux Olympiques de Londres en 2012. Cette réduction est attribuée à plusieurs facteurs, notamment l'organisation des Jeux dans 95 % d'infrastructures existantes ou temporaires, telles que le site de la Place de la Concorde, ainsi qu'à la desserte des sites de compétition par les transports en commun et la possibilité d'accéder aux sites d'Île-de-France à vélo. De plus, un doublement des options végétariennes dans la restauration, ainsi que le raccordement des sites au réseau électrique plutôt qu'à des groupes électrogènes, ont également contribué à cette diminution de l'empreinte carbone.
Alors que le secteur de l'événementiel recourt massivement aux générateurs Diesel (nommés aussi groupes électrogènes) pour produire l’électricité utilisée lors des grands événements, ceux-ci sont remplacés pour les Jeux Olympiques de Paris 2024 par un raccordement au réseau électrique et les générateurs thermiques ne sont utilisés qu'en cas de secours. Le Stade de France reçoit ainsi d'Enedis deux nouveaux branchements pérennes.
Cependant, l'association Shifters (association de bénévoles affiliée à The Shift Project) donne une estimation plus élevée de l'empreinte carbone, à 2 105 KtCO2e,. Cette différence s'explique notamment par une sous-estimation, selon l'association, de l'impact des déplacements, en particulier des visiteurs internationaux, chiffrée à 1 234 KtCO2e contre 537 KtCO2e dans l'évaluation des organisateurs.
Un accord de « jumelage olympique » est signé le 23 octobre 2017 entre Paris et Los Angeles (ville organisatrice des Jeux olympiques de 2028), portant notamment sur leurs engagements en matière de « lutte contre le dérèglement climatique et protection de l’environnement ».

### Sécurité

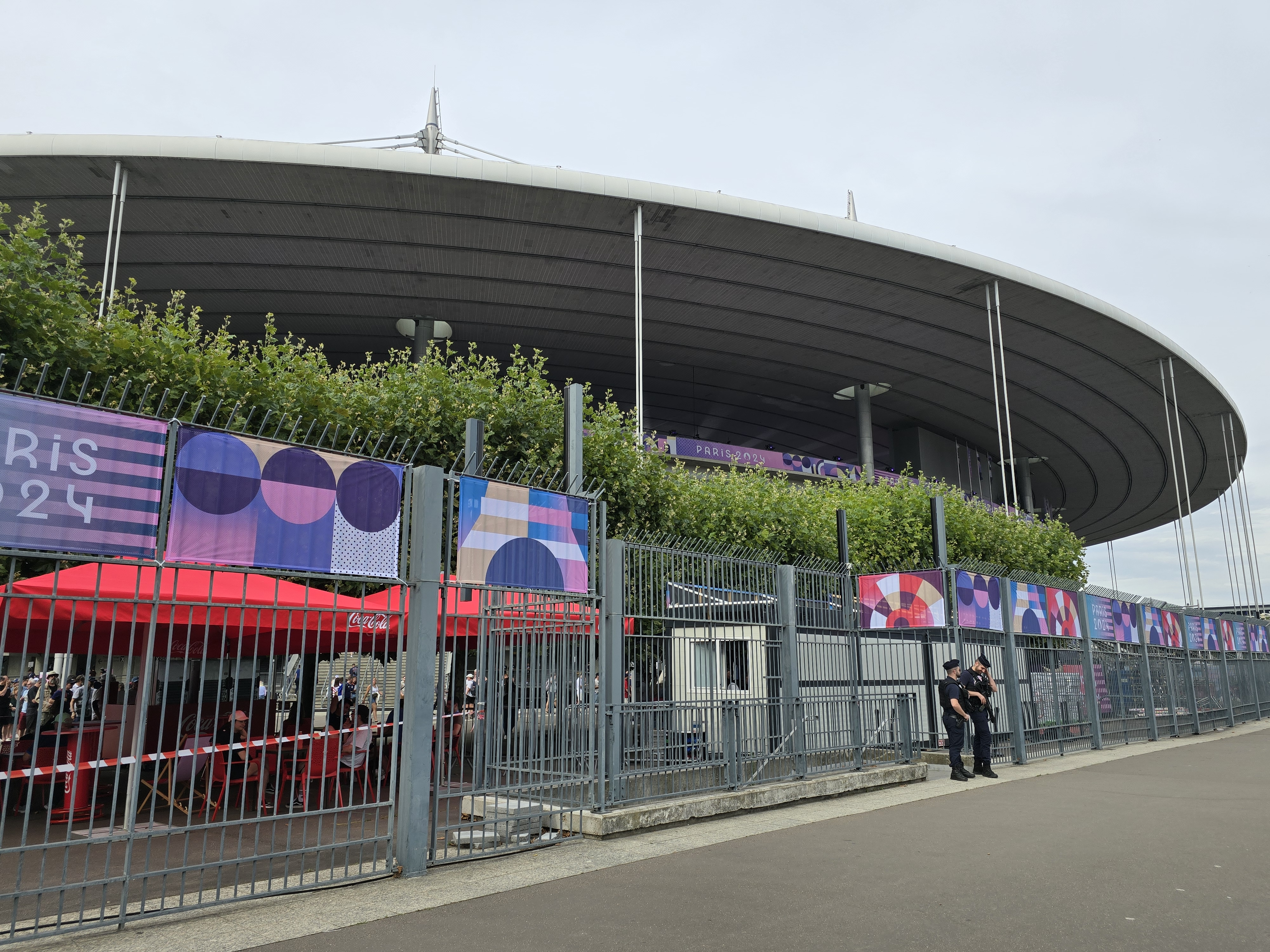
Deux policiers à proximité du Stade de France pendant les Jeux.

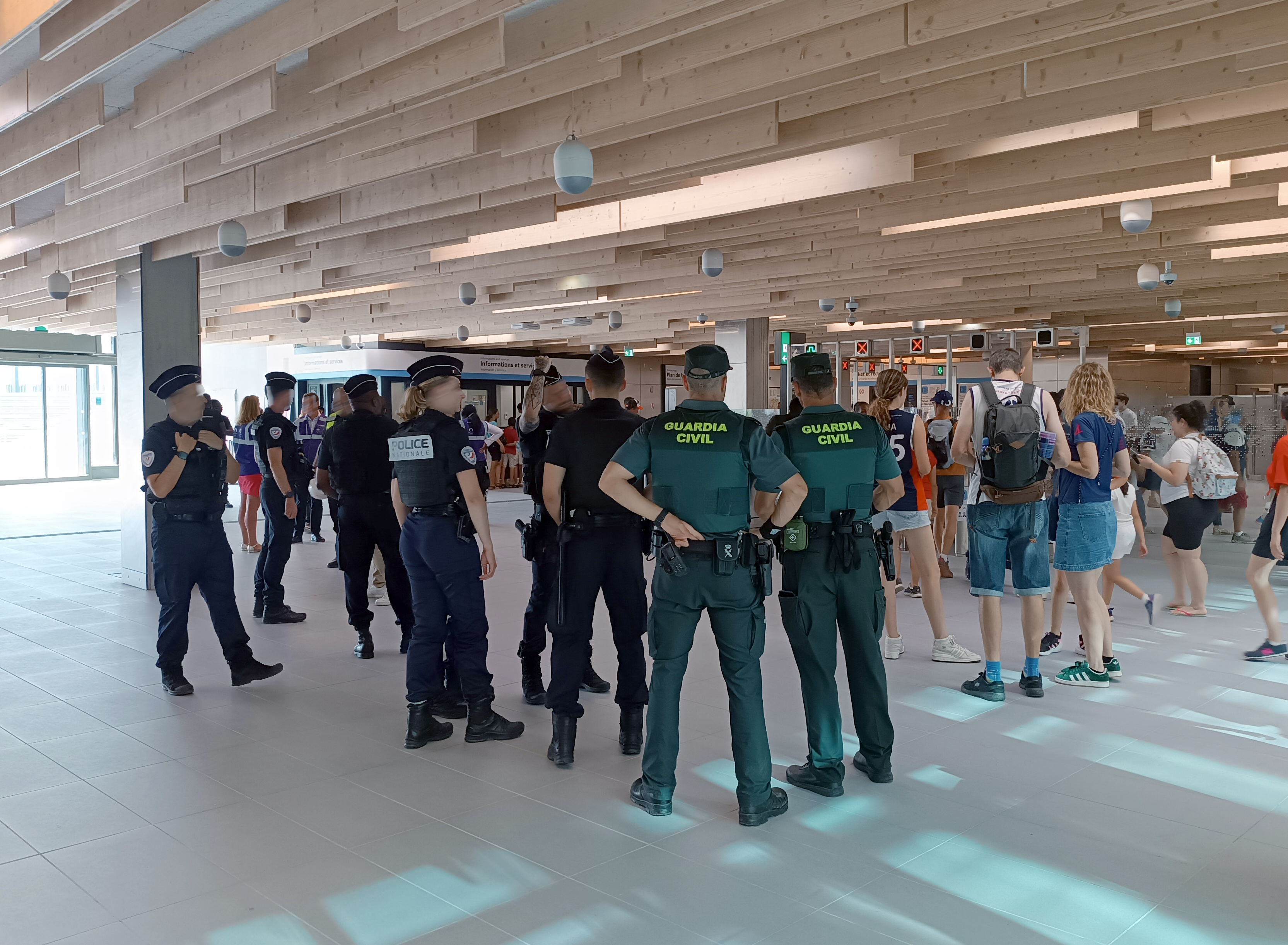
Membres de la Guardia Civil (Espagne) accompagnant des unités de la Police nationale française à la station de métro Saint-Denis Pleyel.

Comme tout événement de grande ampleur, les Jeux olympiques et paralympiques font face à des menaces et des risques spécifiques. La caisse de résonance médiatique des JOP accentue les revendications politiques comme ce furent le cas lors des Jeux olympiques de 1936 ou en 1972 avec la prise d'otages des Jeux olympiques de Munich. Pour faire face à l'ensemble des risques (comme une catastrophe naturelle) et aux menaces, le dispositif de sécurité est réparti entre les lieux de responsabilité privée (sites d'épreuves) et ceux de responsabilité publique (périphérie des évènements).
Dans les lieux de responsabilité privée, le comité d'organisation des JOP prévoit 45 000 volontaires et estime un besoin de 22 000 agents de sécurité. En effet, la mobilité des foules étant un facteur majeur d'ordre public, le filtrage et l'orientation des foules sont cruciales. Dans les espaces de responsabilité publique, la sécurité est assurée par l'État.
L'élaboration de la loi « sécurité globale » prend partiellement en compte la complexité de la sécurité des JOP avec une disposition sur les sociétés de sécurité privée. Le député Jean-Michel Fauvergue, à l'origine du texte au Parlement, déclare : « Sur les JO, il nous faudra au bas mot 24 ou 25 000 agents de sécurité privée. On est loin du compte ».
La loi du 19 mai 2023 (seconde « loi olympique »), dont la moitié des 29 articles du 19 mai 2023 ont trait à la sécurité. Elle autorise l'expérimentation jusqu'au 31 mars 2025 de la vidéosurveillance algorithmique qui prévoit notamment l'installation de caméras, le déploiement de drones et la connexion de leur flux vidéo à des intelligences artificielles (IA). Ces dernières pourront détecter les mouvements de foule et les goulets d'étranglement dans les transports, ainsi que traquer des suspects prédéterminés. Le texte adopté indique que les images obtenues auront « pour unique objet de détecter, en temps réel, des événements prédéterminés susceptibles de présenter ou de révéler ces risques et de les signaler »,. Le dispositif n'a pas vocation à identifier des individus, le recours aux techniques de reconnaissance faciale ou d’identification biométrique étant exclu. Les scanners corporels pourront être utilisés pour le contrôle d'accès aux sites olympiques. Les sanctions en cas d'intrusion dans une enceinte sportive ou sur un terrain de sport sont alourdies. Durant la période des JOP, le préfet de police de Paris est l’unique préfet responsable de la sécurité et de l’ordre public en Ile-de-France.
Le 29 février 2024, la France signe plusieurs accords avec le Qatar par le ministre de l'Intérieur et commandant des forces de sécurité intérieure (Lekhwiya), Cheikh Khalifa ben Hamad ben Khalifa Al-Thani, et le ministre français de l'Intérieur et de l'Outre-mer, Gérald Darmanin, pour renforcer la sécurité des Jeux olympiques, pendant la période de 2024 à 2027, qui visait à renforcer diverses mesures de sécurité, des patrouilles à pied à la cybersécurité, garantissant un environnement sûr et sécurisé pour l'événement sportif international. En outre, les forces de sécurité contribueraient à la gestion de la sécurité civile lors des événements sportifs internationaux, en fournissant des moyens d'inspection des véhicules, d'évacuation sanitaire et d'opérations de recherche et de sauvetage. L'équipe qatarie se rend aussi à Paris pour procéder à une inspection approfondie des dispositions logistiques, des chantiers et d'autres tâches essentielles.
Le 22 mai 2024, la DGSI déjoue un projet d'attentat islamiste à Saint-Étienne qui visait les épreuves de football des Jeux olympiques. Ainsi, un ressortissant tchétchène de 18 ans a été interpellé, mis en examen et écroué, annonce le ministère de l'Intérieur.
Les forces de sécurité qatariennes arrivent à Paris le 12 juillet 2024, pour aider à assurer les Jeux olympiques et paralympiques. De plus, le 29 juillet, la France et le Qatar discutent de l'amélioration de la coopération en matière de sécurité entre leurs agences d'application de la loi alors que les forces qatariennes poursuivent leur mission pour assurer la sécurité des Jeux,.

### Lutte antidopage
La loi du 19 mai 2023 renforce le dispositif de lutte antidopage en consolidant les tests existants (tests urinaires et sanguins) et en autorisant de nouvelles techniques de dépistage et d’analyse notamment les tests génétiques. Le texte permet à un laboratoire préalablement accrédité de procéder à la comparaison d’empreintes génétiques et à l’examen de caractéristiques génétiques des sportifs. Le Cojop organise la logistique des installations de contrôle, le recrutement du personnel, le prélèvement, le transport et l'analyse des échantillons collectés qui sont analysés au laboratoire antidopage d’Orsay (Essonne) selon les directives de l’International Testing Agency (ITA).
La technique de contrôle antidopage « dried blood spot » (ou « La goutte de sang séché »), est déployée aux Jeux olympiques de Paris pour la première fois dans l’histoire des Jeux olympiques d’été. Cette technique consiste à prélever une goutte de sang sur le bout d'un doigt ou sur le bras d'athlète et absorbé par une sorte de papier buvard afin d'être ensuite analysé en laboratoire. Cette méthode est moins intrusive qu'une aiguille dans le bras et plus simple à mettre en place du fait de sa rapidité et sa gestion logistique facilitée. Expérimenté en 2019, testé lors des Jeux olympiques de Tokyo, en 2021, et entériné dans la panoplie lors des JO d’hiver 2022 de Pékin, ce mode de prélèvement figure dans le programme antidopage de l’Agence de contrôles internationale (ITA, International Testing Agency) qui prévoit d’en réaliser environ 200 dans soit un peu plus de 3 % de l’ensemble des 6 000 tests.

### Espaces religieux
Le Comité d’organisation des Jeux olympiques et paralympiques en collaboration avec les représentants des cultes catholique, protestant, orthodoxe, musulman, juif et bouddhiste, prévoit un espace multiconfessionnel dans le village olympique et paralympique d’une superficie d’environ 450 m2, divisé en cinq principaux espaces : un pour les religions chrétiennes (catholique, protestant et orthodoxe), et quatre autres pour chacun des autres cultes (juif, musulman, bouddhiste et hindouiste). Il prévoit d'être ouvert entre 7 h et 23 h,.
En avril 2023, l'Église catholique par la voix du délégué du Saint-Siège lance le projet Holy Games visant à proposer un accompagnement spirituel aux athlètes ainsi qu'aux personnes en situation de précarité. Des animations sont prévues, comme une course de 10 km entre le Sacré-Cœur de Montmartre et la basilique Saint-Denis, ou une messe d’ouverture des Jeux olympiques. L'ensemble des actions est principalement centralisé à l’église de la Madeleine,.

### Transports

Plan de la ligne 14 du métro de Paris, fraîchement prolongée, un mois avant la cérémonie d'ouverture des JO.

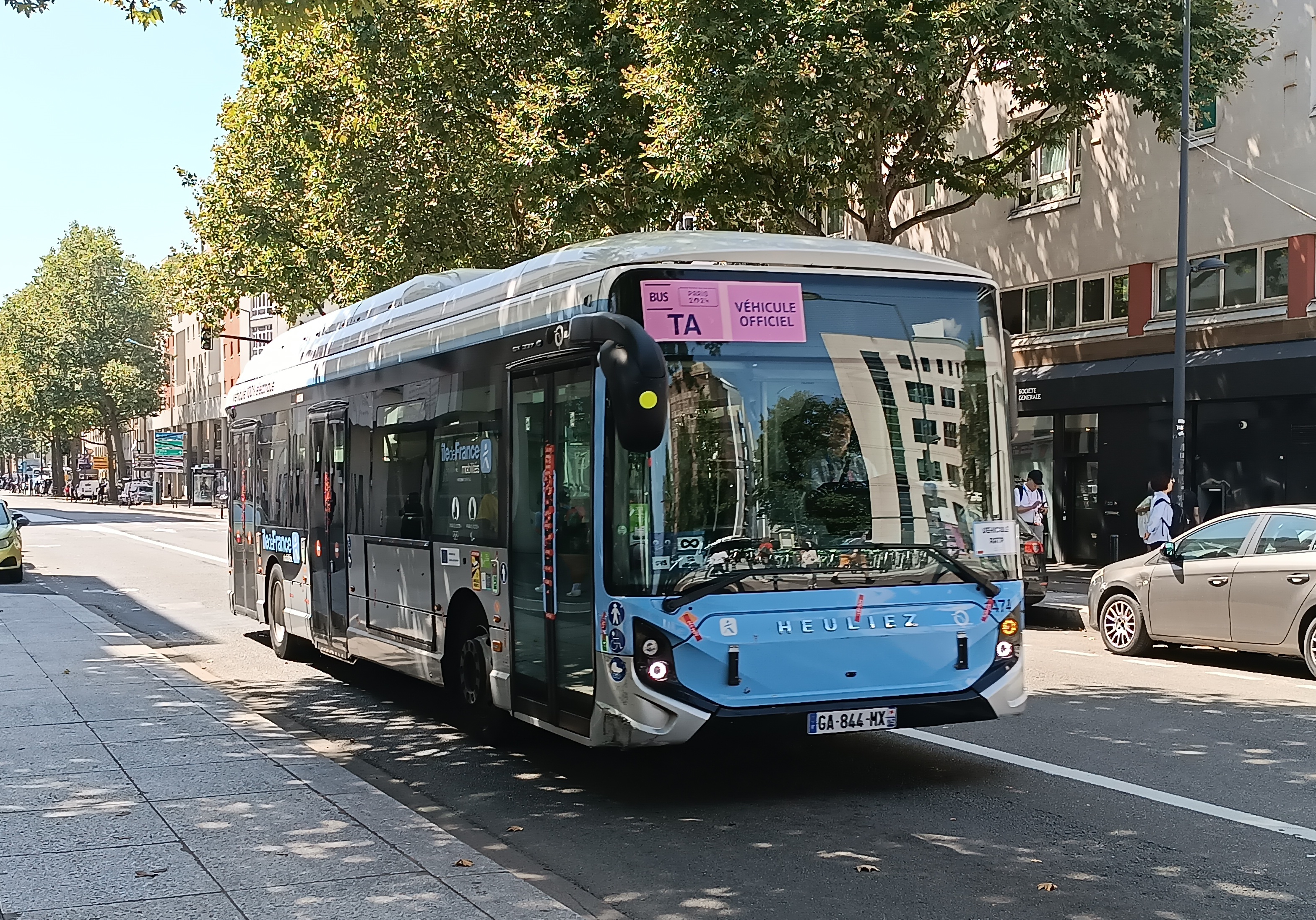
Navette réservée au transport des athlètes depuis le village olympique.

Le projet du Grand Paris Express apparaît comme un atout de la candidature parisienne qui assure que « 85 % des athlètes [seraient] à moins de 30 minutes de leur site de compétition ». Dès le 9 juillet 2014, alors que Paris n'est pas encore officiellement candidate, le gouvernement Valls décide d'accélérer son calendrier de construction pour le prolongement de la ligne 14 du métro de Paris, ce qui permettrait aux athlètes atterrissant à l'aéroport d'Orly de pouvoir se rendre en métro dans le centre de Paris, ainsi que pour les nouvelles lignes 16 et 17 (Le Mesnil-Amelot à Saint-Denis Pleyel), en correspondance à la gare de Saint-Denis Pleyel construite à cette occasion et reliée au Stade de France.
Malgré les moyens déployés, il est annoncé que les lignes 16 et 17 ne seraient finalement pas opérationnelles en 2024, ce qui conduit le COJO à étudier des solutions alternatives. Selon le directeur du COJO Tony Estanguet, l'absence de la ligne 17 nécessite d'anticiper une réorganisation.
La modernisation du réseau existant se heurte à des défis pour mener à bien de très nombreux chantiers entre la fin des années 2010 et 2024, en particulier sur l'axe du RER B. Un groupe de pilotage est constitué en octobre 2018 sous l'égide du préfet de région qui après arbitrage gouvernemental aboutit à un report du CDG Express à fin 2025, bien après les JO, les impacts travaux sur le réseau existant pour une livraison avant 2024 étant trop forts,. La Gare du Nord, la plus importante en termes de trafic ferroviaire en France connait elle aussi une modernisation annoncée par la SNCF, la première phase des travaux s'achevant à un mois de la cérémonie d'ouverture.

### Village des médias

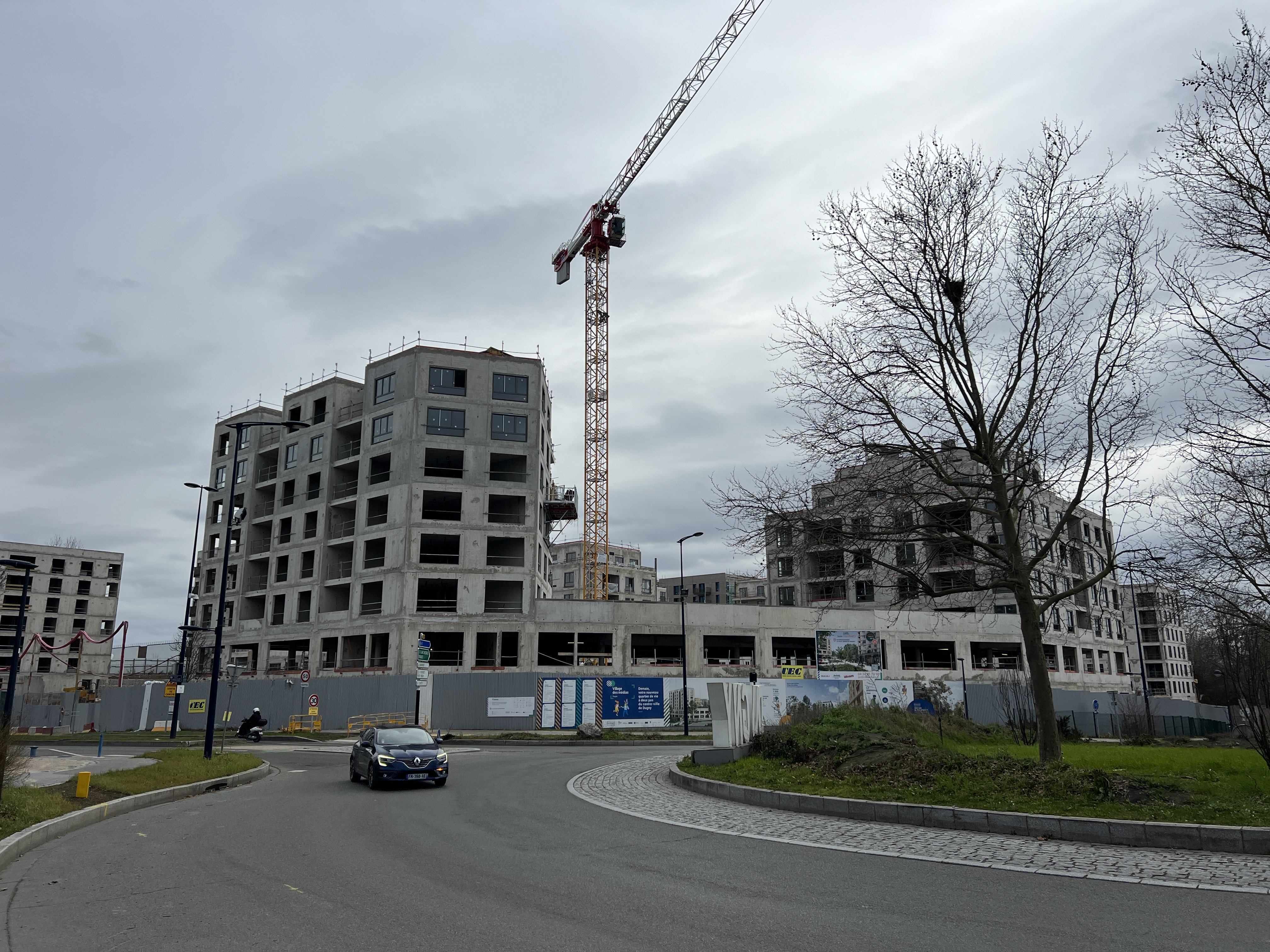
Chantier de construction des logements du Village des médias à Dugny.

Le village des médias doit trouver place au Parc des expositions du Bourget, limitrophe de l'aéroport du Bourget. L'hébergement de 2 800 journalistes sera possible dans les 1 300 logements qui doivent être construits à Dugny, au lieu-dit l'Aire des vents. Après les Jeux, les logements seront convertis en un nouveau quartier de 4 000 habitants comprenant 20 % de locataires en logement social,. Contesté par des associations, le projet est définitivement validé par la justice en juillet 2021.
Complémentaire du CIRTV (Centre international de radio-télédiffusion) qui accueillera environ 15 000 personnes au Parc des expositions du Bourget, il est annoncé à l'été 2022 que le Centre principal de presse est repositionné au Palais des congrès de Paris (porte Maillot). En effet, la relocalisation des épreuves de volley-ball et de tir faisait qu'il ne restait que peu d'épreuves à proximité du village des médias, faisant du centre de presse un lieu trop excentré de la majorité des sites de compétition. Compte tenu de besoins moindres, seuls 700 logements seront livrés en 2024 (lots A et D), les 600 autres devant être livrés à horizon 2025,.

### Relais de la flamme olympique
Le Relais de la flamme olympique et le Relais de la flamme paralympique ont ouvert officiellement les célébrations des Jeux. Transportée de Grèce par le trois-mâts Belem, la flamme olympique arriva à Marseille, le 8 mai 2024 et marqua le début d’une fête continue à travers la France pendant plus de deux mois, qui se prolonge pendant les Jeux puis à l’occasion du Relais de la flamme paralympique organisé en amont de la cérémonie d’ouverture, le 28 août. Les capitaines du relais de la flamme olympique de Paris 2024 sont Laure Manaudou (championne olympique de natation), Florent Manaudou (champion olympique de natation), Mona Francis (championne d’Europe de para triathlon) et Dimitri Pavadé (médaillé d’argent aux Jeux paralympiques de Tokyo en saut en longueur).
Le 23 juin 2023, le Comité d'organisation des Jeux olympiques a dévoilé le parcours de la flamme en France. Elle traversera 64 territoires, plus de 400 villes et environ 10 000 relayeurs la porteront durant ces deux mois et demi de célébrations jusqu'à son arrivée finale à Paris pour la cérémonie d'ouverture le 26 juillet 2024.
La célébrité Internet Baptiste Moirot est annoncée comme relayeur de la flamme olympique le 10 avril 2024, faisant le buzz. Celui-ci ne portera pas la flamme à la suite d’accusations de viol provenant de femmes mineures. Il s’est excusé sur les réseaux sociaux, mais a tout de même décidé, en accord avec le Comité d’organisation, de ne pas porter la flamme. En revanche, une autre célébrité du net portera la flamme olympique : il s'agit de Ludovic, éboueur et influenceur sur TikTok.

### Cérémonies etlive sites

#### Cérémonies d'ouverture et de clôture
En septembre 2022, Thomas Jolly est désigné directeur artistique des cérémonies d'ouverture et de clôture des Jeux olympiques d'été et de celles des Jeux paralympiques d'été, de 2024, à Paris,.
La Cérémonie d'ouverture, baptisée « La Seine olympique », a lieu dans la soirée du 26 juillet 2024 sur la Seine à Paris, avec les cérémonies protocolaires au pied de la tour Eiffel et dans les jardins du Trocadéro.
Cette cérémonie d'ouverture se démarque des précédentes par sa tenue hors d'un stade, une première dans l'histoire des Jeux olympiques, le spectacle prenant place essentiellement le long des quais de la Seine. Douze tableaux thématiques mettent en valeur les savoir-faire et réussites culturelles de la France (artisanat d'art, mode, cinéma, danse, musique) et certains épisodes de son histoire, tandis que les délégations sportives des 206 Comités Nationaux Olympiques engagés dans ces Jeux défilent à bord d'embarcations diverses.
En France, la cérémonie, diffusée sur France 2, réunit 23,24 millions de téléspectateurs (soit 83,1 % de part de marché). Il s'agit d'un record d'audience pour la chaîne de service public et la deuxième meilleure audience de l'histoire de la télévision française, après la finale de la Coupe du monde de football 2022. En comptant les visionnages en replay (1,2 million de téléspectateurs), il s'agit du programme le plus regardé de l'histoire de la télévision française, signant également la meilleure audience de l'histoire de la télévision française lors du passage de la chanteuse Aya Nakamura avec un pic de 31,4 millions de téléspectateurs.
Outre son cadre d'exécution inédit, qui permet une jauge de spectateurs exceptionnelle pour une cérémonie d'ouverture, celle-ci, qui se déroule sous une pluie battante, est marquée par la présence de nombreuses légendes du sport, et la prestation de célébrités internationales de l'industrie musicale, Lady Gaga, Aya Nakamura et Céline Dion, qui conclut la cérémonie d'ouverture. Une des prestations est récompensée d'un Grammy Award, tandis que l'ensemble des cérémonies d'ouverture et de clôture des jeux olympiques et paralympiques est récompensé d'une Victoire de la musique
Son coût revient à « environ 100 millions d'euros ».

#### Liste des invités de marques

##### Cérémonie d'ouverture
- Axelle Saint-Cirel interprète La Marseillaise, hymne national du pays.
- Lady Gaga interprète le titre Mon Truc en plumes de Zizi Jeanmaire.
- Gojira et Marina Viotti interprètent le chant populaire Ah ! ça ira et L'amour est enfant de bohême de Georges Bizet.
- Aya Nakamura interprète un medley composé de ses titres Pookie et Djadja avec For me formidable de Charles Aznavour.
- Philippe Katerine interprète son titre Nu.
- Juliette Armanet et Sofiane Pamart interprètent le titre Imagine de John Lenon.
- Céline Dion interpète l'Hymne à l'amour d'Édith Piaf.

##### Cérémonie de clôture
- Zaho de Sagazan interprète Sous le ciel de Paris d'Edith Piaf.
- Phoenix, Kavinsky et Angèle interprètent en trio le titre Nightcall.
- Yseult interprète le titre My Way (Comme d'habitude) écrit par Claude François et popularisé par Frank Sinatra.

#### Fan-zones
Trois espaces pour les spectateurs (live sites ou fan-zones) sont aménagés : place du Trocadéro, le Champions Park où défilent chaque jour les athlètes médaillés devant 15 000 personnes et parc de la Villette, qui accueillera le Club France, à Paris, ainsi qu'au parc Georges-Valbon en Seine-Saint-Denis du 25 juillet au 11 août, puis du 6 au 8 septembre 2024. Paris accueille également 22 autres sites de célébration dans la plupart des arrondissements.

#### Cérémonies de réattribution de médailles
Lors de ces jeux, plusieurs athlètes ont l'honneur de recevoir officiellement leurs médailles gagnées lors de précédentes olympiades, ; deux cérémonies se sont tenues dans le cadre du Parc des Champions le 7 et le 9 août :
- Jeux olympiques d'été, Sydney 2000
  - Athlétisme / 200m femmes :  Beverly McDonald (Jamaïque)
- Jeux olympiques d'été, Pékin 2008
  - Athlétisme / Saut en longueur femmes :  Chelsea Hammond-Ross (Jamaïque)
- Jeux olympiques d'été, Londres 2012
  - Athlétisme / 1 500 m femmes :  Abeba Aregawi (Éthiopie)
  - Athlétisme / 400 m haies :  Lashinda Demus (États-Unis),  Zuzana Hejnová (République tchèque),  Kaliese Spencer (Jamaïque)
  - Athlétisme / Saut en hauteur hommes :  Erik Kynard (États-Unis),  Derek Drouin (Canada)
  - Haltérophilie / Moins de 85 kg hommes :  Tarek Yehia (Égypte)
  - Haltérophilie / Plus de 105 kg hommes :  Jeon Sang-guen (Corée du Sud)
- Jeux olympiques d'hiver, Pékin 2022
  - Patinage artistique / Épreuve par équipes :  États-Unis[S 11],  Japon[S 12]

### Budget
Le budget prévisionnel de 6,8 milliards d’euros se décompose en deux parties : la première de 3,6 milliards d’euros, correspondant au montant de l'organisation des jeux, est financée par le privé (1,2 milliard de dotations du CIO, billetterie des jeux, droits de télévision, programme de sponsoring national). La seconde partie de trois milliards d’euros correspond à la construction des équipements et aux investissements (village olympique, piscine olympique et centre des médias) et doit être financée pour moitié par le privé et pour l'autre moitié par le public.
Certains économistes évoquent un phénomène de winner’s curse ou malédiction du vainqueur de l'enchère : chaque ville candidate est contrainte de surenchérir avec un projet plus mirobolant que les autres et le vainqueur est victime de la tendance aux surcoûts systématiques (le montant des dépassements représentant en moyenne 156 % du budget, et même 176 % pour les seuls jeux d’été). Les dépassements portent essentiellement sur le coût d'organisation des jeux hors infrastructures, notamment sur le coût de la sécurité non pris en compte dans un contexte marqué par les attentats,.
Les Jeux pourraient générer jusqu'à 10,7 milliards d'euros de retombées (dont 3,5 milliards d'euros pour le tourisme) et près de 250 000 emplois pérennes, selon une étude d'impact réalisée par le CDES. Mais ces estimations ne prennent pas en compte plusieurs effets, notamment l'effet de substitution (un touriste qui vient aux JO ne viendra pas le mois suivant).
Un rapport de l'Inspection générale des finances remis au gouvernement en mars 2018 pointait alors un risque de dépassement de 500 millions d’euros sur la facture olympique. En novembre 2022, Paris 2024 anticipe un dépassement du budget prévisionnel de 400 millions en raison de l'inflation et du surcoût sur les matières, ainsi que de l'organisation sur la Seine de la cérémonie d'ouverture.
En juin 2023, la Cour des comptes émet un rapport qui indique que le budget des Jeux est « sous-estimé », même en comptant les 400 millions d'euros supplémentaires ajoutés au budget en 2022 pour compenser l'inflation
,.
Alors qu'il avait été prévu dans un premier temps de rendre les transports en commun gratuit pour les détenteurs de tickets aux jeux, Île-de-France Mobilités (IDFM), prévient en décembre 2023 que les tarifs des titres de transport achetés pendant la période couvrant les Jeux olympiques et paralympiques seront beaucoup plus chers — qu'il s'agisse du ticket de métro (passage du ticket t+ de 2,15 € à 4 € l'unité) ou du forfait aéroport (passage de 11 € à 16 €) — afin de financer « la mise en œuvre d'un plan de transport dédié » pour cette occasion. IDFM propose un forfait spécifique « Paris 2024 » qui peut être acheté de manière dématérialisée pour des déplacements illimités et avec un prix dégressif selon le nombre de jours choisis.
Selon un montant calculé par Le Monde, les dépenses publiques liées aux Jeux olympiques de Paris pourraient finalement dépasser les 2,8 milliards d'euros pour une facture finale qui devrait être proche des 8,8 milliards d'euros.
Finalement, le comité d'organisation annonce que bilan financier des jeux est positif. Le dernier conseil d’administration, planifié le 17 juin 2025, avant la procédure de liquidation, est l'occasion de présenter un excédent de 76 millions d’euros.
En juin 2025, les magistrats financiers de la Cour des comptes estiment le concours de l’Etat et des collectivités publiques pour l’organisation des Jeux à 2,77 milliards d’euros et celui pour les infrastructures à 3,19 milliards, soit 5,96 milliards d’euros au total, un montant deux fois supérieur au chiffrage présenté dans le projet de loi de finances 2025. Les organisateurs publics et privés expriment de « sérieuses réserves » sur la méthodologie retenue, en faisant valoir que la Cour n’a pas pris en compte les recettes commerciales et fiscales générées par l’événement.

## Identité visuelle, sonore et marketing

### Logo et slogan
Le logo de la candidature de Paris aux Jeux olympiques et paralympiques de 2024 figure un chiffre 2 qui croise le chiffre 4 pour former une Tour Eiffel stylisée, le tout en couleurs vives — bleu, noir, rouge, jaune et vert — correspondant au code couleurs du CIO. Ce nombre 24 est un clin d’œil à 2024 mais aussi à 1924, année des derniers JO organisés à Paris. Comme pour les dernières olympiades, ce logo imaginé par l'agence Dragon Rouge est soupçonné de s'être inspiré d'un logo préexistant, celui de l'agence londonienne de conseil 4 Global.

Logo de candidature des Jeux olympiques 2024.
Logo temporaire de Paris 2024.
Logo définitif de Paris 2024.

Un appel d'offres est lancé en octobre 2018 pour réaliser la nouvelle identité visuelle de Paris 2024, comprenant en outre le logo, les marques dérivées, le relais de la flamme olympique, la charte graphique pour les diffuseurs officiels et l’habillage du programme culturel d’accompagnement des Jeux. Les postulants ont eu jusqu'au 7 novembre 2018 pour déposer leur dossier,.

L'emblème olympique est repris sur la pièce de commémorative française de 2021.

Le dévoilement du logo officiel des Jeux s'est déroulé le 21 octobre 2019 au Grand Rex. Ce nouvel emblème et cette nouvelle typographie ont été conçus par le designer Sylvain Boyer avec les agences Royalties & Ecobranding,. Rond, il rassemble trois symboles : une médaille d'or, la flamme olympique et Marianne, symbolisée par un visage de femme mais privée de son bonnet phrygien caractéristique. La typographie dessinée fait référence à l'Art déco, mouvement artistique des années 1920, décennie pendant laquelle ont eu lieu pour la dernière fois les Jeux olympiques à Paris, en 1924. Pour la première fois, ce logo sera unique pour les Jeux olympiques et les Jeux paralympiques.
Selon une enquête commanditée par le comité d'organisation et réalisée par l’institut OpinionWay, 83 % des Français déclarent aimer le nouvel emblème des Jeux de Paris 2024. Un autre sondage Odoxa indique que logo est jugé moderne à 71 %, original à 69 % et beau à 66 %, mais peu représentatif de la ville de Paris à 70 %. Une étude des médias sociaux par Visibrain précise que près de 550 articles de presse ont été publiés sur le nouveau logo Paris 2024 lors de son lancement, cette même étude analyse un logo globalement bien accueilli même s’il a fait l’objet d’un certain nombre de détournements,.
Une partie des internautes et des graphistes est déçue par la nouvelle identité graphique, certains la jugeant inappropriée à l'évènement, esthétiquement pauvre, avec une flamme évoquant plutôt celle de l'application Tinder ou du Front national, et un aspect général d'emblème de salon de coiffure ou d'esthéticienne,,. Le New York Post et des internautes français comme anglophones voient dans ce logo une « Karen ».
D'autres apprécient sa simplicité et l'usage d'un sujet féminin. Le journal Le Monde décrit une « typographie pure et élégante ». La journaliste Virginie Phulpin d'Europe 1 salue un « symbole de l'émancipation des femmes ». Le média Brut qualifie ainsi ce logo d'emblème historique. Libération loue que « pour une fois, Paris n'est pas symbolisé par une danseuse de French cancan ou la tour Eiffel ». Le magazine GQ remarque le passage d'un symbole strictement parisien à un autre représentant le pays tout entier. À l'international, parmi les réactions de spécialistes, le magazine de design Creative Review (en) et le graphiste américain Michael Bierut (en) l'apprécient également, contrairement au magazine Design Week.
Le slogan des jeux est "Ouvrons grand les Jeux". L'application de ce slogan est censé se traduire par la proximité entre les jeux olympiques et paralympiques, l'ouverture aux territoires des Jeux au-delà de Paris, l'inclusivité, l'égalité femme-homme, des places à moindre coût, des épreuves hors des stades.

### Affiches

Affiche officielle des Jeux Olympiques et Paralympique de Paris 2024 exposée au Parc urbain de la Concorde

Dévoilées le 4 mars 2024, les affiches des Jeux olympiques de 2024 sont l'œuvre d'Ugo Gattoni. L'illustrateur s'est notamment inspiré de l'univers de Mœbius et de la série Où est Charlie ? Les affiches sont présentées comme étant « la représentation rêvée d'une ville-stade en écho à notre slogan "Ouvrons grand les Jeux" et en référence à l'ambition de notre projet : mettre du sport dans la ville ». Pour la première fois, les deux affiches, olympiques et paralympiques, sont conçues comme un dessin en diptyque, pouvant ainsi être contemplées ensemble ou de manière indépendante. Les affiches sont le résultat de plus de 2 000 heures de travail, réparti sur six mois. Chaque médaillé de la compétition olympique a pu recevoir une édition limitée de l'affiche lors des cérémonies de remise de médailles. Les médaillés paralympiques la recevront postérieurement à la compétition,.
La disparition de la croix qui surplombe le dôme des Invalides suscite la polémique parmi certaines personnalités politiques de droite et d'extrême droite, qui dénoncent une « invisibilisation » de l’identité française. Le comité d'organisation se défend en invoquant une vue d'artiste — et rappelle que l'affiche officielle des Jeux olympiques d'été de Paris de 1924 représentait un lanceur du javelot devant la basilique du Sacré-Cœur de Montmartre sans croix non plus à son sommet.

### Mascottes

Phryge olympique portant la flamme

Les mascottes officielles sont dévoilées le 14 novembre 2022. Les Phryges du nom reprenant le bonnet phrygien, sont des personnages en forme de ce même bonnet. Ces deux mascottes avec des bras et des jambes, dont l'une des deux, Phryge paralympique, possède une prothèse à une des jambes (premier handicap visible dans l'histoire des mascottes), font partie des rares mascottes à ne pas être des animaux. Choisies en clin d’œil à la Révolution française et à l'utilisation des premiers bonnets phrygiens, ces mascottes ont été conçues par l'agence créative W et les équipes de Paris 2024. Elles se déclinent aussi avec d'autres personnages secondaires pour les accompagner, ayant chacune des personnalités affirmées différentes. Les mascottes ont été validées par un échantillon d'enfants et seront déclinées sous différents formes de produits : porte-clés, tee-shirts, peluches qui seront produites en partie par l’usine bretonne Doudou & Compagnie.
Les mascottes sont protégées par des droits de propriété intellectuelle, :
- Marque déposée des Phryges : les mascottes de Paris 2024 sont des marques déposées en France sous les noms « La Phryge Olympique » et « La Phryge Paralympique ».
- Copyright de la devise de la mascotte de Paris 2024 « Seul on va plus vite, mais ensemble on va plus loin »
- Conception : les formes des Phryges olympiques relèvent du droit des dessins et modèles. Le système de La Haye protège le design des Phryges au niveau international afin d'éviter toute contrefaçon.

Une version collector, personnalisée en fonction de la médaille obtenue, est offerte à chaque médaillé paralympique durant les cérémonies de remise de médailles et à chaque médaillé olympique postérieurement à la compétition.

### Pictogrammes
En février 2023, les pictogrammes des 62 épreuves sportives sont officiellement présentés. Leur design, jugé complexe, suscite la critique des professionnels du graphisme. Quelques exemples figurent ci-dessous.

Pictogrammes de l'athlétisme,
du basket-ball,
du cyclisme sur piste,
du plongeon,
de l'haltérophilie
et du tennis.

### Médailles
5 084 médailles olympiques sont distribuées pendant les Jeux ; elles sont fabriquées par les ateliers de la Monnaie de Paris, sur un dessin du joaillier parisien Chaumet (groupe LVMH). Les médailles pèsent environ 500 g : la plus haute récompense est en argent plaqué de 6 g d'or, la seconde est en argent, et la troisième en bronze. Comme exigé par le CIO et l'IPC, l'or et l'argent utilisés pour les médailles sont certifiés 100 % recyclés par le Responsible Jewellery Council. Les rubans des médailles sont réalisés par la maison Neyret dans ses ateliers de Grammond en polyester recyclé. Pour les médailles olympiques, le dessin est imposé avec la représentation de la déesse grecque de la victoire Athéna Niké, du stade panathénaïque et de l'acropole (la tour Eiffel est ajoutée à droite du dessin sur autorisation exceptionnelle du CIO), tandis que pour les médailles paralympiques, le dessin est libre : Chaumet a choisi de représenter la tour Eiffel vue du dessous avec l'expression « Paris 2024 » écrite en braille universel, pour les récompenses des athlètes paralympiques.

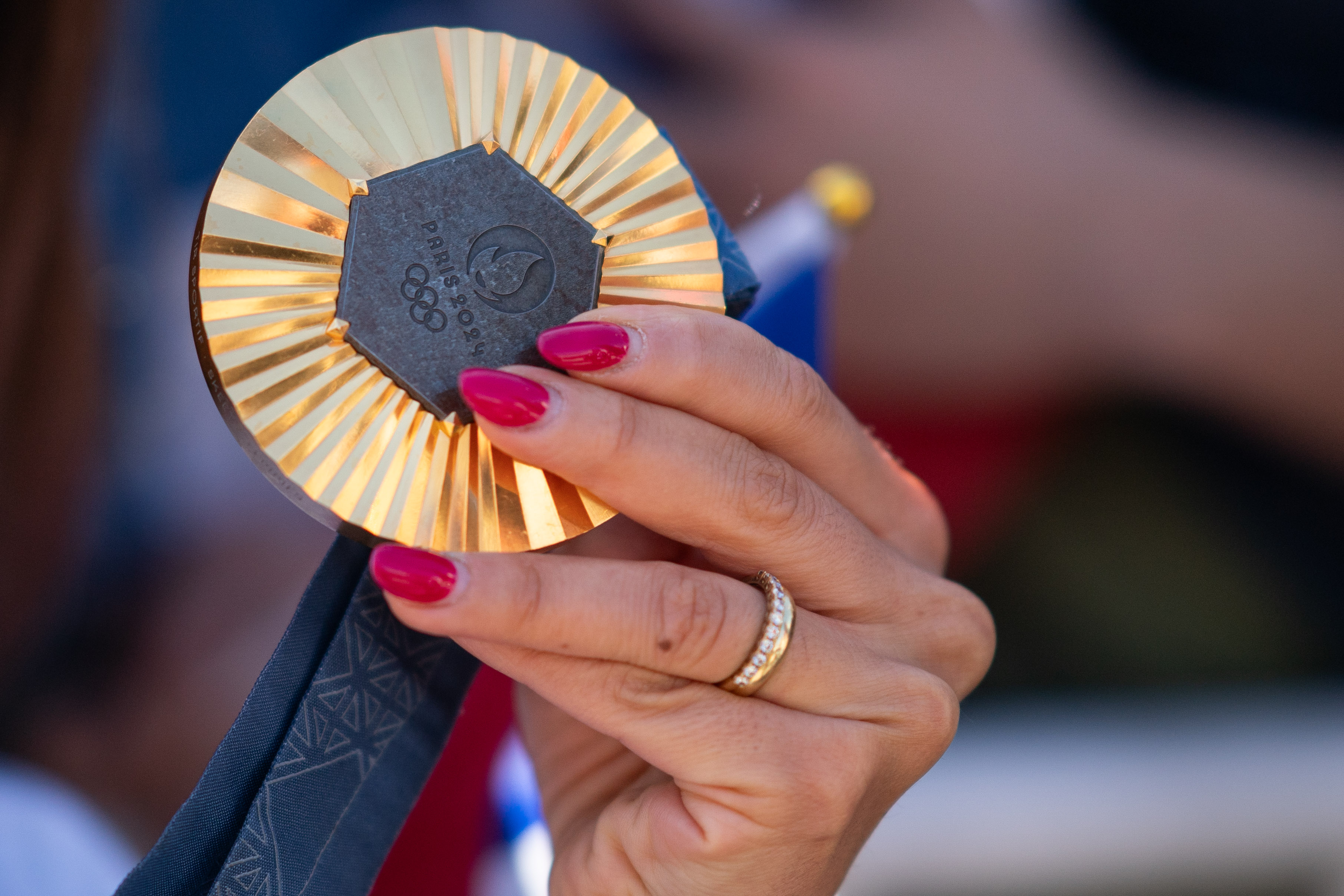
Médaille d'or des Jeux de Paris 2024.

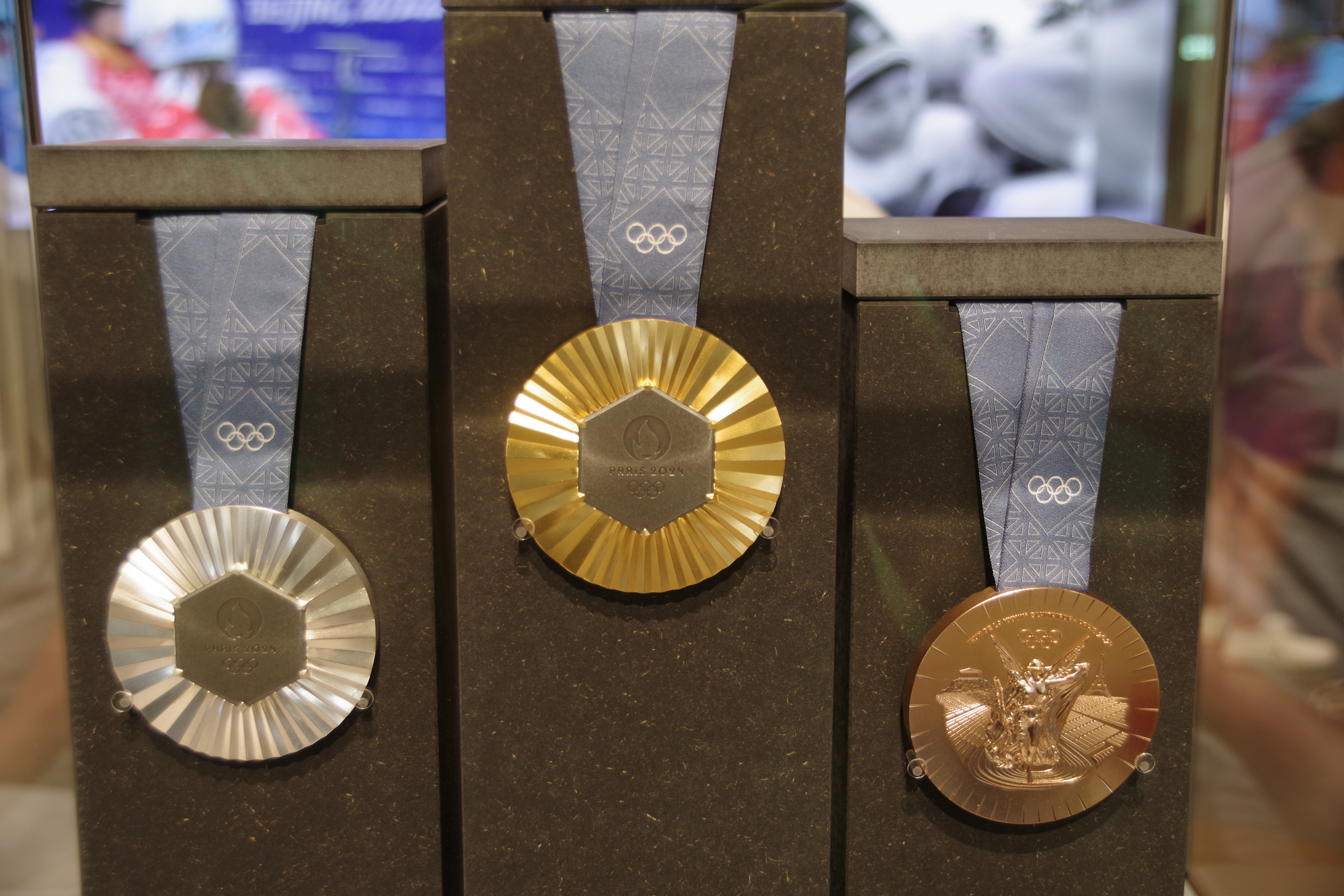
Avers et revers des médailles olympiques de Paris 2024, exposées à la Monnaie de Paris

Toutes les médailles ont la particularité de porter en leur centre un hexagone de 18 g de fer qui provient des stocks de la Société d'exploitation de la tour Eiffel, à la suite de démantèlements partiels du monument au fil des décennies. Le logo de Paris 2024 est gravé sur cet hexagone,,.

### Flamme olympique: torche, chaudron et vasque
L'ensemble des éléments du relais de la flamme ont été dessinés par Mathieu Lehanneur et servent ensuite pour les jeux paralympiques,. Ainsi, lors du relais, la flamme est transmise par des torches et chaque soir un chaudron est allumé. La nuit, la flamme est conservée dans une lampe de mineur. Pour des raisons économiques et environnementales, seulement 2 000 torches ont été fabriquées par ArcelorMittal. Par conséquent, alors qu'il était traditionnellement possible de conserver le flambeau avec lequel les relayeurs avaient parcouru les 200 mètres de leur parcours individuel, c'est un anneau situé au milieu de la torche qui leur est remis.

Lors de la cérémonie d'ouverture, la vasque olympique, située dans le jardin des Tuileries, a été allumée par Marie-José Pérec et Teddy Riner. Pour la première fois, en lien avec les objectifs environnementaux, la vasque est électrique : la flamme est créée par une combinaison d'éclairage LED et de vapeur d'eau, conçue par EDF, tandis que la vasque est soutenue par un ballon à hydrogène, permettant ainsi de la faire s'élever à 30 m de haut, chaque soir au coucher du soleil. La flamme olympique originelle, conservée dans la lampe de mineur est exposée à côté de la vasque.

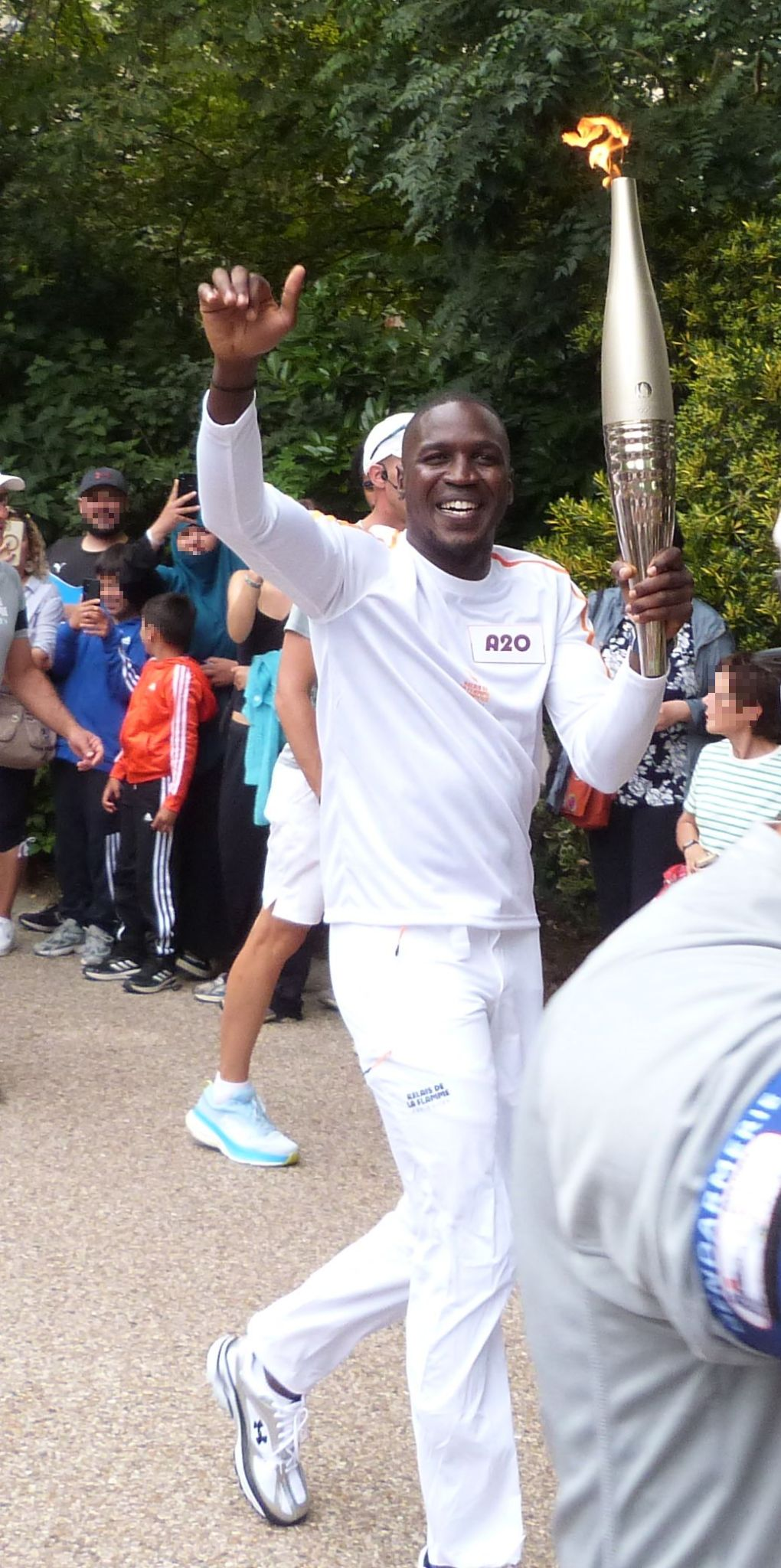
Relais par Souleymane Cissokho
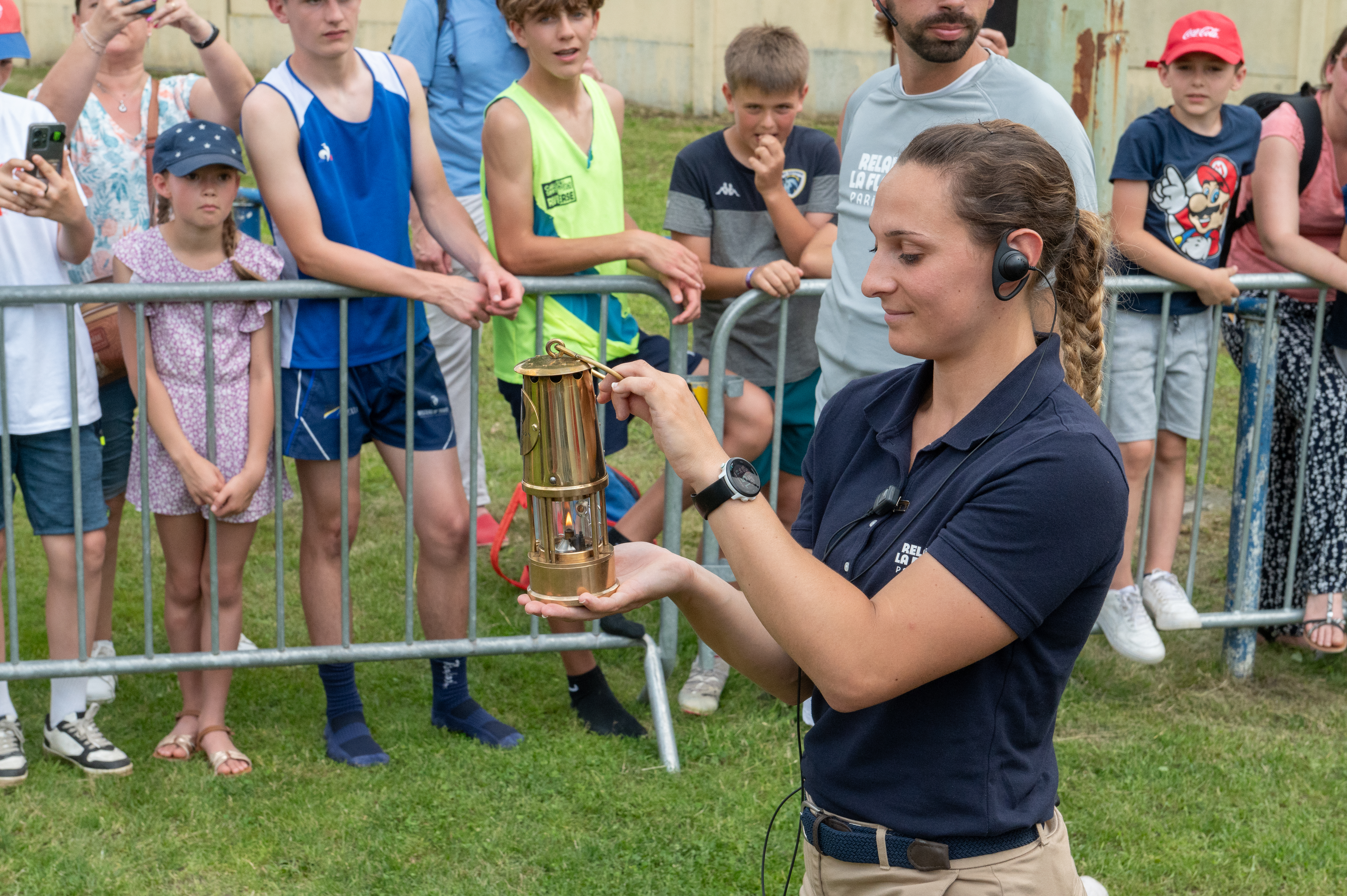
Flamme dans la lampe de mineur
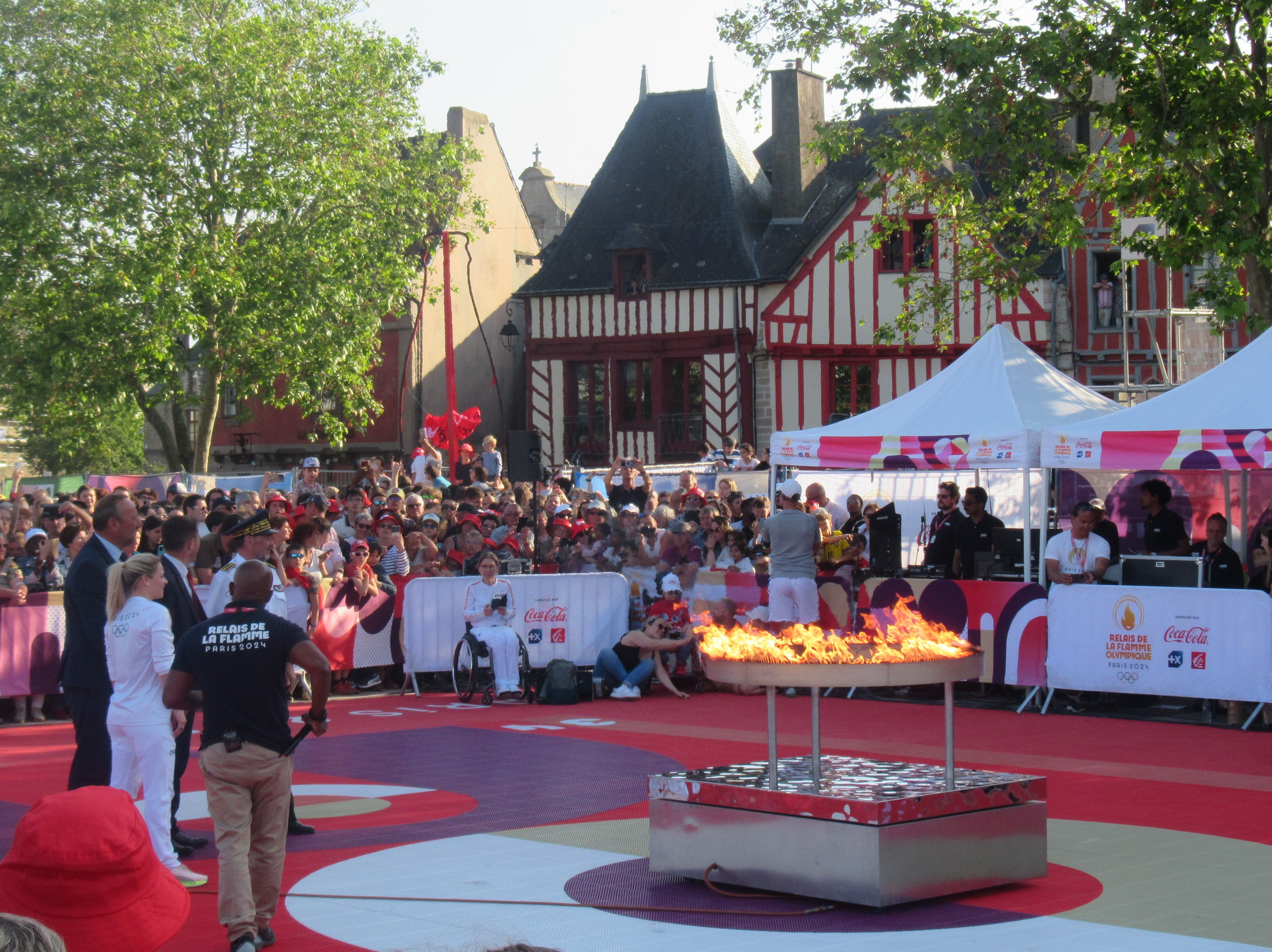
Le chaudron allumé chaque soir
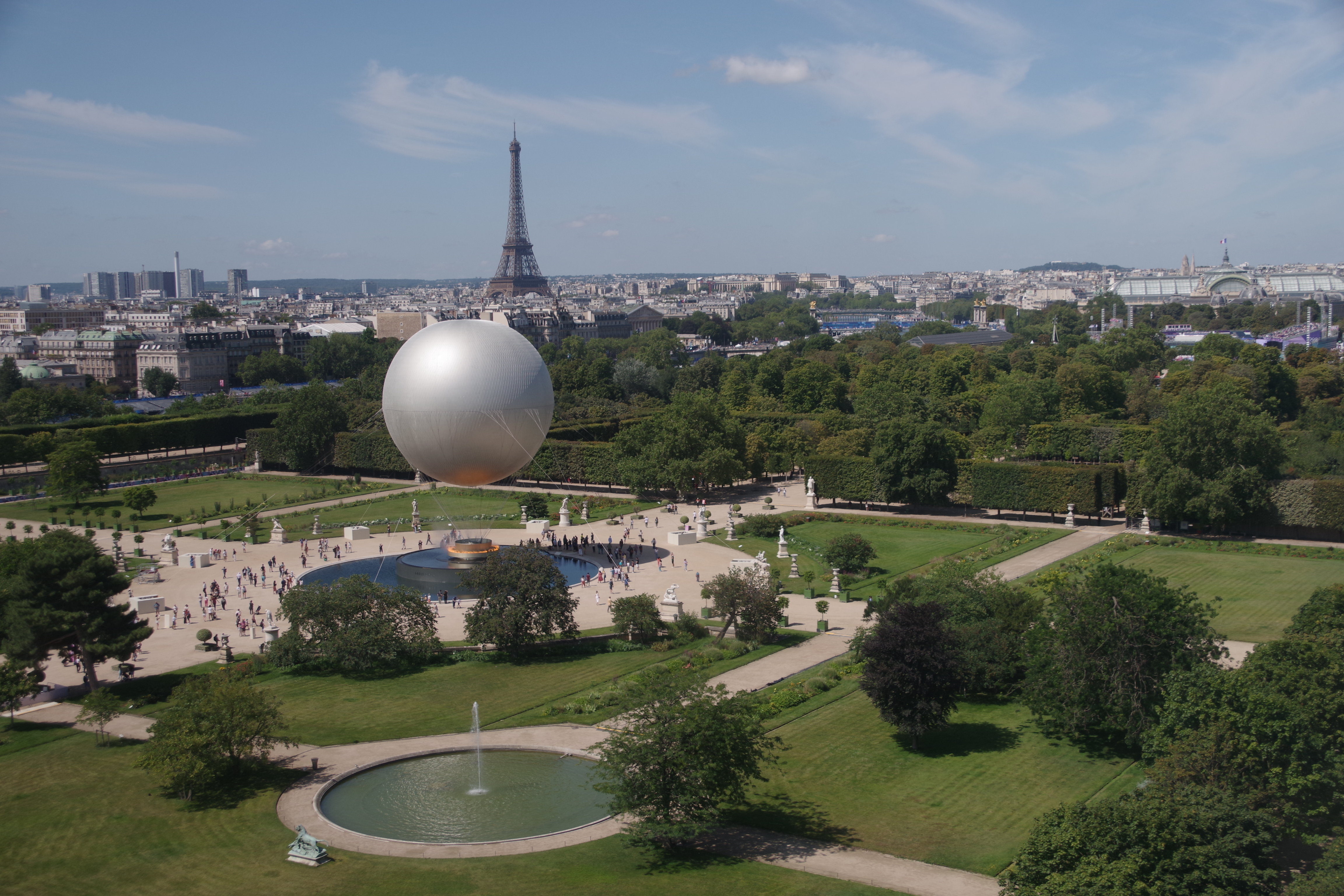
Vasque olympique
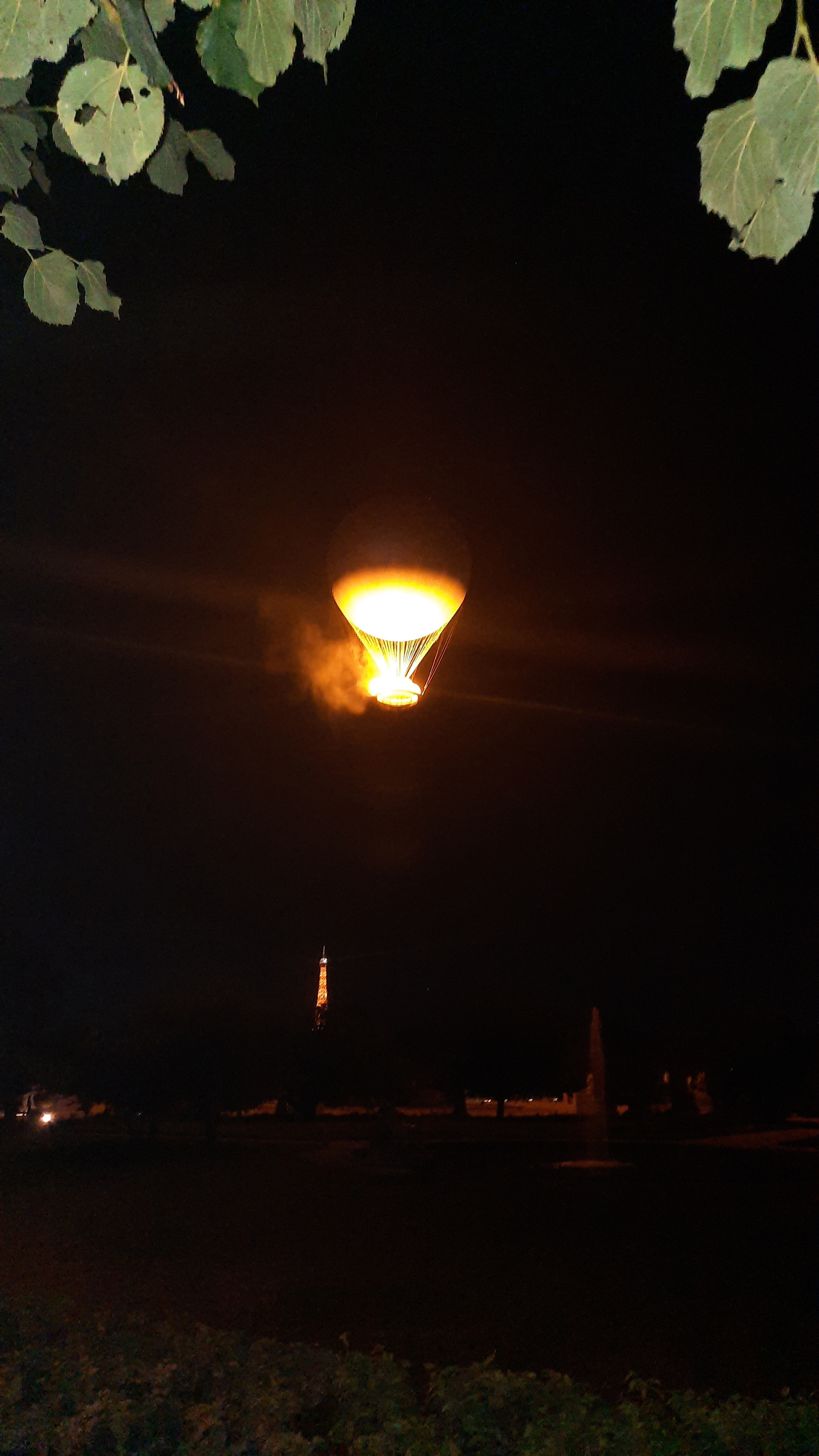
Vol de la vasque olympique de nuit

### Musiques officielles
Le morceau Prologue, composé par l'artiste français Woodkid, accompagne la cérémonie de passation entre les jeux de Tokyo 2020 et de Paris 2024 qui se déroule le 8 août 2021.
Pour l'arrivée de la flamme olympique à Marseille le 8 mai 2024, Paris 2024 révèle le morceau Parade composé par Victor Le Masne, thème musical des Jeux olympiques.
Le titre "Sommet" interprété par Amir est selectionné comme hymne officielle du programme par le diffuseur France Télévisions pour les Jeux de Paris 2024.

### Identité graphique et signalétique
L'ensemble des sites et des équipements sont colorés en bleu, vert et violet, avec du rose, qui lient l'ensemble des sites, objets et signalétiques. Les motifs sont de style Art déco, rappelant les jeux de 1924. Les motifs contiennent des éléments abstraits, comme des points et des lignes, mais reprennent également des lignes des monuments parisiens emblématique des jeux, comme la tour Eiffel, l'arc de triomphe, l'obélisque de la Concorde, et la Seine.

Sur l'ensemble des sites, ainsi qu'en ville et dans le réseau de transport, une signalétique particulière a été mise en place. La couleur rose de cette signalétique, étant habituellement peu utilisée, permet de l'identifier rapidement. Des pictogrammes ont été définis pour chaque site olympique, reprenant les caractéristiques architecturales de chacun.

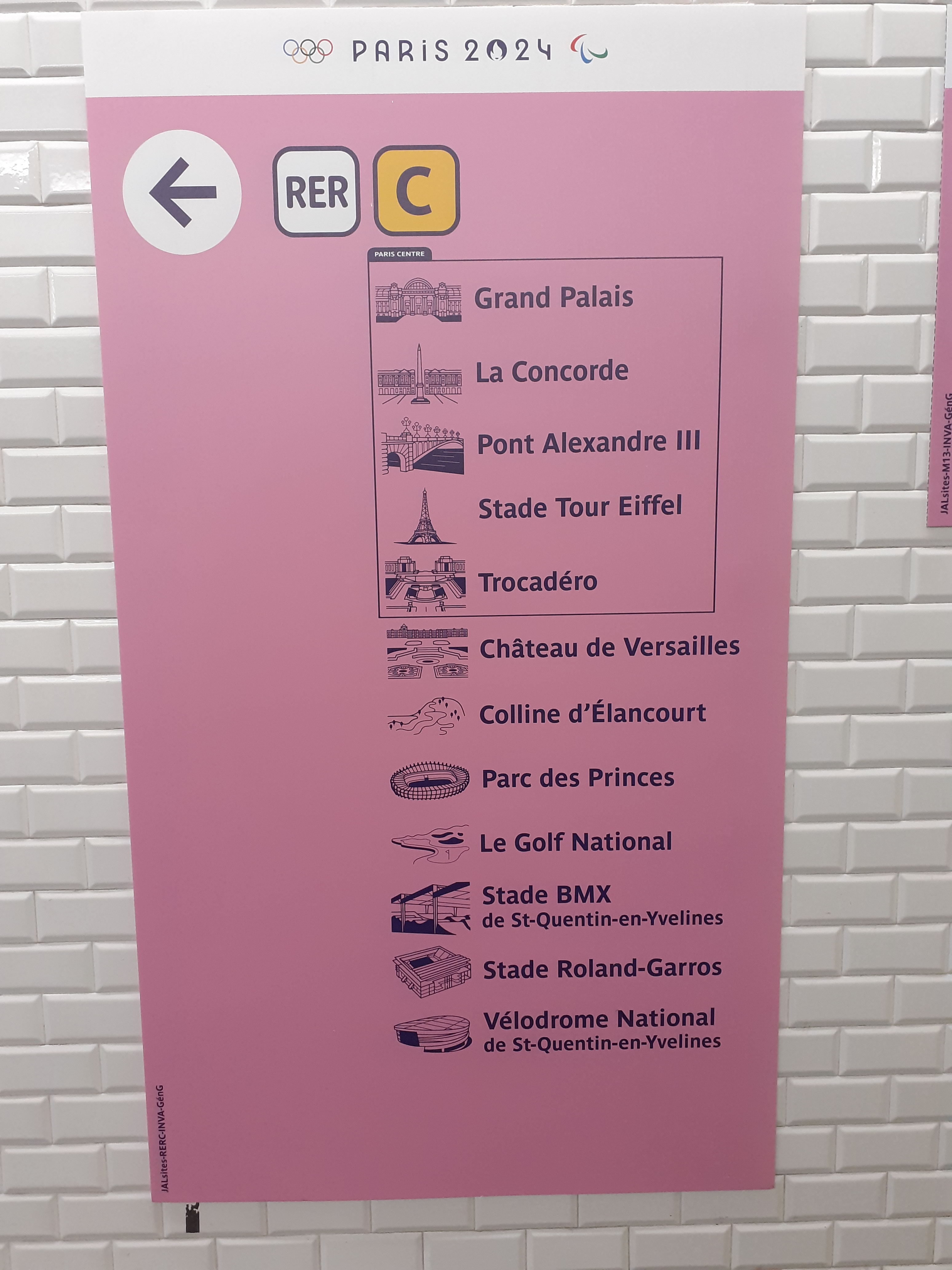
Signalétique des Jeux de Paris 2024 dans les transports en commun
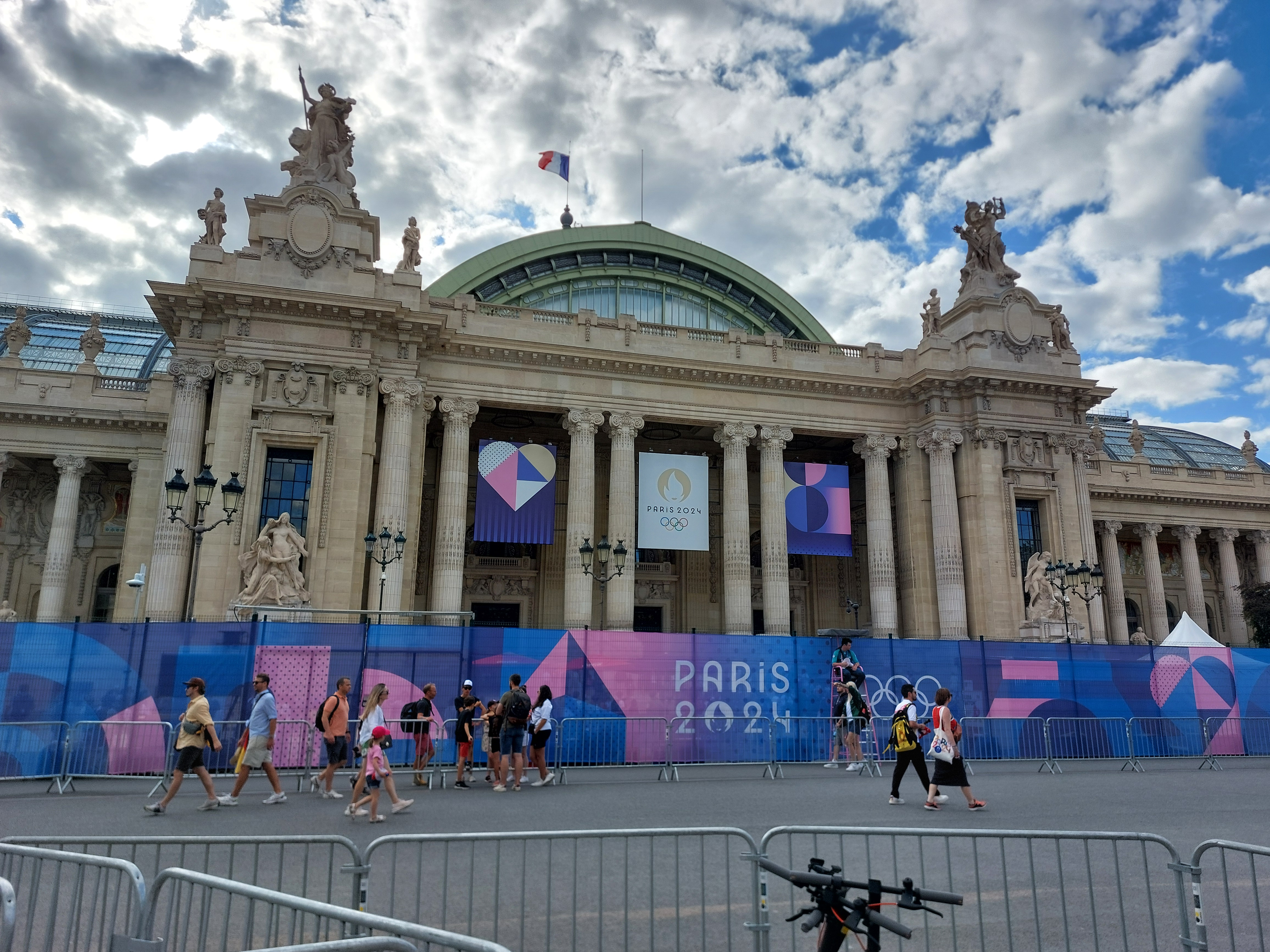
Le Grand Palais
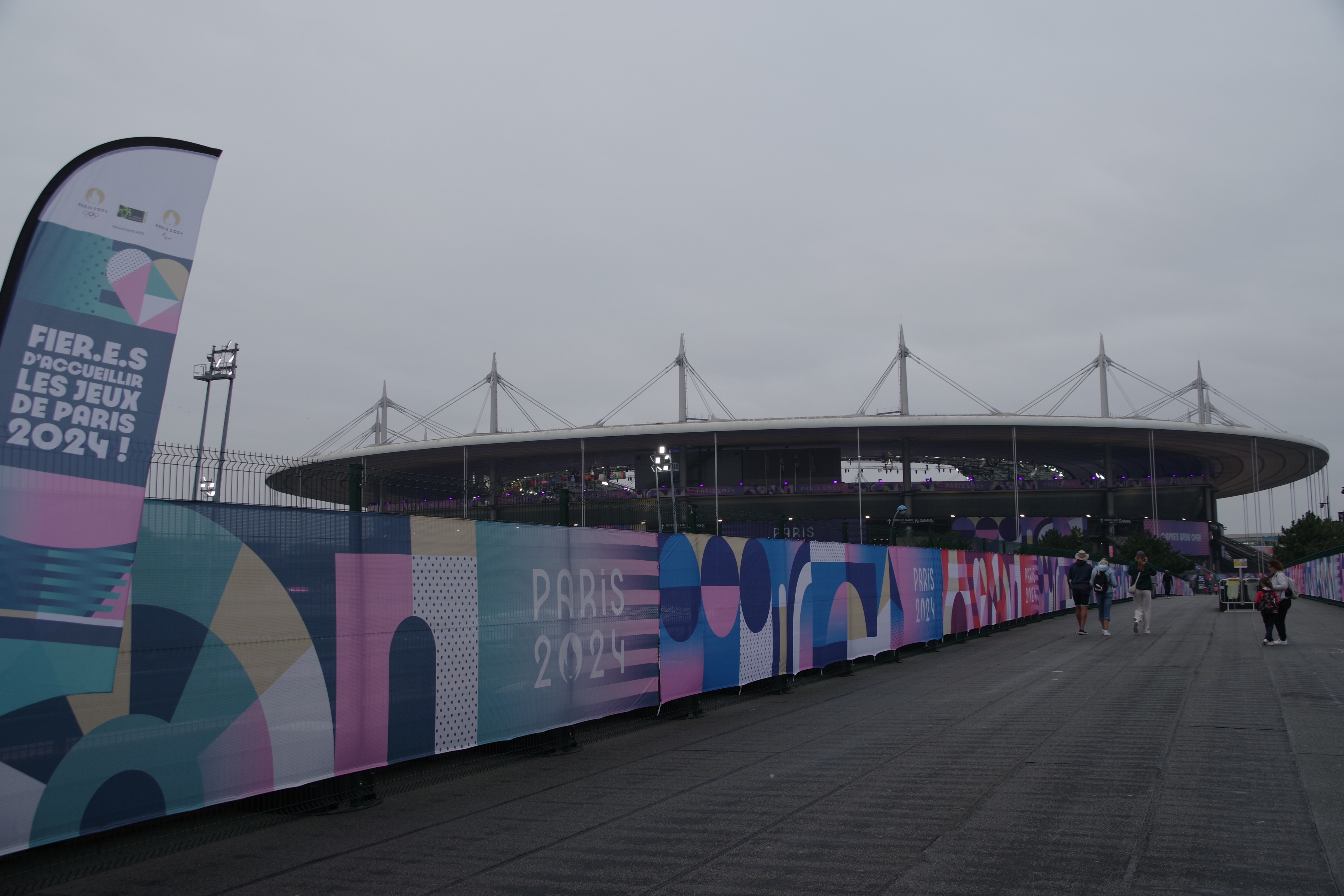
Le stade de France
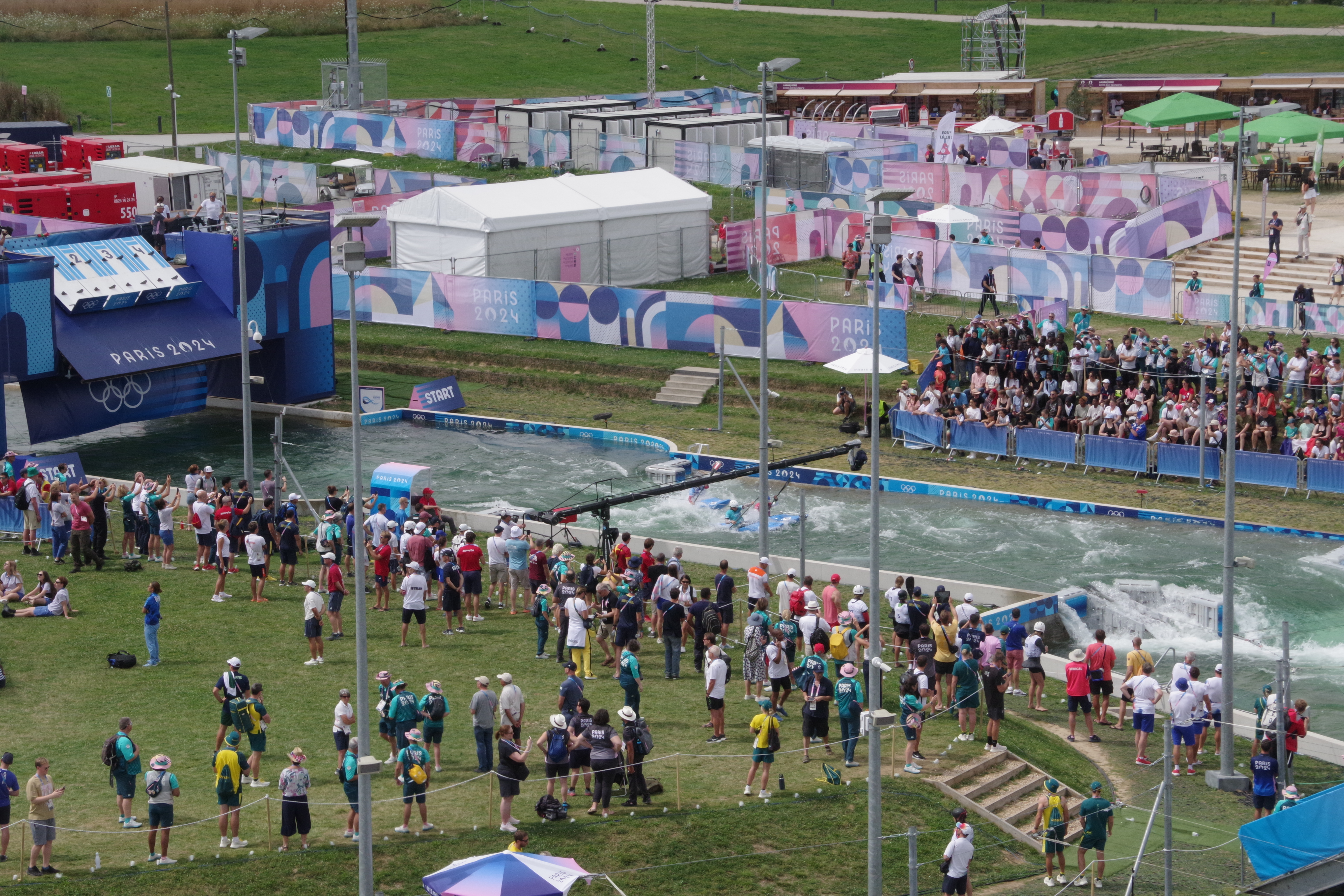
Vaires-sur-Marne
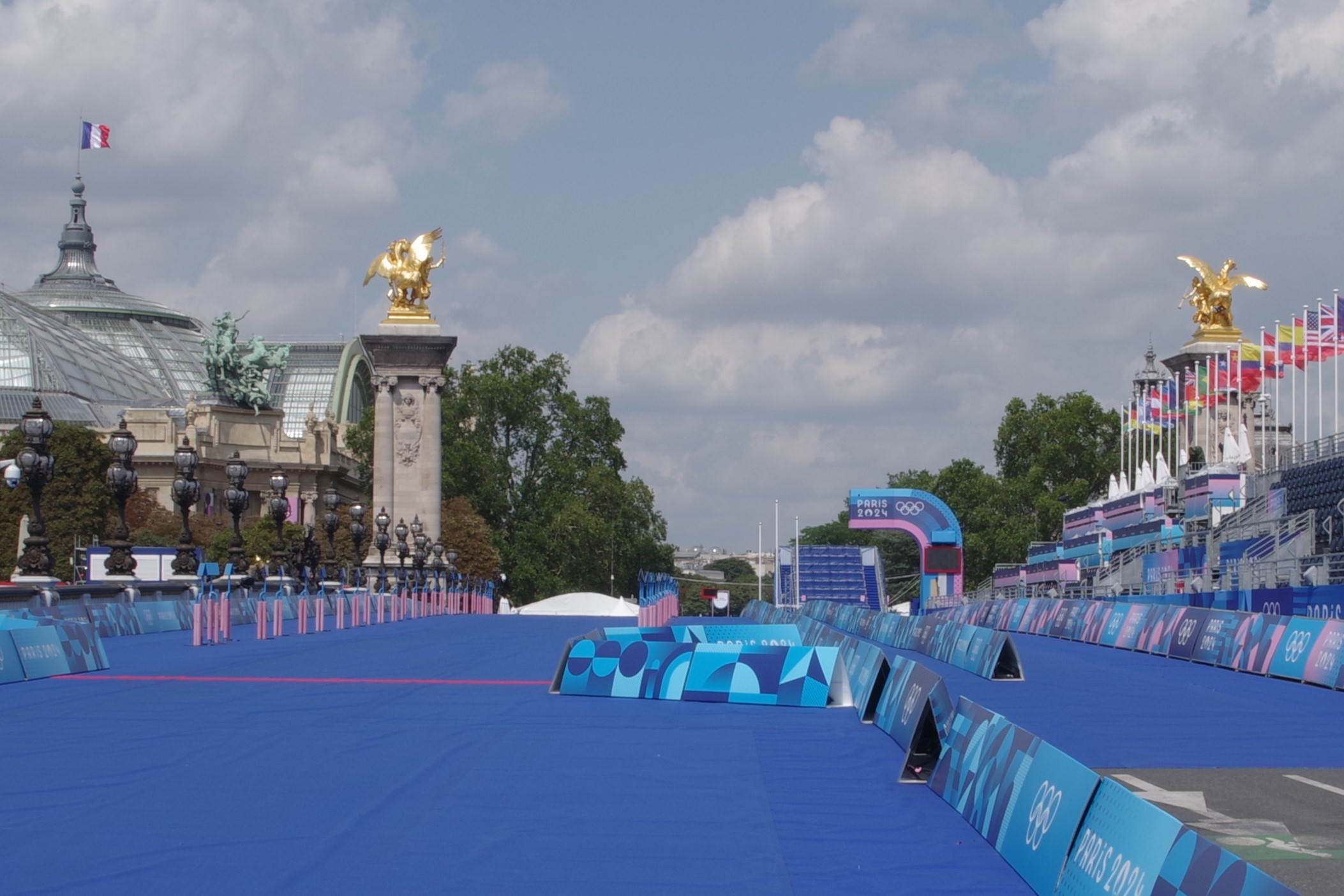
Pont Alexandre III

### Les tenues officielles
Des uniformes officiels ont été dessinés pour les différents acteurs des Jeux, et sont identiques pour les jeux olympiques et paralympiques. Ainsi, les relayeurs de la flamme ont une tenue blanche, symbolisant la paix, avec un liseré orange, et une tenue grise pour les gardiens de la flamme. La tenue des volontaires est majoritairement vert turquoise. La forte popularité du bob des volontaires s'est traduite par leur revente à prix élevé sur internet. La tenue des officiels est plutôt de couleurs bleu foncé et gris anthracite. Les volontaires remettant les médailles ont des tenues blanches-beige avec une casquette gavroche rappelant les années 20 et les Jeux de Paris 1924.

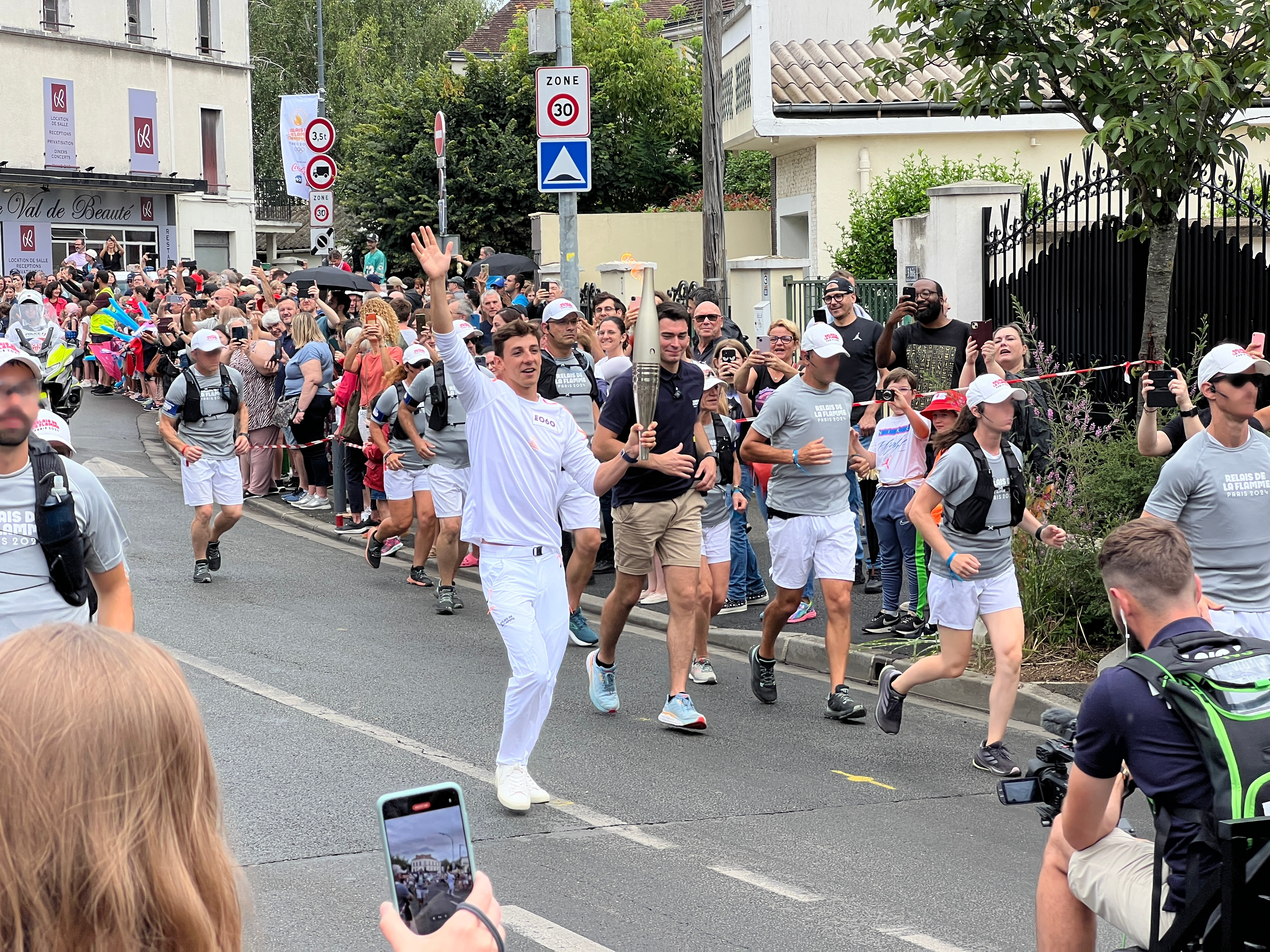
Relayeur de la flamme, en blanc, entouré des gardiens, en gris
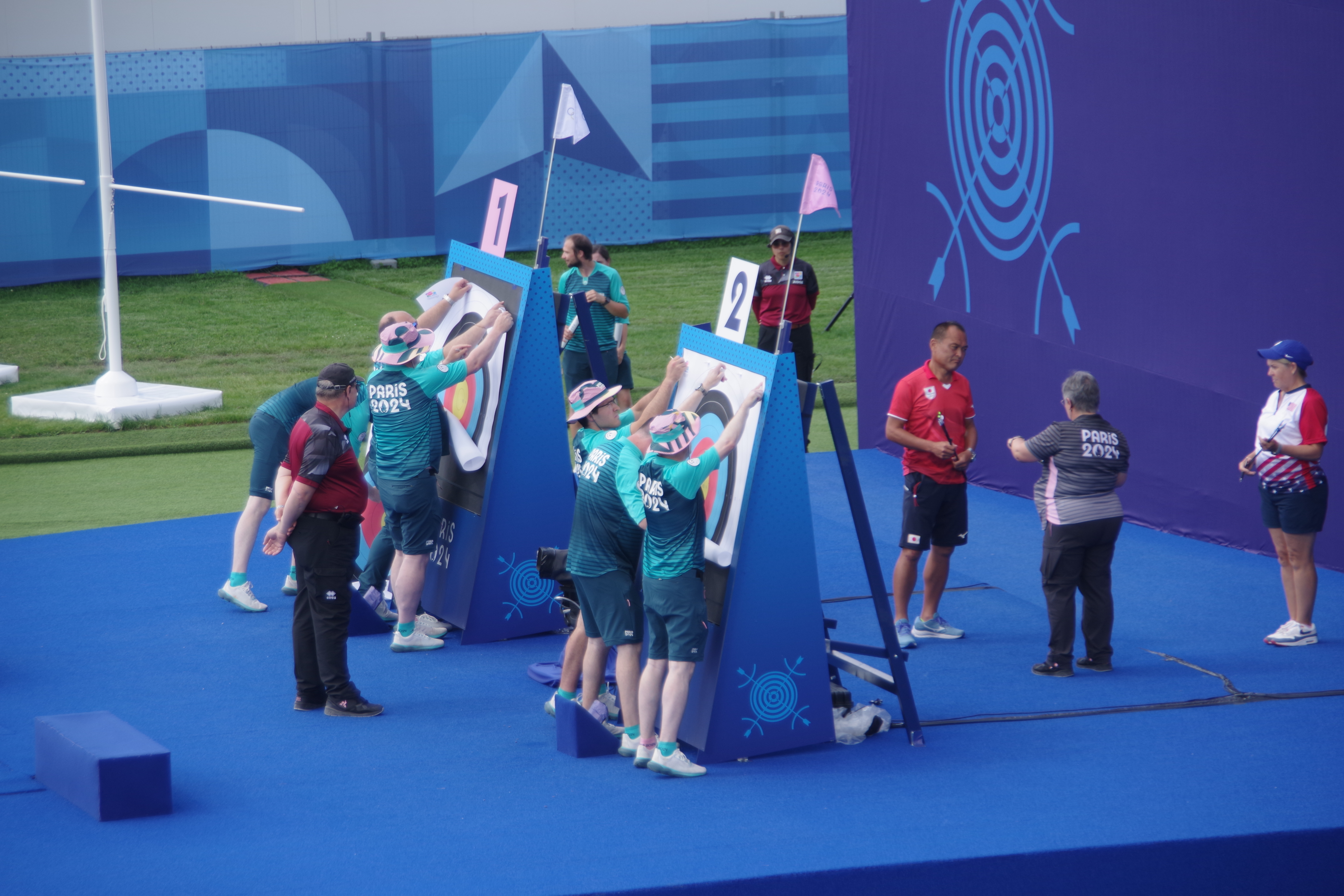
Volontaires, en turquoise, et officiel, en gris
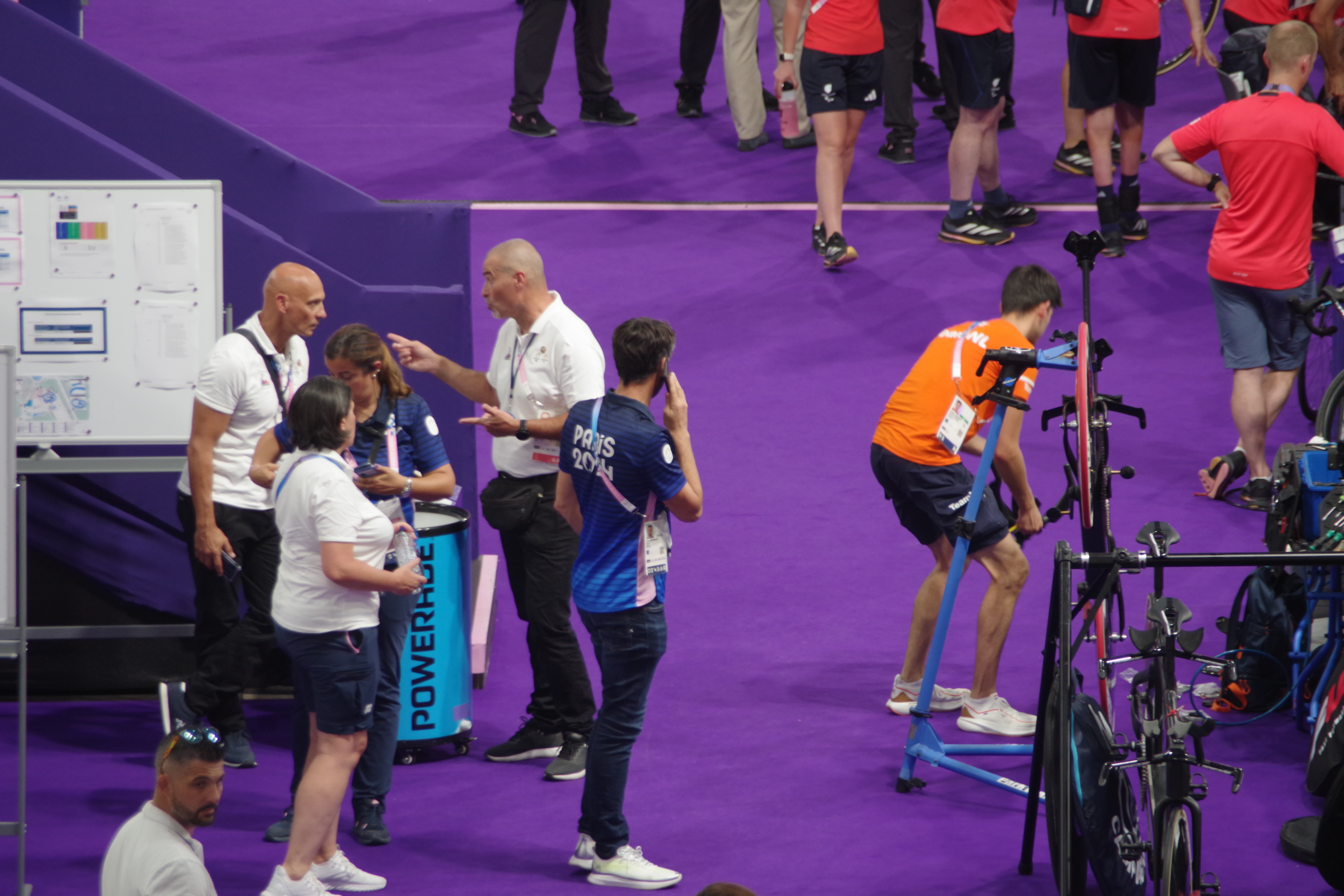
Officiel de Paris 2024, en bleu
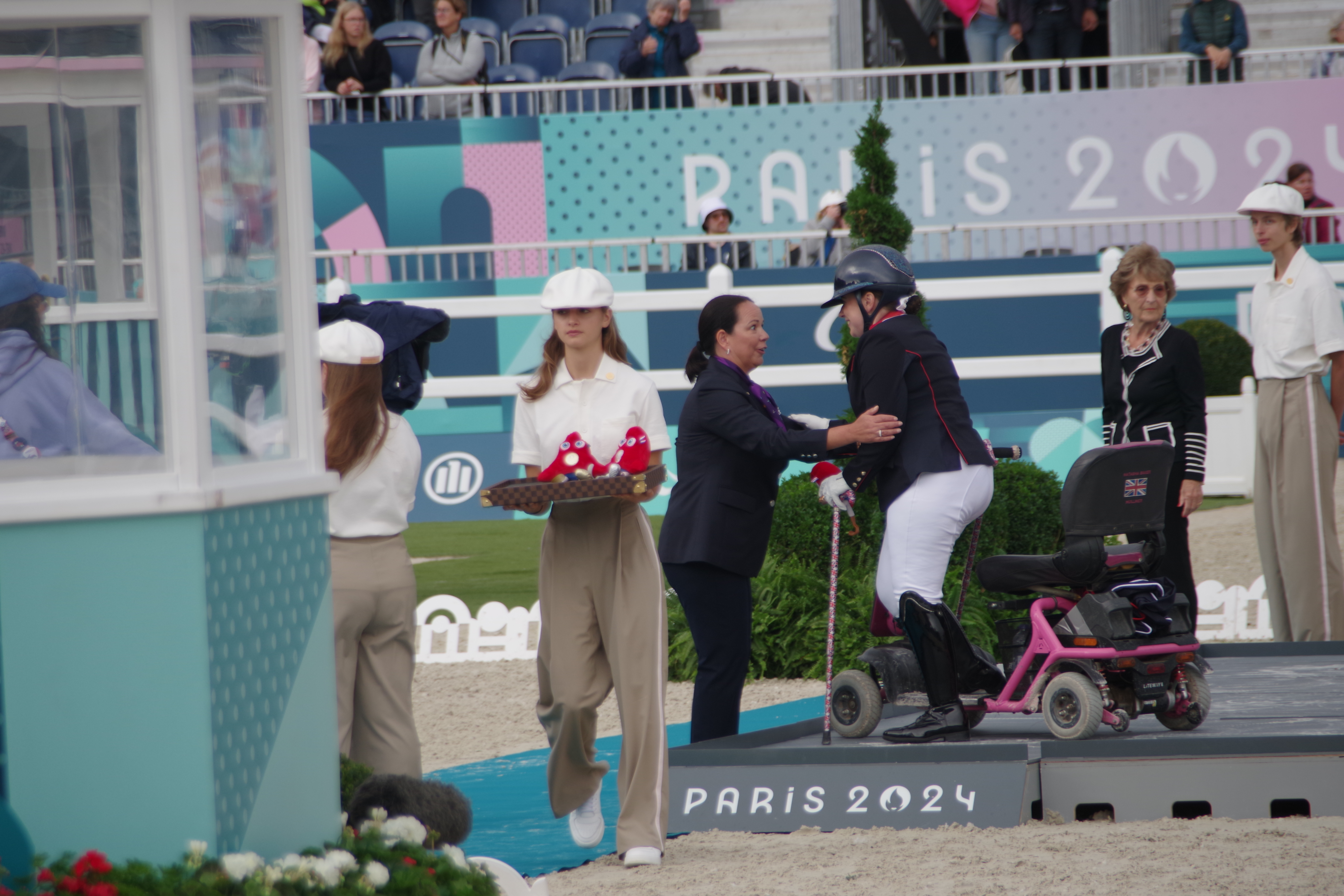
Remettant de médailles

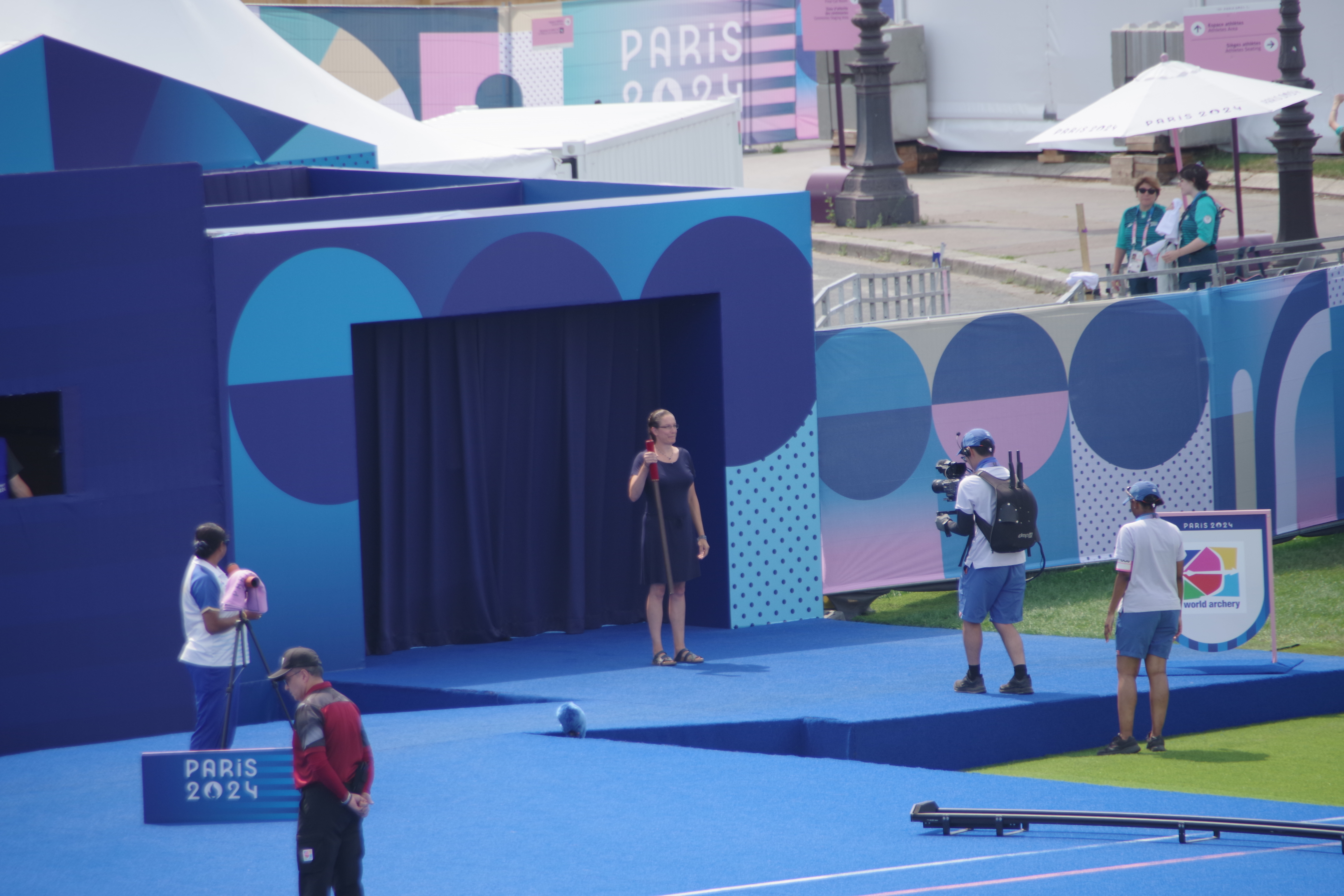
Les 3 coups de Paris 2024 lors du début de l'épreuve de tir à l'arc par équipe mixte.

Différents créateurs ont été désignés pour concevoir les tenues des équipes d'athlètes. Les tenues des athlètes francais ont été créées sous la direction de Stéphane Ashpool,.

### Les Trois coups
Les organisateurs ont introduit lors de ces Jeux une tradition reprise du théâtre français : les trois coups de bâton (le brigadier), frappés par une personnalité sportive en lever de rideau de chaque épreuve sportive. Une bande sonore accompagne chaque coup pour le rendre audible dans toute l'enceinte.

### La cloche du stade de France

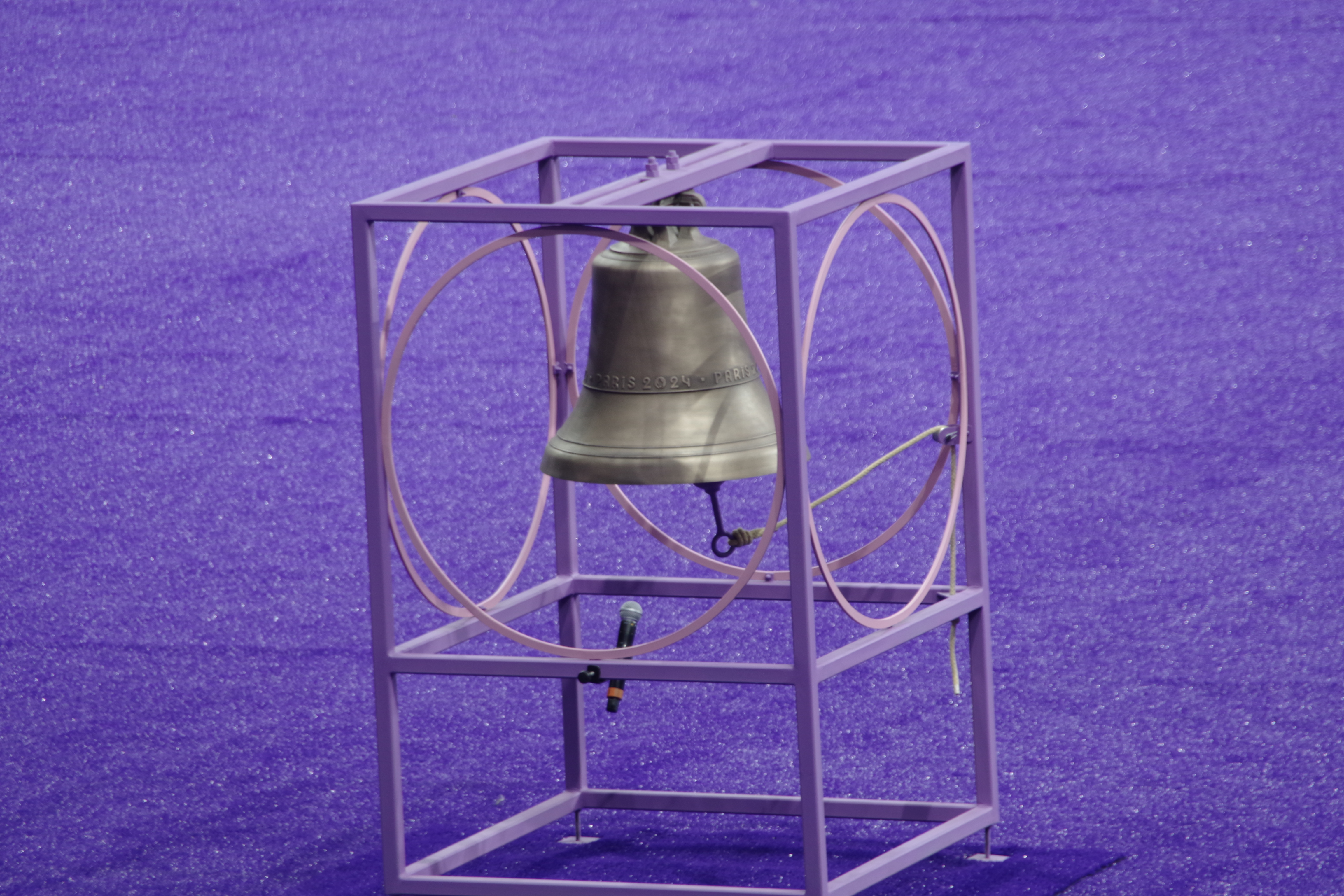
La cloche du Stade de France

Au stade de France, chaque vainqueur d'épreuve fait sonner la Cloche du Stade de France située le long de la piste. Fondue dans la Manche à Villedieu-les-Poêles par la Fonderie Cornille-Havard, elle rejoindra la cathédrale Notre-Dame de Paris à l'issue des travaux de réhabilitation afin que « le son de la victoire olympique [soit] entendu dans la ville pour les décennies à venir ».

### Sponsoring
Panasonic Corporation est le premier sponsor global du CIO à avoir signé pour les JO de 2020 et 2024 dans le cadre du programme « TOP X ».
Le 13 septembre 2018, le groupe BPCE, qui rassemble les enseignes bancaires Banque populaire, Caisse d'épargne, Natixis et Banque Palatine, devient le premier partenaire national de Paris 2024 au titre de partenaire « premium ». Le coût, confidentiel, devrait se situer entre 60 et 100 M€ au total.
Le 29 mai 2019, l'entreprise pétrolière TotalEnergies se déclare prête à sponsoriser les JOP 2024 de Paris à condition de trouver un accord avec la maire de Paris Anne Hidalgo et de ne pas être « cloué au pilori ». Mais Anne Hidalgo privilégie des Jeux exemplaires sur le plan environnemental et ne souhaite pas voir un sponsor actif dans les énergies fossiles. Ainsi, le 4 juin suivant, Total décide de renoncer face aux doutes de la maire de Paris qui souhaite des JOP « neutres en carbone ».
L’électricien français EDF signe en novembre 2019 un partenariat avec l’événement en devenant son fournisseur en électricité et en gaz. L'entreprise est partenaire « premium ».
FDJ devient partenaire officiel de Paris 2024 le 10 décembre 2019. C'est le troisième sponsor à signer avec Paris 2024. Le 13 avril 2021, l'entreprise Cisco (déjà sponsor en 2012, 2016 et 2020) annonce qu'elle sera l'un des partenaires officiels des Jeux olympiques et des Jeux paralympiques de Paris 2024.
En juillet 2021, c'est au tour de Decathlon d'entrer parmi les sponsors officiels. La marque française doit notamment habiller les 45 000 volontaires qui œuvreront au cours de l'événement.
En décembre 2021, Optic 2000 signe un partenariat avec Paris 2024 ; la marque proposera notamment une collection de lunettes à l'effigie des Jeux olympiques et paralympiques. En juin 2022, le groupe Carrefour devient partenaire « premium » ; son projet portera notamment sur la fourniture de produits frais et bio aux villages olympique et paralympique pour la préparation des repas des athlètes.
En juillet 2023, LVMH devient sponsor « premium », avec un contrat d'environ 150 millions d'euros. Cela fait du groupe l'un des plus gros contributeurs d'après Le Figaro : « C'est sensiblement au-dessus des autres partenaires premium, qui déboursent en moyenne 100 à 150 millions d'euros pour utiliser l'image olympique. Certains règlent une partie de la facture en nature (Carrefour, Orange…), ce qui ne sera que marginalement le cas pour LVMH. Le groupe apportera essentiellement du cash ».
| Partenaires mondiaux | Partenaires « premium »                                          | Partenaires officiels | Supporteurs officiels | Supporteurs officiels |
| --- | ---------------------------------------------------------------- | --- | --- | --- |
| - Airbnb - Alibaba - Allianz - Atos - Bridgestone - The Coca-Cola Company - Deloitte - Intel - Mengniu - Omega - Panasonic - P&G - Samsung - Toyota - Visa | - Accor - Groupe BPCE - Carrefour - EDF - LVMH - Orange - Sanofi | - Groupe ADP - Air France - ArcelorMittal - Caisse des dépôts et consignations - Cisco - CMA CGM - Danone - Decathlon - Française des jeux (FDJ) - GL events - Île-de-France Mobilités - Le Coq sportif - PwC | - ABEO - Air liquide - Airweave - Arena - Doublet Wasserman - DXC Technology - Egis - Enedis - ES Global - Eviden - Fitness Park - Fnac Darty - Garden Gourmet - Gerflor - Groupe RATP - Terraillon - Highfield - Hype - La Poste - Loxam - Lyreco - Miko - Mondo | - MTD - Myrtha Pools - OnePlan - Optic 2000 - Ottobock - Randstad - Rapiscan Systems - Re-uz - RGS Events - Saint-Gobain - Salesforce - SCC (en) - SLX - SNCF - Sodexo - Syndicat des Eaux d’Île-de-France - Technogym - Thermo Fisher Scientific - Tourtel - Vinci - Viparis - Unibail-Rodamco-Westfield |

### Art aux Jeux olympiques
Dans les mois qui ont précédé les Jeux jusqu'en septembre 2024, un label "Olympiade culturelle" a été mis en place afin d'encourager une programmation artistique (spectacles vivants, expositions) faisant le lien entre Art et Sport, ou mettant en avant les valeurs de l'olympisme.

Des œuvres ont également été créées en lien avec les Jeux. Une sculpture, réalisée par Alison Saar, native de Los Angeles, a été installée dans les Jardins des Champs-Élysées. Une tapisserie, d'après un carton de Marjane Satrapi, a été réalisée par le Mobilier National (Manufacture des Gobelins et de Beauvais).

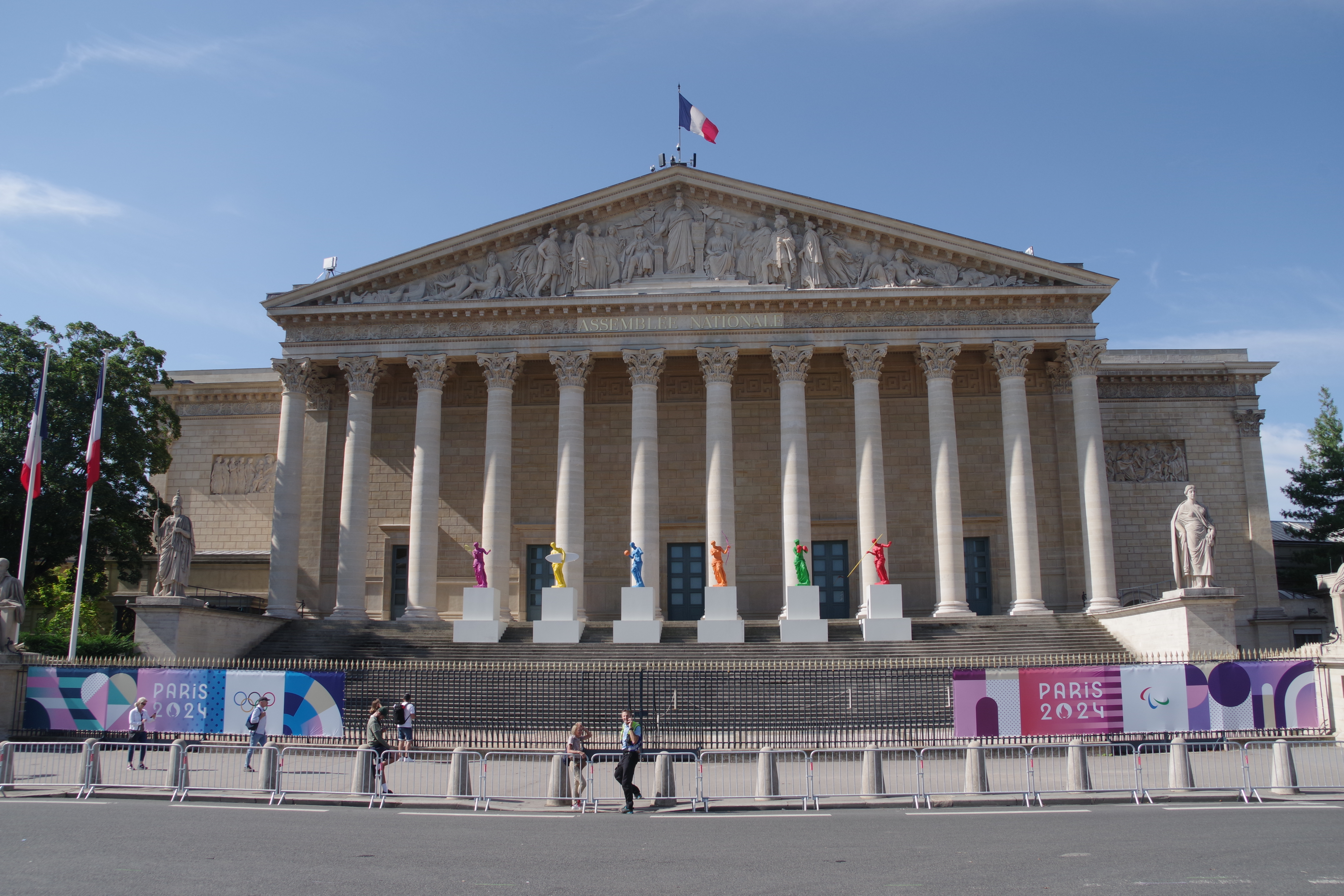
Sculpture de Laurent Perbos devant l'Assemblée nationale
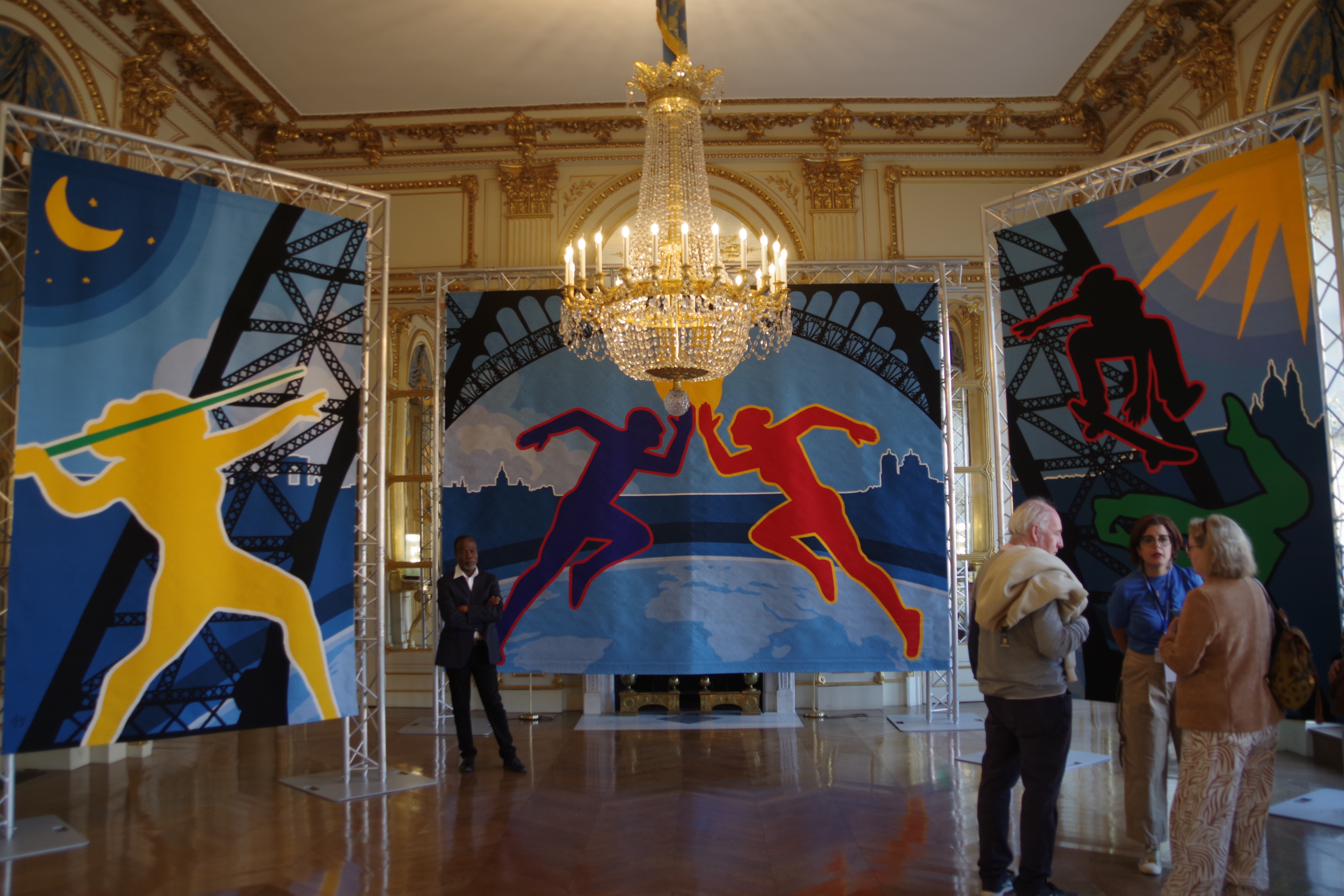
Tapisserie des Jeux olympiques
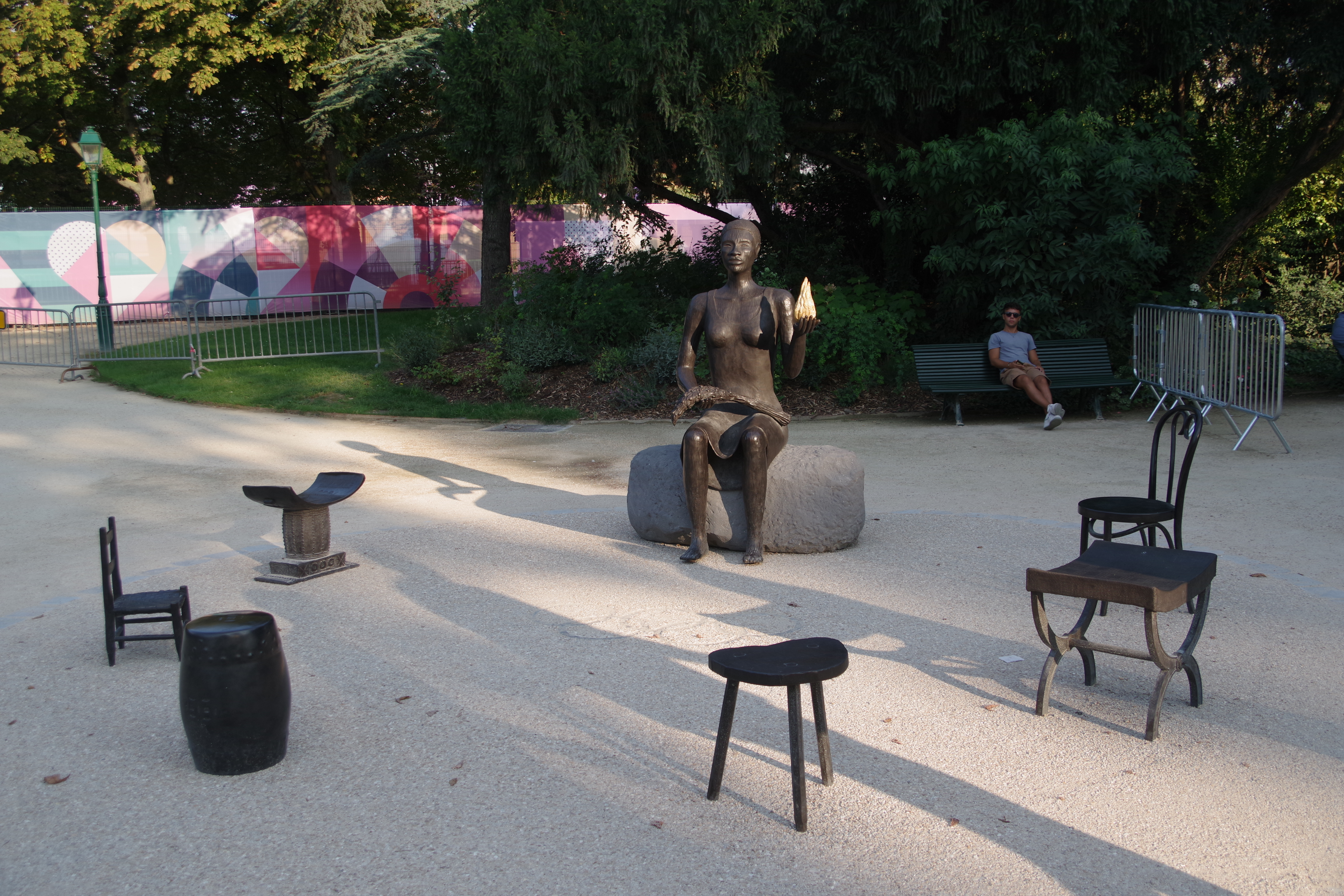
Sculpture des Jeux olympiques

## Billetterie

### Disposition générale
Le seul moyen de se procurer des billets est le site officiel de la compétition, tickets.paris2024.org

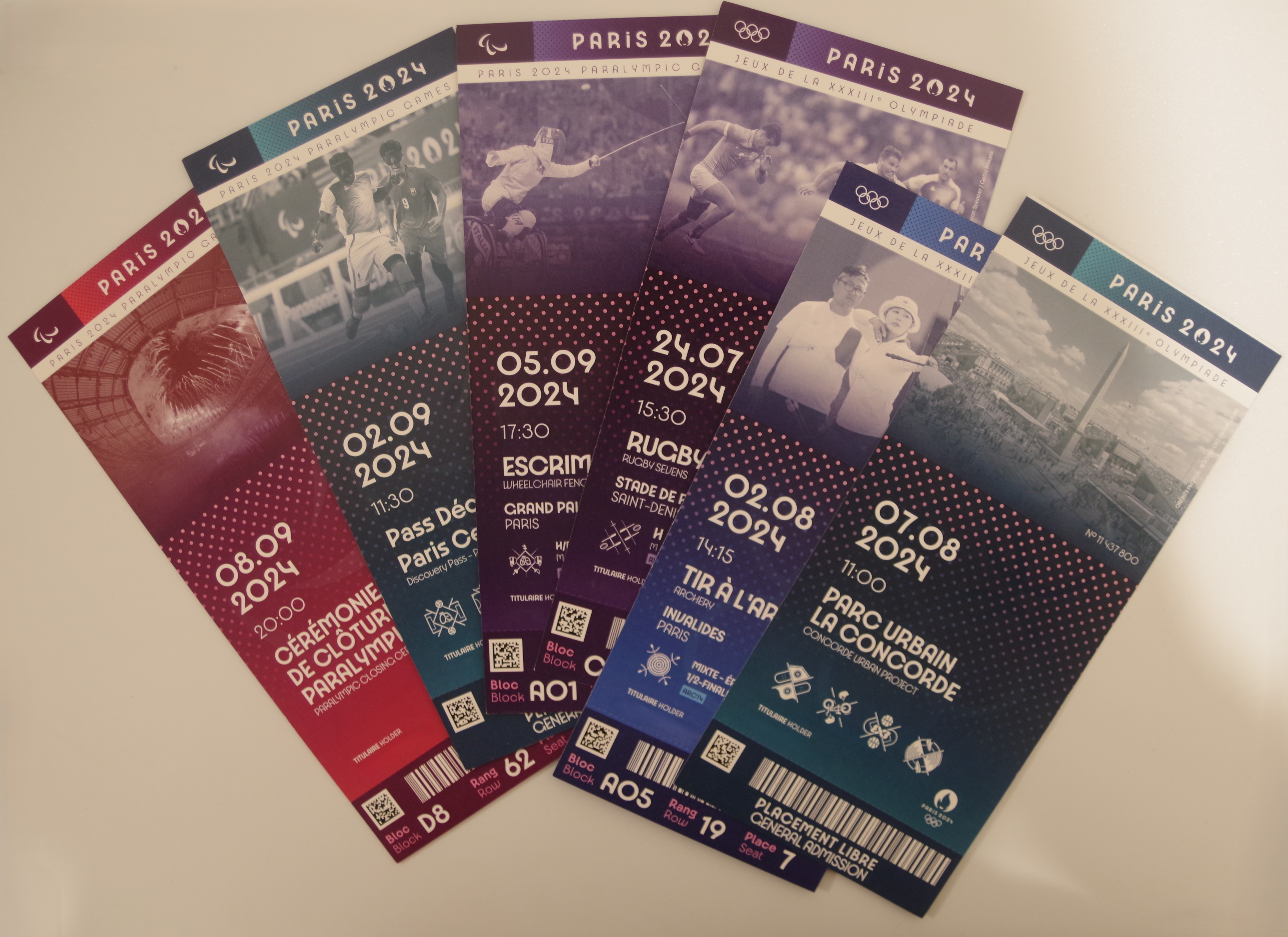
Exemples de billets souvenirs

Pour la première fois de l’histoire des Jeux Olympiques, l’intégralité des billets n’est disponible qu’en numérique, sur l’application dédiée Paris 2024 Tickets. Ils se présentent sous forme de QR Code mouvants n’apparaissant que 24 heures avant la session de compétition, afin d’éviter la fraude et la revente illicites. Les billets d’un compte acheteur sont transférables vers n’importe quel appareil. Pour les spectateurs ne disposant pas de smartphone, les guichets billetterie présents sur les sites permettent d’imprimer ses billets.
Les seuls billets en format papier sont des billets souvenirs, envoyés par voie postale aux acheteurs après la clôture des Jeux Paralympiques, le 8 septembre.

### Acheteurs
222 nationalités sont représentées parmi les acheteurs de billets, les Français constituant 62% des spectateurs. Sur 4,8 millions de billets achetés par les citoyens du pays hôte, 2,2 millions l'ont été par des Franciliens. Les Britanniques (527 000 billets), les Américains, les Allemands, les Néerlandais et les Belges constituent les plus gros contingents d'acheteurs étrangers. A noter que 56% des billets vendus pour la cérémonie d'ouverture ont été achetés par des spectateurs étrangers.
Enfin, les hommes (57%) sont sensiblement plus nombreux que les femmes (41%). Ce chiffre est toutefois à mettre en regard avec la Coupe du monde de rugby 2023, organisée en France, et où seuls 25% des détenteurs de billets étaient des femmes et au Championnat de France de Ligue 1, auxquels assistent 17% de femmes .

### Tarification
4 catégories de billets (A,B,C,D) sont commercialisées pour toutes les épreuves. Les spectateurs peuvent acheter 6 billets par session, et 4 pour les plus demandées comme pour les cérémonies d'ouverture et de clôture.
Un million de billets sont mis en vente au prix symbolique de 24€, grâce auquel on peut accéder notamment aux finales de VTT hommes et femmes, de vélo sur route (contre-la-montre et épreuve en ligne), de marche athlétique et de triathlon. 
Environ 60% des billets sont disponibles à moins de 100€, et 1,3 million à plus de 200€. Pour les sessions de compétition les plus prestigieuses - "superfinales" (3 soirées de natation, 3 soirées d’athlétisme, la finale du basket masculin), les prix sont fixés à 125, 295, 525 et 980€. Les tarifs pour assister à la cérémonie d'ouverture vont de 90 à 2700€, et de 45 à 1600€ pour la cérémonie de clôture. 
Plus chers qu’à Rio et légèrement plus chers que Tokyo, les Jeux Olympiques de Paris 2024 sont, en tenant compte de l’inflation, plus accessibles que Londres 2012, derniers Jeux disputés en Europe, dans un pays avec un niveau de vie similaire à la France.

### Phases de vente
L’inscription sur le site de la billetterie ouvre de décembre 2022 à janvier 2023. Elle permet d’accéder, grâce à un tirage au sort, à une première phase de vente de billets entre février et mars 2023, uniquement sous forme de packs. 2,5 millions d'inscriptions intéressées par le tirage au sort sont dénombrées. Les spectateurs, dans la limite de 30 billets par compte, doivent sélectionner trois sessions différentes, en achetant le même nombre de billets par session. Toutes les compétitions sont disponibles, à l’exception des sessions les plus prestigieuses (finale du 100m masculin). 3,25 millions de billets sont écoulés lors de cette première phase
La billetterie à l’unité ouvre en mai 2023, encore sous forme de tirage au sort. Ce sont cette fois pas moins de 4 millions d'inscriptions qui sont recensées, pour 1,5 million de billets disponibles. Enfin les ventes accessibles à tous ouvrent le 9 octobre 2023. Plusieurs phases de remise en vente de billets ont lieu jusqu’en avril 2024.
A partir de mai 2024, l’organisation met en place les « jeudi billetterie », des phases de remise en vente hebdomadaires dans des sports déjà complets (entre 40 et 50 000 billets par semaine). Elle commercialise à cette occasion des places classées en « visibilité réduite », de catégorie A et vendues aux prix de catégories C.

### Plateforme de revente
Une plateforme de revente ouvre deux mois avant le début des compétitions, le 13 mai 2024. Il est ainsi possible de revendre ses billets jusqu'à 12 heures avant l'événement. Pour éviter la spéculation, les places sont revendues uniquement au prix d’achat, en prélevant 5% au vendeur, et 10% à l’acheteur. 

### Distribution de billets
Paris 2024 revendique avoir procédé à la plus large distribution de billets offerts de l’histoire des Jeux Olympiques. Dans des proportions et selon des modalités différentes, les sponsors, les collectivités locales, les départements (16 000 places commandées par la Seine-Saint-Denis), les fédérations, les communes accueillant des compétitions (43 000 pour la ville de Paris), l’Etat (100 000) contribuent à offrir plusieurs centaines milliers de billets.
Des quota sont réservés aux bénévoles œuvrant dans le monde du sport, aux personnes handicapées, ainsi qu'aux agents public de catégorie B et C directement impliqués dans la préparation de l'événement.

### Athlètes
Dès l'ouverture de la billetterie, plusieurs sportifs dénoncent le prix trop élevé de billets, que nombre de leurs proches n'ont pas les moyens de payer, et l'absence d'une passerelle dédiée permettant aux athlètes d'acquérir plus que les deux places qui leur sont réservées. En février 2024, Teddy Riner alimente la polémique en affirmant n'avoir reçu que deux places pour ses proches. 
En réalité, tous les athlètes français disposent de minimum 6 places pour chacune des sessions de compétition dans lesquels ils sont engagés: 4 offertes par l'Agence nationale du sport (ANS), et 2 par le Comité international olympique. Par ailleurs, un certain nombre de fédérations ont fait l'acquisition de 2 places supplémentaires pour leurs sportifs, ce qui porte donc le total à 8 billets par athlète.

### Un succès populaire
Malgré les polémiques sur le prix parfois trop élevé des places, la billetterie des Jeux Olympiques de Paris 2024 rencontre un succès indéniable. Avec plus de 9,5 millions (9 556 792) de billets vendus sur l’ensemble de la compétition, et un taux de remplissage de 95%, elle dépasse, en valeur absolue, Atlanta 1996 (8,3 millions) et approche de près Londres 2012 en valeur relative (97% des billets vendus). Ce succès permet à l’organisation d’engranger 1,33 milliard d’euros de recettes billetterie, autre record. Preuve d'un succès phénoménal, sur l'année 2024, les Jeux Olympiques ont aspiré près d'un quart (23,4%) des 41 millions de spectateurs s'étant rendus dans une arène sportive en France.
Avant le début de la compétition, pas moins de 16 disciplines sur 43 affichent déjà complet, parmi lesquelles l'escalade, le VTT, le breaking et le skateboard, prises d'assaut dès l'ouverture de la billetterie un an plus tôt. Pendant la compétition, le Comité d'organisation continue d'écouler pas moins de 90 000 billets par jour, dont 50 000 sur la plateforme de revente.

### Records
Le succès considérable de la billetterie de Paris 2024 permet à la compétition de battre plusieurs records d'affluence:
- Record de billets vendus pour un Championnat international d'athlétisme, avec plus d'un million de spectateurs[344]
- Record d'affluence pour un tournoi olympique de basketball, avec 1 078 319 spectateurs, battant le record d'Atlanta, avec seulement 52 matchs contre 92 en 1996[345]
- Record mondial pour des rencontres de rugby à 7, battu dès le premier jour de compétition, le mercredi 24 juillet, avec 69 000 spectateurs pour la phase de poules du tournoi masculin[346]
- Record mondial d'affluence pour une rencontre de rugby féminin, (rugby à XV, rugby à XIII et rugby à 7 confondus) le dimanche 28 juillet, avec 66 000 spectateurs pour la première journée du tournoi de rugby à 7 féminin[347].
- Record d'affluence en France pour un événement de sport féminin, toujours avec le rugby à 7 féminin, devant la finale de la Coupe du monde féminine de football de 2019 (57 900 spectateurs à Lyon)[348]
- Record mondial pour une rencontre de handball féminin, battu à six reprises pendant la compétition, avec un record à 26 664 spectateurs pour la finale France-Norvège[349]
- Record d'Europe d'affluence pour une rencontre de basket féminin, battu tous les jours de la phase de poule (ancien record lors de l'Euro 1950 avec 20 000 spectateurs), avec un pic à 27 193 spectateurs lors de la rencontre France-Australie (72-79) le 4 août[350].

## Calendrier
Toutes les dates sont par rapport à l'heure locale (UTC+2).
| - Cérémonies - Jour de compétition - Nombre de finales |

| Sports / disciplines                 | Sports / disciplines                 | Sports / disciplines                 | Jour de compétition (juillet / août) | Jour de compétition (juillet / août) | Jour de compétition (juillet / août) | Jour de compétition (juillet / août) | Jour de compétition (juillet / août) | Jour de compétition (juillet / août) | Jour de compétition (juillet / août) | Jour de compétition (juillet / août) | Jour de compétition (juillet / août) | Jour de compétition (juillet / août) | Jour de compétition (juillet / août) | Jour de compétition (juillet / août) | Jour de compétition (juillet / août) | Jour de compétition (juillet / août) | Jour de compétition (juillet / août) | Jour de compétition (juillet / août) | Jour de compétition (juillet / août) | Jour de compétition (juillet / août) | Jour de compétition (juillet / août) | Total par discipline |
| Sports / disciplines                 | Sports / disciplines                 | Sports / disciplines                 | 24                                   | 25                                   | 26                                   | 27                                   | 28                                   | 29                                   | 30                                   | 31                                   | 1                                    | 2                                    | 3                                    | 4                                    | 5                                    | 6                                    | 7                                    | 8                                    | 9                                    | 10                                   | 11                                   | Total par discipline |
| ------------------------------------ | ------------------------------------ | ------------------------------------ | ------------------------------------ | ------------------------------------ | ------------------------------------ | ------------------------------------ | ------------------------------------ | ------------------------------------ | ------------------------------------ | ------------------------------------ | ------------------------------------ | ------------------------------------ | ------------------------------------ | ------------------------------------ | ------------------------------------ | ------------------------------------ | ------------------------------------ | ------------------------------------ | ------------------------------------ | ------------------------------------ | ------------------------------------ | -------------------- |
| Cérémonies                           | Cérémonies                           | Anneaux olympiques                   |                                      |                                      | O                                    |                                      |                                      |                                      |                                      |                                      |                                      |                                      |                                      |                                      |                                      |                                      |                                      |                                      |                                      |                                      | C                                    |                      |
| Athlétisme                           | Athlétisme                           | Athlétisme                           |                                      |                                      |                                      |                                      |                                      |                                      |                                      |                                      | 2                                    | 1                                    | 5                                    | 3                                    | 4                                    | 5                                    | 5                                    | 5                                    | 8                                    | 9                                    | 1                                    | 48                   |
| Aviron                               | Aviron                               | Aviron                               |                                      |                                      |                                      | C                                    | C                                    | C                                    | C                                    | 2                                    | 4                                    | 4                                    | 4                                    |                                      |                                      |                                      |                                      |                                      |                                      |                                      |                                      | 14                   |
| Badminton                            | Badminton                            | Badminton                            |                                      |                                      |                                      | C                                    | C                                    | C                                    | C                                    | C                                    | C                                    | 1                                    | 1                                    | 1                                    | 2                                    |                                      |                                      |                                      |                                      |                                      |                                      | 5                    |
| Basket-ball                          | Basket-ball à 5                      | Basket-ball à 5                      |                                      |                                      |                                      | C                                    | C                                    | C                                    | C                                    | C                                    | C                                    | C                                    | C                                    | C                                    |                                      | C                                    | C                                    | C                                    | C                                    | 1                                    | 1                                    | 2                    |
| Basket-ball                          | Basket-ball 3x3                      | Basketball à 3                       |                                      |                                      |                                      |                                      |                                      |                                      | C                                    | C                                    | C                                    | C                                    | C                                    | C                                    | 2                                    |                                      |                                      |                                      |                                      |                                      |                                      | 2                    |
| Boxe                                 | Boxe                                 | Boxe                                 |                                      |                                      |                                      | C                                    | C                                    | C                                    | C                                    | C                                    | C                                    | C                                    | C                                    | C                                    |                                      | 1                                    | 2                                    | 2                                    | 4                                    | 4                                    |                                      | 13                   |
| Breakdance                           | Breakdance                           | Breakdance                           |                                      |                                      |                                      |                                      |                                      |                                      |                                      |                                      |                                      |                                      |                                      |                                      |                                      |                                      |                                      |                                      | 1                                    | 1                                    |                                      | 2                    |
| Canoë-kayak                          | Course en ligne (sprint)             | Canoé-kayak (sprint)                 |                                      |                                      |                                      |                                      |                                      |                                      |                                      |                                      |                                      |                                      |                                      |                                      |                                      | C                                    | C                                    | 3                                    | 4                                    | 3                                    |                                      | 10                   |
| Canoë-kayak                          | Slalom (eaux vives)                  | Canoé-kayak (slalom)                 |                                      |                                      |                                      | C                                    | 1                                    | 1                                    | C                                    | 1                                    | 1                                    |                                      | C                                    | C                                    | 2                                    |                                      |                                      |                                      |                                      |                                      |                                      | 6                    |
| Cyclisme                             | BMX                                  | BMX                                  |                                      |                                      |                                      |                                      |                                      |                                      | C                                    | 2                                    | C                                    | 2                                    |                                      |                                      |                                      |                                      |                                      |                                      |                                      |                                      |                                      | 4                    |
| Cyclisme                             | Sur piste                            | Cyclisme sur piste                   |                                      |                                      |                                      |                                      |                                      |                                      |                                      |                                      |                                      |                                      |                                      |                                      | 1                                    | 1                                    | 2                                    | 2                                    | 2                                    | 1                                    | 3                                    | 12                   |
| Cyclisme                             | Sur route                            | Cyclisme sur route                   |                                      |                                      |                                      | 2                                    |                                      |                                      |                                      |                                      |                                      |                                      | 1                                    | 1                                    |                                      |                                      |                                      |                                      |                                      |                                      |                                      | 4                    |
| Cyclisme                             | VTT                                  | VTT                                  |                                      |                                      |                                      |                                      | 1                                    | 1                                    |                                      |                                      |                                      |                                      |                                      |                                      |                                      |                                      |                                      |                                      |                                      |                                      |                                      | 2                    |
| Équitation                           | Équitation                           | Équitation                           |                                      |                                      |                                      | C                                    | C                                    | 2                                    | C                                    | C                                    | C                                    | 1                                    | 1                                    | 1                                    | C                                    | 1                                    |                                      |                                      |                                      |                                      |                                      | 6                    |
| Escalade                             | Escalade                             | Escalade                             |                                      |                                      |                                      |                                      |                                      |                                      |                                      |                                      |                                      |                                      |                                      |                                      | C                                    | C                                    | 1                                    | 1                                    | 1                                    | 1                                    |                                      | 4                    |
| Escrime                              | Escrime                              | Escrime                              |                                      |                                      |                                      | 2                                    | 2                                    | 2                                    | 1                                    | 1                                    | 1                                    | 1                                    | 1                                    | 1                                    |                                      |                                      |                                      |                                      |                                      |                                      |                                      | 12                   |
| Football                             | Football                             | Football                             | C                                    | C                                    |                                      | C                                    | C                                    |                                      | C                                    | C                                    |                                      | C                                    | C                                    |                                      | C                                    | C                                    |                                      | C                                    | 1                                    | 1                                    |                                      | 2                    |
| Golf                                 | Golf                                 | Golf                                 |                                      |                                      |                                      |                                      |                                      |                                      |                                      |                                      | C                                    | C                                    | C                                    | 1                                    |                                      |                                      | C                                    | C                                    | C                                    | 1                                    |                                      | 2                    |
| Gymnastique                          | Artistique                           | Gymnastique artistique               |                                      |                                      |                                      | C                                    | C                                    | 1                                    | 1                                    | 1                                    | 1                                    |                                      | 3                                    | 3                                    | 4                                    |                                      |                                      |                                      |                                      |                                      |                                      | 14                   |
| Gymnastique                          | Rythmique                            | Gymnastique rythmique                |                                      |                                      |                                      |                                      |                                      |                                      |                                      |                                      |                                      |                                      |                                      |                                      |                                      |                                      |                                      | C                                    | 1                                    | 1                                    |                                      | 2                    |
| Gymnastique                          | Trampoline                           | Trampoline                           |                                      |                                      |                                      |                                      |                                      |                                      |                                      |                                      |                                      | 2                                    |                                      |                                      |                                      |                                      |                                      |                                      |                                      |                                      |                                      | 2                    |
| Haltérophilie                        | Haltérophilie                        | Haltérophilie                        |                                      |                                      |                                      |                                      |                                      |                                      |                                      |                                      |                                      |                                      |                                      |                                      |                                      |                                      | 2                                    | 2                                    | 2                                    | 3                                    | 1                                    | 10                   |
| Handball                             | Handball                             | Handball                             |                                      | C                                    |                                      | C                                    | C                                    | C                                    | C                                    | C                                    | C                                    | C                                    | C                                    | C                                    |                                      | C                                    | C                                    | C                                    | C                                    | 1                                    | 1                                    | 2                    |
| Hockey sur gazon                     | Hockey sur gazon                     | Hockey sur gazon                     |                                      |                                      |                                      | C                                    | C                                    | C                                    | C                                    | C                                    | C                                    | C                                    | C                                    | C                                    | C                                    | C                                    | C                                    | 1                                    | 1                                    |                                      |                                      | 2                    |
| Judo                                 | Judo                                 | Judo                                 |                                      |                                      |                                      | 2                                    | 2                                    | 2                                    | 2                                    | 2                                    | 2                                    | 2                                    | 1                                    |                                      |                                      |                                      |                                      |                                      |                                      |                                      |                                      | 15                   |
| Lutte                                | Lutte                                | Lutte                                |                                      |                                      |                                      |                                      |                                      |                                      |                                      |                                      |                                      |                                      |                                      |                                      | C                                    | 3                                    | 3                                    | 3                                    | 3                                    | 3                                    | 3                                    | 18                   |
| Natation                             | Sportive                             | Natation sportive                    |                                      |                                      |                                      | 4                                    | 3                                    | 5                                    | 3                                    | 5                                    | 4                                    | 3                                    | 4                                    | 4                                    |                                      |                                      |                                      | 1                                    | 1                                    |                                      |                                      | 37                   |
| Natation                             | Artistique                           | Natation artistique                  |                                      |                                      |                                      |                                      |                                      |                                      |                                      |                                      |                                      |                                      |                                      |                                      | C                                    | C                                    | 1                                    |                                      | C                                    | 1                                    |                                      | 2                    |
| Natation                             | Plongeon                             | Plongeon                             |                                      |                                      |                                      | 1                                    |                                      | 1                                    |                                      | 1                                    |                                      | 1                                    |                                      |                                      | C                                    | 1                                    | C                                    | 1                                    | 1                                    | 1                                    |                                      | 8                    |
| Natation                             | Water-polo                           | Water-polo                           |                                      |                                      |                                      | C                                    | C                                    | C                                    | C                                    | C                                    | C                                    | C                                    | C                                    | C                                    | C                                    | C                                    | C                                    | C                                    | C                                    | 1                                    | 1                                    | 2                    |
| Pentathlon moderne                   | Pentathlon moderne                   | Pentathlon moderne                   |                                      |                                      |                                      |                                      |                                      |                                      |                                      |                                      |                                      |                                      |                                      |                                      |                                      |                                      |                                      | C                                    | C                                    | 1                                    | 1                                    | 2                    |
| Rugby à sept                         | Rugby à sept                         | Rugby à sept                         | C                                    | C                                    |                                      | 1                                    | C                                    | C                                    | 1                                    |                                      |                                      |                                      |                                      |                                      |                                      |                                      |                                      |                                      |                                      |                                      |                                      | 2                    |
| Skateboard                           | Skateboard                           | Skateboard                           |                                      |                                      |                                      | 1                                    | 1                                    |                                      |                                      |                                      |                                      |                                      |                                      |                                      |                                      | 1                                    | 1                                    |                                      |                                      |                                      |                                      | 4                    |
| Surf                                 | Surf                                 | Surf                                 |                                      |                                      |                                      | C                                    | C                                    | C                                    | 2                                    |                                      |                                      |                                      |                                      |                                      |                                      |                                      |                                      |                                      |                                      |                                      |                                      | 2                    |
| Taekwondo                            | Taekwondo                            | Taekwondo                            |                                      |                                      |                                      |                                      |                                      |                                      |                                      |                                      |                                      |                                      |                                      |                                      |                                      |                                      | 2                                    | 2                                    | 2                                    | 2                                    |                                      | 8                    |
| Tennis                               | Tennis                               | Tennis                               |                                      |                                      |                                      | C                                    | C                                    | C                                    | C                                    | C                                    | C                                    | 1                                    | 2                                    | 2                                    |                                      |                                      |                                      |                                      |                                      |                                      |                                      | 5                    |
| Tennis de table                      | Tennis de table                      | Tennis de table                      |                                      |                                      |                                      | C                                    | C                                    | C                                    | 1                                    | C                                    | C                                    | C                                    | 1                                    | 1                                    | C                                    | C                                    | C                                    | C                                    | 1                                    | 1                                    |                                      | 5                    |
| Tir                                  | Tir                                  | Tir                                  |                                      |                                      |                                      | 1                                    | 2                                    | 2                                    | 2                                    | 1                                    | 1                                    | 1                                    | 2                                    | 1                                    | 2                                    |                                      |                                      |                                      |                                      |                                      |                                      | 15                   |
| Tir à l’arc                          | Tir à l’arc                          | Tir à l'arc                          |                                      | C                                    |                                      |                                      | 1                                    | 1                                    | C                                    | C                                    | C                                    | 1                                    | 1                                    | 1                                    |                                      |                                      |                                      |                                      |                                      |                                      |                                      | 5                    |
| Triathlon                            | Triathlon                            | Triathlon                            |                                      |                                      |                                      |                                      |                                      |                                      | 1                                    | 1                                    |                                      |                                      |                                      |                                      | 1                                    |                                      |                                      |                                      |                                      |                                      |                                      | 3                    |
| Voile                                | Voile                                | Voile                                |                                      |                                      |                                      |                                      | C                                    | C                                    | C                                    | C                                    | 2                                    | 2                                    | C                                    | C                                    | C                                    | 2                                    | 2                                    | 2                                    |                                      |                                      |                                      | 10                   |
| Volley-ball                          | Beach-volley                         | Beach-volley                         |                                      |                                      |                                      | C                                    | C                                    | C                                    | C                                    | C                                    | C                                    | C                                    | C                                    | C                                    | C                                    | C                                    | C                                    | C                                    | 1                                    | 1                                    |                                      | 2                    |
| Volley-ball                          | en salle                             | Volley-ball en salle                 |                                      |                                      |                                      | C                                    | C                                    | C                                    | C                                    | C                                    | C                                    | C                                    | C                                    | C                                    | C                                    | C                                    | C                                    | C                                    | C                                    | 1                                    | 1                                    | 2                    |
| TOTAL finales par jour               | TOTAL finales par jour               | TOTAL finales par jour               |                                      |                                      |                                      | 14                                   | 13                                   | 18                                   | 14                                   | 17                                   | 18                                   | 23                                   | 27                                   | 20                                   | 18                                   | 15                                   | 21                                   | 25                                   | 34                                   | 39                                   | 13                                   | 329                  |
| Jour de compétition (juillet / août) | Jour de compétition (juillet / août) | Jour de compétition (juillet / août) | 24                                   | 25                                   | 26                                   | 27                                   | 28                                   | 29                                   | 30                                   | 31                                   | 1                                    | 2                                    | 3                                    | 4                                    | 5                                    | 6                                    | 7                                    | 8                                    | 9                                    | 10                                   | 11                                   | TOTAUX               |

## Déroulement de la compétition
| Date                | France | Autres pays |
| ------------------- | --- | --- |
| Mercredi 24 juillet | Début des compétitions: tournoi de rugby à 7 et de football masculin | Début des compétitions: tournoi de rugby à 7 et de football masculin |
| Jeudi 25 juillet    | Premières épreuves individuelles: qualifications du tir à l'arc féminin | Premières épreuves individuelles: qualifications du tir à l'arc féminin |
| Vendredi 26 juillet | Cérémonie d'ouverture | Cérémonie d'ouverture |
| Samedi 27 juillet   | Shirine Boukli, judo, -48kg: première médaille Equipe de France masculine de rugby à 7 : premier titre | Chine, tir à la carabine à air comprimé 10m mixte par équipes: premier titre des Jeux Olympiques |
| Dimanche 28 juillet | Pauline Ferrand-Prévôt, VTT Léon Marchand, 400m 4 nages L'équipe de France féminine de gymnastique, candidate au podium après sa 3è place historique aux Championnats du Monde, est éliminée après des qualifications catastrophiques (4 chutes et de grosses fautes); aucune française ne se qualifie en individuel                                           | |
| Lundi 29 juillet    | Finale franco-française en escrime: Manon Apithy-Brunet s'impose devant Sara Balzer au sabre Nicolas Gestin, canoë-slalom | Rafael Nadal dispute le dernier match de sa carrière en simple sur les courts de Roland-Garros, qu'il a remporté 14 fois. Il est éliminé le 31 juillet en double |
| Mardi 30 juillet    | Première journée de compétition sans titre | Ri Jong Sik et Kim Kum Yong, pongistes nord-coréens inconnus du circuit mondial puisque ne disputant aucune compétition internationale, remportent la médaille d'argent du double mixte en tennis de table |
| Mercredi 31 juillet | Léon Marchand, doublé inédit dans la même soirée: 200m papillon et 200m brasse. Premier athlète à remporter deux épreuves le même jour depuis 1976 | Léon Marchand, doublé inédit dans la même soirée: 200m papillon et 200m brasse. Premier athlète à remporter deux épreuves le même jour depuis 1976 |
| Mercredi 31 juillet | Cassandre Beaugrand et Léo Bergère, premier titre et premières médailles individuelles en triathlon pour la France | Pan Zhanle bat le record du monde du 100m nage libre (46''40) Adriana Ruano Oliva (tir, fosse), première championne olympique guatemaltèque |
| Jeudi 1er août      | Titouan Castryck, kayak K1. Seule journée à moins de 2 médailles Le deux de couple féminin est le seul bateau français à se qualifier en finale. L'équipe de France d'aviron ne remporte aucune médaille aux Jeux pour la première fois depuis Barcelone 1992                                                                                                  | |
| Vendredi 2 août     | Teddy Riner (judo, +100kg) champion olympique pour la 3ème fois en individuel | Daniel Varena de Pina (boxe, -51kg), premier médaillé de l'histoire du Cap-Vert |
| Vendredi 2 août     | Triplé français au BMX, inédit depuis 1924. Seul triplé réalisé par une nation lors de ces Jeux Olympiques Léon Marchand, quadruple champion olympique (200m 4 nages), athlète le plus titré des Jeux | |
| Samedi 3 août       | Judo par équipes. Teddy Riner devient le sportif français le plus titré aux Jeux Olympiques d'été (5) et le judoka le plus médaillé de l'histoire (7) Valentin Madouas et Christophe Laporte (cyclisme), premières médailles dans l'épreuve de course en ligne masculine depuis 1956                                                                           | Julien Alfred, 100m (10''72). 1ère médaille de l'histoire pour Sainte-Lucie Thea LaFond, triple-saut (15m02). 1ère médaille de l'histoire de la Dominique Summer McIntosh (natation), athlète féminine la plus titrée en individuel (200m papillon, 200m et 400m 4 nages) Katie Ledecky (800m nage libre) remporte sa 9ème médaille d'or et égale le record de titres d'une athlète féminine de Larissa Latynina (gymnastique) |
| Samedi 3 août       | Remco Evenepoel (cyclisme) réalise un doublé inédit contre-la-montre et course en ligne | |
| Dimanche 4 août     | Félix Lebrun (17 ans, tennis de table), premier médaillé en individuel depuis 1992 en tennis de table, plus jeune médaillé olympique français en individuel depuis 1952 | Novak Djokovic remporte l'or au tournoi de tennis en simple, et devient le 1er joueur de l'ère Open à remporter tous les titres possibles Zhang Yufei, (natation) athlète la plus médaillée des Jeux Olympiques Bobby Finke, record du monde du 1500m nage libre (14'30''67) Noah Lyles champion olympique du 100m (9''79) |
| Dimanche 4 août     | Cindy Ngamba (boxe, -75kg, Cameroun) remporte la première médaille de l'équipe olympique des réfugiés depuis sa création en 2015 Grand Chelem pour la Corée du Sud au tir à l'arc (5 titres) Finale du 100m la plus rapide de l'histoire: tous les finalistes en moins 10 secondes, 0''005 d'écart entre le 1er et le 2e, 0''12 entre le premier et le dernier | |
| Lundi 5 août        | | Zou Jingyuan (gymnastique) remporte l'épreuve de barres parallèles avec le plus haut total de points de toute la compétition, hommes et femmes confondus (16.200) |
| Lundi 5 août        | Armand Duplantis bat le record du monde du saut à la perche (6m25) | |
| Mardi 6 août        | Kauli Vaast, surf | Arisa Trew (skateboard, park), plus jeune médaillée des Jeux de Paris à 14 ans et 86 jours |
| Mardi 6 août        | Mijaín López (lutte, +130kg), premier athlète quintuple champion olympique dans une même épreuve, remportée sans interruption depuis Pékin 2008 | |
| Mercredi 7 août     | Toujours en finale depuis 2008, l'équipe de France masculine de handball est éliminée en 1/4 de finale par l'Allemagne | Finale du 400m masculin la plus rapide de l'histoire avec les 5 premiers sous les 44 secondes |
| Jeudi 8 août        | Benjamin Thomas, omnium. 1er titre en cyclisme sur piste depuis 20 ans | Sydney McLaughlin, record du monde du 400m haies (50''38) Letsile Tebogo (200m, 19''46, record d'Afrique), premier médaillé d'or du Botswana |
| Vendredi 9 août     | Equipe de France masculine de tennis de table. Félix Lebrun, plus jeune français double médaillé depuis Noël Vandernotte en 1936 Equipe de France masculine de football, 1ère médaille depuis 1984 | Ami Yuasa, 1ère championne olympique de breakdance |
| Samedi 10 août      | Althéa Laurin, 1er titre pour la France en taekwondo (+67kg) l'Equipe de France masculine de volley-ball réalise un double historique Cyréna Samba-Mayela, seule et unique médaille en athlétisme (100m haies) | Chermen Valiev (lutte libre, -74kg), premier médaillé de l'histoire de l'Albanie Quincy Wilson (4x400m), plus jeune champion olympique de l'histoire en athlétisme à 16 ans, 7 mois et 2 jours |
| Samedi 10 août      | Marathon masculin: Tamirat Tola Grand-Chelem historique pour la Chine, qui remporte les 8 titres en jeu des épreuves de plongeon 6ème Grand-Chelem de la Chine en tennis de table depuis 2004 | |
| Dimanche 11 août    | Marathon féminin: Sifan Hassan | Marathon féminin: Sifan Hassan |
| Dimanche 11 août    | Equipe de France de basket féminine, dernière médaille française des Jeux | Equipe de basket féminine, dernier titre des Jeux |
| Dimanche 11 août    | Cérémonie de clôture | |

## Ferveur populaire

### Ambiance
Quel que soit le site ou la phase de compétition, l’ambiance dans les stades est saluée par les spectateurs, les téléspectateurs, la presse nationale et internationale, et surtout les athlètes. Les premiers jours de compétition donnent le ton : avant même l’ouverture officielle des Jeux le 26 juillet, l’ambiance du Stade France à guichets fermés pour le début des épreuves de rugby à 7, impressionne, au point même d'inhiber les joueurs français. 
Après la cérémonie d’ouverture, le premier week-end de compétition donne le ton : les nageurs ressentent des « frissons » le premier jour des épreuves en arrivant dans le bassin. De leur côté, les basketteurs américains avouent avoir été estomaqués par le bruit de la Décathlon Arena de Lille lors de leur premier match du tournoi olympique. 
La ferveur spontanée est doublée d’une atmosphère festive et familiale dans les stades. Pendant chaque temps mort, la playlist officielle des Jeux olympiques est chantée en chœur par le public, et remet à la mode des classiques de la chanson française. 

### Supporters
Au sein des sites de compétition, l’ambiance est en grande partie initiée, entrainée et nourrie par des « carrés des supporters » inédits aux Jeux Olympiques. Portés par 1 000 leaders d’ambiance choisis par l’organisation, ces supporters se font remarquer en brandissant sur des pancartes géantes les visages des athlètes français engagés. 
En-dehors des enceintes sportives, les sites de célébration d'Île-de-France font aussi le plein. Le parc Georges-Valbon de La Courneuve, le Parc des champions au Trocadéro sont complets tous les jours. Enfin, malgré un déficit initial de 1,3 million d’euros, le CNOSF parvient à remplir matin, midi et soir le Club France basé à la Villette, accueillant 610 000 spectateurs sur la durée des Jeux.

### Effet Léon Marchand
Les quatre titres olympiques glanés par Léon Marchand en natation créent une ambiance hors du commun dans la piscine olympique, à la Paris La Défense Arena. Elle est marquée notamment par des encouragements, au départ complètement spontanés, à chaque mouvement de brasse du nageur français, d'une ferveur et d'une intensité inédites – la tradition en brasse étant de siffler simplement les mouvements des nageurs.

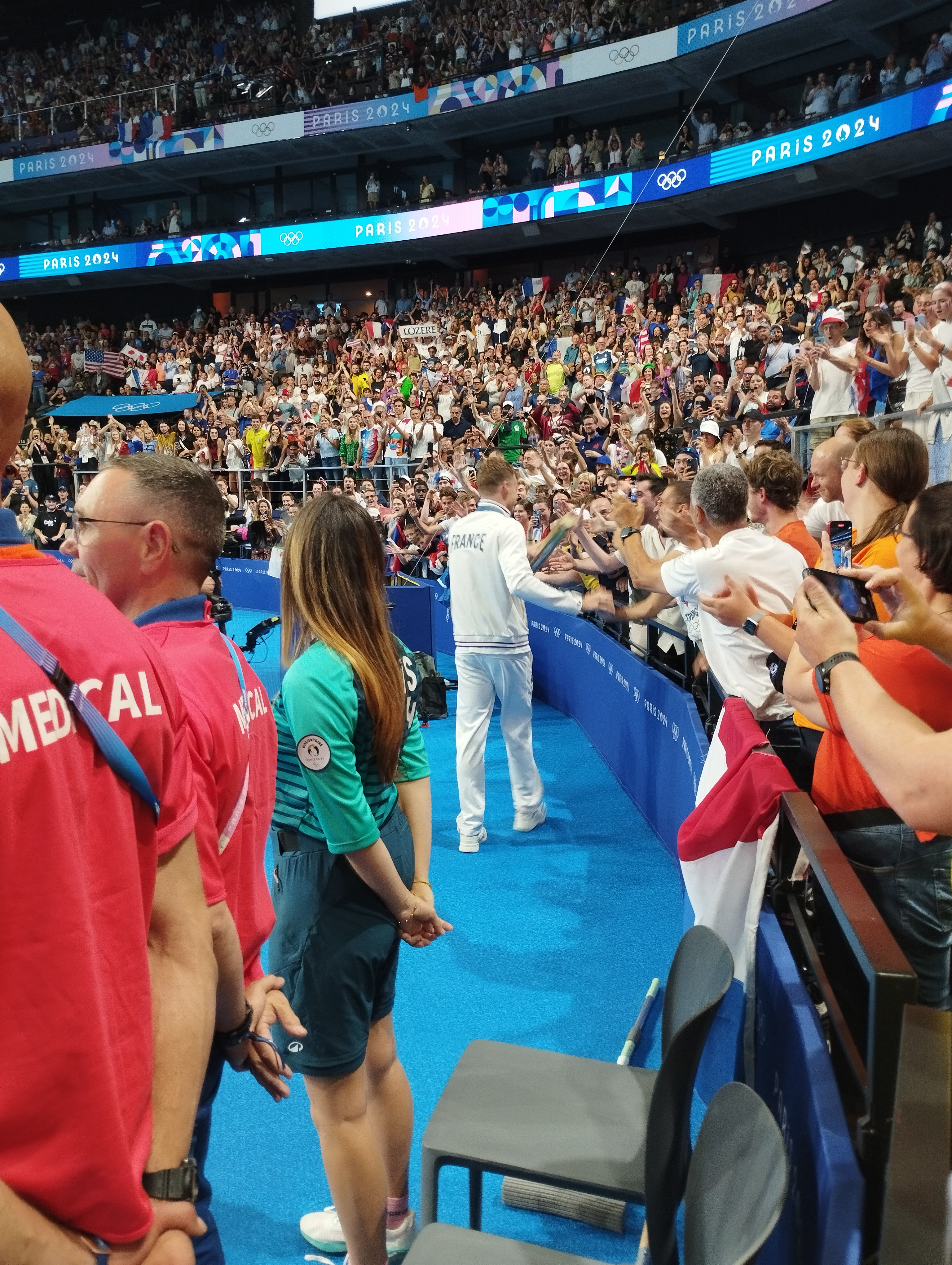
Léon Marchand salue le public après son premier titre olympique sur le 400m 4 nages

L’ambiance inouïe de la piscine olympique, et tout particulièrement lors de la victoire du nageur français au 200m papillon, lors de laquelle il remonte sur le champion sortant, Kristof Milak, à la faveur d’un dernier 50m exceptionnel, est unanimement saluée par le public comme par la presse nationale et étrangère.
Elle trouve un écho dans les autres sites de compétition, où le public se désintéresse un instant du spectacle sous ses yeux pour célébrer les victoires de Léon Marchand. Le 31 juillet, que ce soit à Lille (basket), Roland-Garros (tennis), au Grand Palais (escrime) ou à la Porte de Versailles (handball), les épreuves doivent être interrompues un court instant face au bruit assourdissant de la foule. 
Les quatre titres du nageur français suscitent un enthousiasme populaire et parfaitement unanime partout en France, dans les sites de compétition comme de célébration. Ses victoires battent d’ailleurs des records d’audiences sur France 2, attirant respectivement, en 400m 4 nages, 200m papillon, 200m brasse et 200m 4 nages, 9.52, 11.7, 13.3 et 11.8 millions de téléspectateurs, dépassant à chaque fois les 50% de part d’audience pour la chaine publique,.

### Braderies
Après les Jeux, les éléments des tenues de Paris 2024 non utilisés, ainsi que les éléments de décors, sont vendus dans le cadre de braderies organisées dans toute la France entre septembre 2024 et janvier 2025,. Elles ont été l'un des grands succès de l'après-Jeux, attirant en moyenne 2000 personnes avec plusieurs heures de file d'attente. Une dernière braderie en janvier 2025 a permis de vendre les éléments de costume des cérémonies d'ouverture et de clôture.
Les organisateurs veulent faire entrer l’esprit olympique au patrimoine immatériel mondial de l’Unesco.
| Date                | Ville | Site                                                                                          | Evénement |
| ------------------- | --- | --------------------------------------------------------------------------------------------- | --- |
| Mercredi 24 juillet | Village Olympique | Village Olympique                                                                             | Avant même le début de la compétition, le handballeur Pablo Simonet fait sa demande en mariage à sa compagne Maria Pilar Campoy, internationale de hockey sur gazon. 7 demandes en mariage ont lieu lors des Jeux Olympiques de Paris. Alice Finot est la seule femme à faire sa demande |
| Vendredi 26 juillet | Cérémonie d'ouverture | Cérémonie d'ouverture                                                                         | Pendant la cérémonie d'ouverture, le porte-drapeau et champion olympique en titre du saut en hauteur Gianmarco Tamberi fait tomber son alliance dans la Seine |
| Samedi 27 juillet   | Village Olympique | Village Olympique                                                                             | Le nageur Henrik Christiansen fait le buzz sur les réseaux sociaux en postant une vidéo des muffins du Crous proposés au Village olympique. Les athlètes du monde entier semblent en raffoler, allant jusqu'à provoquer des pénuries. Le succès est tel qu'une boutique éphémère ouvre à New-York quelques semaines après, certaines personnes faisant jusqu'à deux heures de queue pour s'en procurer |
| Samedi 27 juillet   | Football | Football                                                                                      | L'équipe féminine de football canadienne récolte une pénalité de six points lors de la phase de poule pour avoir espionné l'équipe néo-zélandaise la veille de leur rencontre. Quelques mois plus tard, une enquête révèle que ces pratiques étaient monnaie courante, et qu'une ambiance délétère régnait au sein de l'équipe |
| Dimanche 28 juillet | Tir | Châteauroux                                                                                   | La tireuse sud-coréene Kim Ye-ji acquiert une notoriété planétaire par des clichés la montrant extrêmement concentrée, sa tenue (cache-oeil, cheveux tirés) faisant également sensation. Elle lui permet de décrocher quelques mois après un rôle de tueuse à gages dans une série télévisée coréenneet un contrat d'égérie pour la marque Balenciaga, mais entraine aussi une surmédiatisation |
| Lundi 29 juillet    | Surf | Teahupo'o                                                                                     | Gabriel Medina devient une icône des Jeux Olympiques suite à un cliché pris à l'occasion du troisième tour de la compétition de surf dans laquelle il apparait comme suspendu dans les airs. Elle attire une notoriété décuplée à l'athlète et surtout au photographe, Jérôme Brouillet |
| Mardi 30 juillet    | 743 000 spectateurs assistent aux épreuves sur les différents sites, record de la compétition | 743 000 spectateurs assistent aux épreuves sur les différents sites, record de la compétition | 743 000 spectateurs assistent aux épreuves sur les différents sites, record de la compétition |
| Mardi 30 juillet    | Tir | Châteauroux                                                                                   | Yusuf Dikeç, autre tireur et vice-champion olympique de l'épreuve de tir au pistolet à air comprimé 10m mixte, devient viral pour son attitude nonchalante, la main gauche toujours dans la poche. Sa pose devient un geste iconique des Jeux, reproduite par de nombreux athlètes, au point qu'il dépose une demande de reconnaissance de propriété intellectuelle pour son geste |
| Mercredi 31 juillet | Marche athlétique | Tour Eiffel                                                                                   | Dans la nuit du mercredi au jeudi, Aurélin Quinion assiste à la naissance de sa fille. Quelques heures plus tard, il termine à la 9è place de l'épreuve du 20km marche |
| Jeudi 1er août      | Boxe | Villepinte                                                                                    | Suite à son combat victorieux en huitième de finale contre Angela Carini, la boxeuse Imane Khelif se retrouve au coeur d'une polémique remettant en cause sa féminité et son droit à concourir. Face au harcèlement qui s'ensuit, elle décide de porter plainte. L'affaire met à jour les tentatives de déstabilisation du CIO par l'International Boxing Association avec lequel elle est en froid : c'est l'association qui dès 2023 a affirmé qu'Imane Khelif était un homme et essayait de tromper ses concurrentes |
| Vendredi 2 août     | Plongeon | Centre aquatique                                                                              | 5ème de l'épreuve du 3m synchronisé avec Alexis Jandard, Jules Bouyer est l'objet sur les réseaux sociaux d'une véritable fétichisation sexuelle qui s'attarde longuement sur son anatomie. Il raconte même être devenu chez certains une "icône gay", alors qu'il est hétérosexuel |
| Vendredi 2 août     | La 4ème médaille d'or de Léon Marchand, comme les précédentes, provoque la folie collective dans les autres sites de compétition. Le départ d'une série du 400m du Décathlon au Stade de France est retardé de plusieurs minutes à cause du bruit, les compétitions d'escrime sont également perturbées |                                                                                               | |
| Samedi 3 août       | Athlétisme | Stade de France                                                                               | Le perchiste Anthony Ammirati acquiert une notoriété involontaire lors des qualifications en touchant la barre avec ses organes génitaux |
| Samedi 3 août       | Natation | La Défense Arena                                                                              | Champion olympique du 100m dos, Thomas Ceccon est filmé dormant sur l'herbe, dans un parc. S'ensuit une polémique accusant les mauvaises conditions de vie du village olympique (chaleur, nourriture), déjà critiqué par le nageur et plusieurs athlètes |
| Samedi 3 août       | Cyclisme sur route | Paris                                                                                         | Un million de personnes dans les rues de Paris pour le passage des deux épreuves de course en ligne. La foule et l'ambiance incandescente dans la montée de Montmartre suscitent des commentaires élogieux Lors de l'épreuve masculine, Nils Politt rencontre des problèmes gastriques dans les derniers kilomètres, et fait un arrêt aux toilettes du café des Deux-Moulins, rendu célèbre par le film Amélie Poulain.                                                                                                 |
| Samedi 3 août       | Cyclisme sur route | Paris                                                                                         | Un million de personnes dans les rues de Paris pour le passage des deux épreuves de course en ligne. La foule et l'ambiance incandescente dans la montée de Montmartre suscitent des commentaires élogieux Lors de l'épreuve masculine, Nils Politt rencontre des problèmes gastriques dans les derniers kilomètres, et fait un arrêt aux toilettes du café des Deux-Moulins, rendu célèbre par le film Amélie Poulain.                                                                                                 |
| Dimanche 4 août     | | Paris                                                                                         | Un million de personnes dans les rues de Paris pour le passage des deux épreuves de course en ligne. La foule et l'ambiance incandescente dans la montée de Montmartre suscitent des commentaires élogieux Lors de l'épreuve masculine, Nils Politt rencontre des problèmes gastriques dans les derniers kilomètres, et fait un arrêt aux toilettes du café des Deux-Moulins, rendu célèbre par le film Amélie Poulain.                                                                                                 |
| Mardi 6 août        | Lutte | Arena Champ de Mars                                                                           | Mijaín López, premier quintuple champion olympique dans une même épreuve, dépose ses chaussures au centre du tapis de lutte pour annoncer sa retraite |
| Mercredi 7 août     | Basketball | Bercy                                                                                         | Après les quarts de finale du tournoi masculin, de nombreuses critiques s'élèvent contre le très grand nombre de sièges vides et réservés aux VIP, qui rappellent les polémiques similaires à Roland-Garros. Les joueurs et le sélectionneur Vincent Collet dénoncent ainsi une ambiance terne alors même que les deux équipes de France se qualifient en finale |
| Vendredi 9 août     | Breakdance | La Concorde                                                                                   | Suite à des performances volontairement atypiques ne lui permettant de marquer aucun point, la breakdanceuse Raygun (Rachel Gunn) devient la risée d'internet, et est victime de harcèlement en ligne. Une polémique éclate à propos de sa nonchalance par rapport à l'enjeu de la compétition, et de son niveau indigne d'une athlète olympique |
| Vendredi 9 août     | Beach-vollley | Stade Tour Eiffel                                                                             | Pendant le finale du tournoi féminin, une altercation éclate entre Brandie Wilkerson et Ana Patricia au filet, alors que le score est de un set partout. Pour calmer les esprits, le speaker lance la chanson Imagine de John Lennon, qui fait sourire les athlètes et est reprise par tout le public |
| Samedi 10 août      | Athlétisme | Paris                                                                                         | 20 024 coureurs participent au "Marathon pour tous" (35 000 en tout en comptant l'épreuve de 10km) sur le parcours officiel, dans la nuit du samedi au dimanche. Première épreuve de l'histoire des Jeux ouverte au grand public |
| Dimanche 11 août    | Athlétisme | Paris                                                                                         | 20 024 coureurs participent au "Marathon pour tous" (35 000 en tout en comptant l'épreuve de 10km) sur le parcours officiel, dans la nuit du samedi au dimanche. Première épreuve de l'histoire des Jeux ouverte au grand public |

## Tableau des médailles
| Date       | Médailles | Médailles | Total | Médaille d'or, Jeux olympiques | Médaille d'argent, Jeux olympiques | Médaille de bronze, Jeux olympiques | Classement | Remarque |
| ---------- | --------- | --- | ----- | ------------------------------ | ---------------------------------- | ----------------------------------- | ---------- | --- |
| 27 juillet | 4         | Médaille d'or, Jeux olympiques · Médaille d'argent, Jeux olympiques · Médaille d'argent, Jeux olympiques · Médaille de bronze, Jeux olympiques | 4     | 1                              | 2                                  | 1                                   | 4          | |
| 28 juillet | 4         | Médaille d'or, Jeux olympiques · Médaille d'or, Jeux olympiques · Médaille d'argent, Jeux olympiques · Médaille de bronze, Jeux olympiques | 8     | 3                              | 3                                  | 2                                   | 4          | Avec 8 médailles sur le premier week-end, la France réalise son meilleur démarrage, à égalité avec Atlanta 1996      |
| 29 juillet | 8         | Médaille d'or, Jeux olympiques · Médaille d'or, Jeux olympiques · Médaille d'argent, Jeux olympiques · Médaille d'argent, Jeux olympiques · Médaille d'argent, Jeux olympiques · Médaille d'argent, Jeux olympiques · Médaille d'argent, Jeux olympiques · Médaille de bronze, Jeux olympiques                                      | 16    | 5                              | 8                                  | 3                                   | 2          | |
| 30 juillet | 2         | Médaille d'argent, Jeux olympiques · Médaille de bronze, Jeux olympiques | 18    | 5                              | 9                                  | 4                                   | 4          | |
| 31 juillet | 8         | Médaille d'or, Jeux olympiques · Médaille d'or, Jeux olympiques · Médaille d'or, Jeux olympiques · Médaille d'argent, Jeux olympiques · Médaille de bronze, Jeux olympiques · Médaille de bronze, Jeux olympiques · Médaille de bronze, Jeux olympiques · Médaille de bronze, Jeux olympiques                                       | 26    | 8                              | 10                                 | 8                                   | 2          | Meilleur démarrage d'une équipe de France aux Jeux Olympiques qui est même à la tête du classement pendant 7 minutes |
| 1er août   | 1         | Médaille d'argent, Jeux olympiques | 27    | 8                              | 11                                 | 8                                   | 3          | |
| 2 août     | 9         | Médaille d'or, Jeux olympiques · Médaille d'or, Jeux olympiques · Médaille d'or, Jeux olympiques · Médaille d'argent, Jeux olympiques · Médaille de bronze, Jeux olympiques · Médaille de bronze, Jeux olympiques · Médaille de bronze, Jeux olympiques · Médaille de bronze, Jeux olympiques · Médaille de bronze, Jeux olympiques | 36    | 11                             | 12                                 | 13                                  | 2          | 9 médailles pour la France, record sur une seule journée d'Atlanta égalé                                             |
| 3 août     | 5         | Médaille d'or, Jeux olympiques · Médaille d'argent, Jeux olympiques · Médaille d'argent, Jeux olympiques · Médaille de bronze, Jeux olympiques · Médaille de bronze, Jeux olympiques | 41    | 12                             | 14                                 | 15                                  | 3          | |
| 4 août     | 3         | Médaille de bronze, Jeux olympiques · Médaille de bronze, Jeux olympiques · Médaille de bronze, Jeux olympiques | 44    | 12                             | 14                                 | 18                                  | 3          | Record de 43 médailles de Pékin 2008 dépassé                                                                         |
| 5 août     | 2         | Médaille d'argent, Jeux olympiques · Médaille d'argent, Jeux olympiques | 46    | 12                             | 16                                 | 18                                  | 3          | |
| 6 août     | 2         | Médaille d'or, Jeux olympiques · Médaille de bronze, Jeux olympiques | 48    | 13                             | 16                                 | 19                                  | 3          | |
| 7 août     | 3         | Médaille d'argent, Jeux olympiques · Médaille de bronze, Jeux olympiques · Médaille de bronze, Jeux olympiques | 51    | 13                             | 17                                 | 21                                  | 4          | |
| 8 août     | 3         | Médaille d'or, Jeux olympiques · Médaille d'argent, Jeux olympiques · Médaille d'argent, Jeux olympiques | 54    | 14                             | 19                                 | 21                                  | 4          | |
| 9 août     | 2         | Médaille d'argent, Jeux olympiques · Médaille de bronze, Jeux olympiques | 56    | 14                             | 20                                 | 22                                  | 6          | |
| 10 août    | 6         | Médaille d'or, Jeux olympiques · Médaille d'or, Jeux olympiques · Médaille d'argent, Jeux olympiques · Médaille d'argent, Jeux olympiques · Médaille d'argent, Jeux olympiques · Médaille d'argent, Jeux olympiques | 62    | 16                             | 24                                 | 22                                  | 5          | Record de titres d'Atlanta (15) dépassé                                                                              |
| 11 août    | 2         | Médaille d'argent, Jeux olympiques · Médaille d'argent, Jeux olympiques | 64    | 16                             | 26                                 | 22                                  | 5          | Meilleur classement depuis Atlanta en 1996. Record de médailles totales et par métal hors 1900                       |

Ci-dessous sont les vingt premières nations au tableau des médailles de leurs athlètes :
- Pays organisateur (France)

| Rang                                                            | Nation           | Or | Argent | Bronze | Total |
| --------------------------------------------------------------- | ---------------- | -- | ------ | ------ | ----- |
| 1                                                               | États-Unis       | 40 | 44     | 42     | 126   |
| 2                                                               | Chine            | 40 | 27     | 24     | 91    |
| 3                                                               | Japon            | 20 | 12     | 13     | 45    |
| 4                                                               | Australie        | 18 | 19     | 16     | 53    |
| 5                                                               | France           | 16 | 26     | 22     | 64    |
| 6                                                               | Pays-Bas         | 15 | 7      | 12     | 34    |
| 7                                                               | Grande-Bretagne  | 14 | 22     | 29     | 65    |
| 8                                                               | Corée du Sud     | 13 | 9      | 10     | 32    |
| 9                                                               | Italie           | 12 | 13     | 15     | 40    |
| 10                                                              | Allemagne        | 12 | 13     | 8      | 33    |
| 11                                                              | Nouvelle-Zélande | 10 | 7      | 3      | 20    |
| 12                                                              | Canada           | 9  | 7      | 11     | 27    |
| 13                                                              | Ouzbékistan      | 8  | 2      | 3      | 13    |
| 14                                                              | Hongrie          | 6  | 7      | 6      | 19    |
| 15                                                              | Espagne          | 5  | 4      | 9      | 18    |
| 16                                                              | Suède            | 4  | 4      | 3      | 11    |
| 17                                                              | Kenya            | 4  | 2      | 5      | 11    |
| 18                                                              | Norvège          | 4  | 1      | 3      | 8     |
| 19                                                              | Irlande          | 4  | 0      | 3      | 7     |
| 20                                                              | Brésil           | 3  | 7      | 10     | 20    |
| Pour consulter ou modifier les données, voir le tableau complet |                  |    |        |        |       |

## Bilan sportif
L'Albanie, le Cap-Vert, la Dominique, Sainte-Lucie et l'équipe olympique des réfugiés remportent durant ces Jeux leur première médaille lors d'une Olympiade.
Le Botswana, le Guatemala, la Dominique et Sainte-Lucie remportent la première médaille d'or olympique de leur histoire.
Un seul pays, la France, réussit à placer trois de ses représentants sur un même podium : Joris Daudet, Sylvain André et Romain Mahieu lors de l'épreuve de BMX racing masculin.
L'athlète le plus titré est le nageur français Léon Marchand, avec quatre médailles d'or en individuel (200 m brasse, 200 m papillon, 200 m quatre nages, 400 m quatre nages) et une médaille de bronze par équipe (4x100 m quatre nage). Quatre autres athlètes obtiennent cinq médailles : Torri Huske, Mollie O'Callaghan, Regan Smith, Kaylee McKeown. L'athlète la plus médaillée est la nageuse chinoise Zhang Yufei avec six médailles (une d'argent et cinq de bronze). Hors natation, les athlètes les plus médaillés sont les gymnastes Simone Biles et Shinnosuke Oka avec quatre médailles dont trois titres olympiques.
Léon Marchand est le quatrième athlète et le premier français à remporter deux titres olympiques individuels le même jour, après le Hongrois Alfréd Hajós (1896), l'Australien Fred Lane (1900) et l'Est-Allemande Kornelia Ender (1976).
Le lutteur cubain Mijaín López obtient de nouveau le titre olympique lors de ces Jeux, faisant de lui le seul athlète à avoir remporté cinq médailles d'or individuelles en cinq olympiades consécutives. La nageuse américaine Katie Ledecky obtient quatre médailles dont deux titres, faisant d'elle l'une des deux femmes les plus titrées des Jeux avec neuf titres.

## Droits de diffusion
En 2015, le Comité international olympique (CIO) attribue les droits de diffusion des Jeux olympiques et paralympiques de 2018 à 2024 à Discovery et Eurosport concernant le continent européen. Cet accord, estimé à 1,3 milliard d’euros, renforce la position mondiale de Warner Bros. Discovery — maison-mère d’Eurosport — ainsi que le statut d’Eurosport comme plateforme sportive en Europe concernant la diffusion des sports olympiques.
En France, pour l’édition 2024, les épreuves des JO sont diffusées en permanence sur les chaînes France 2 et France 3, France Télévisions ayant obtenu un accord de plus de 200 heures de couverture. Côté chaîne privée, c’est le groupe Eurosport qui a obtenu les droits de diffusion, pour plus de 3 800 heures de retransmission en direct prévues sur un ensemble de 10 chaînes.
Pour les diffuseurs non-détenteurs de droits médias, le CIO publie des règles de diffusion très strictes : toute utilisation de contenus olympiques par ces derniers devra être strictement limitée aux émissions d’information télévisées, uniquement et dans la limite de 6 minutes de contenus olympiques par jour par chaîne de télévision. Le contenu olympique ne pourra pas être diffusé sur Internet.

### Europe
Europe : Warner Bros. Discovery et Eurosport
- Allemagne : Warner Bros. Discovery / Eurosport et ARD/ZDF[429]
- Belgique – RTBF / VRT[430],[431]
- France : France Télévisions[432] / Eurosport
- Espagne : RTVE / Eurosport
- Italie : Rai / Eurosport
- Pays-Bas : NOS et Eurosport
- Portugal : RTP1 / RTP2 et TVI
- Royaume-Uni : BBC1 et Eurosport[433]
- Suisse : SSR[434] et Eurosport[428]

### Amérique du Nord/Sud
- Brésil : TV Globo et SporTV / CazéTV
- Canada : ICI Radio-Canada et RDS (français)[435] / CBC et TSN (anglais)[436]
- Chili : Chilevisión[437]
- États-Unis : NBC
- Mexique : TelevisaUnivision[438]

### Asie
- Dentsu[439]

### Océanie
- Australie : Nine

## Controverses
De nombreuses controverses ont été soulevées par les Jeux olympiques d'été de 2024, notamment avec la participation de pays impliqués dans des guerres. Le Président Emmanuel Macron déclare dans une interview télévisée que les athlètes israéliens sont les bienvenus aux JO, bien qu'Israël soit impliqué dans le conflit israélo-palestinien et que, selon le Comité olympique de la Palestine, il aurait violé la trêve olympique proclamée par le Comité international olympique. Concernant la guerre russo-ukrainienne, le CIO annonce par un communiqué autoriser les athlètes russes et biélorusses à participer sous bannière neutre à condition que ces sportifs « individuels neutres » ont pu franchir l'obstacle des qualifications, ne soutiennent pas activement la guerre en Ukraine, et ne sont sous contrat ni avec l'armée ni avec des agences de sécurité nationales. Après avoir envisagé le boycott des Jeux olympiques, le Comité olympique russe autorise également cette participation.
Concernant l'aspect financier, en 2017 et 2022, deux enquêtes autour de marchés passés pour l'organisation des Jeux olympiques sont menées par le Parquet national financier, visant à déterminer s'il y a eu détournement de fonds publics, favoritisme, recel de favoritisme et prise illégale d'intérêts. Le siège du COJOP et celui de Solideo, entre autres, sont perquisitionnés en juin 2023 mais aucune de ces enquêtes ne révèle « de faits gravissimes de corruption ou de trafic d'influence, à ce stade » et le procureur de la République financier, Jean-François Bohnert, assure que les investigations menées « très en amont » devraient permettre d'assurer « un déroulement serein » de la compétition.
Des problèmes environnementaux, de sécurité et de respects des droits de l'Homme, tel qu'avec l'augmentation d'assignation à résidence,, et de placement mobilier urbain anti-SDF, ainsi que des problèmes de santé publique, sont également remis en question.

### Participation de la délégation israélienne
Le 22 juillet 2024, le Comité olympique palestinien annonce avoir demandé au Comité international olympique d'exclure la délégation israélienne des Jeux olympiques de Paris 2024 pour avoir violé la trêve olympique. Stéphane Séjourné, le ministre français des affaires étrangères déclare à ce propos : « Je tenais à dire, au nom de la France, que la délégation israélienne est la bienvenue en France pour ces JO. ». En réponse, son homologue israélien, Israël Katz, remercie l'engagement du ministre ainsi que les garanties concernant la sécurité des athlètes israéliens en soulignant : « Dans le contexte de menaces et d'appels au boycott, ce geste symbolique est particulièrement significatif ». Le 23 juillet, le Président Emmanuel Macron réitère ce soutien lors d'une interview télévisée en déclarant que les athlètes israéliens sont les bienvenus aux JO.
En coordination avec les forces de sécurité françaises, l’État hébreu a mis en place un dispositif sécuritaire exceptionnel pour les 88 sportifs du fait que les événements internationaux représentent une cible privilégiée pour les menaces et les attaques de divers groupes terroristes, en raison de l’impact médiatique qu’ils peuvent avoir. Le Conseil national de sécurité israélien (NSC) encourage les Israéliens présents aux Jeux olympiques à télécharger l’application Home Front Command tandis que le Shin Bet recommande aux athlètes israéliens de quitter le Village olympique dans les quarante-huit heures après la fin de la compétition. Gérald Darmanin, ministre de l'Intérieur, affirme que l’ensemble des délégations israéliennes seront « intégralement protégées par la police française 24 heures sur 24 y compris les arbitres ».

### Participation des athlètes d'Ukraine, de Russie et de Biélorussie
Après l'Invasion de l'Ukraine par la Russie le 24 février 2022, le Comité international olympique décide de ne plus organiser d'événement sportif en Russie ou en Biélorussie et qu'aucun symbole national de ces pays ne soit utilisé. Rapidement, les fédérations sportives internationales font de même et excluent ces deux pays de leurs compétitions,.
Le 16 novembre 2022, le Comité international paralympique vote en faveur de l'exclusion des comités paralympiques russe et biélorusse des Jeux paralympiques d'été de 2024.

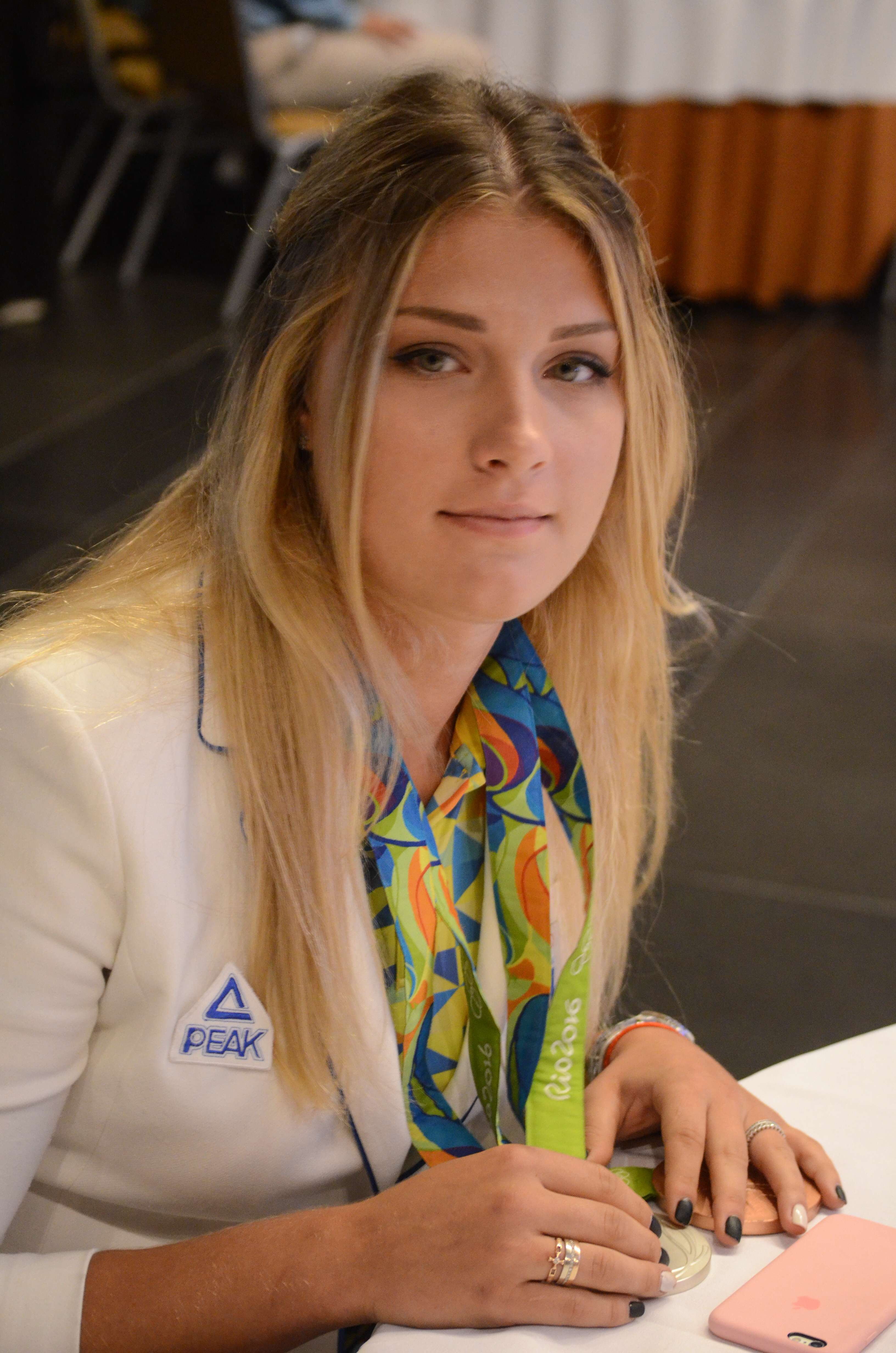
L'escrimeuse ukrainienne Olha Kharlan.

Toutefois, en janvier 2023, le CIO amorce un revirement et annonce son intention d'accepter des athlètes russes et biélorusses en tant qu'athlètes neutres. En réaction, plusieurs gouvernements européens menacent de boycotter les jeux, notamment le Danemark, la Pologne et les pays baltes. En janvier 2023, le président ukrainien Volodymyr Zelensky rappelle le refus de son pays de concourir en cas de présence de la Russie et de la Biélorussie. Il demande à la France d'exclure les athlètes russes et biélorusses, ce même sous bannière neutre, des jeux olympiques et paralympiques de 2024, mais ce choix relève de la seule compétence du CIO. Le ministre des sports ukrainien, Vadym Gutzeit affirme que son pays pourrait boycotter les Jeux si le CIO ne prenait pas des mesures allant dans cette direction.
Le 1er février 2023, deux rapporteuses spéciales indépendantes des Nations unies publient un rapport allant dans le sens d'un soutien à la réadmission d'athlètes russes et biélorusses, en félicitant cette prise de position respectant les valeurs de la charte olympique tout en demandant à l'instance olympique mondiale de garantir la non-discrimination de tout athlète en fonction de sa nationalité. Les États-Unis saluent la volonté de réintégrer les athlètes russes et biélorusses. En mars 2023, le CIO réaffirme dans une déclaration son souhait d'inclure les athlètes russes et biélorusses sous bannière neutre, tant qu'ils ne soutenaient pas activement la guerre ; le CIO confirme également la liberté des fédérations internationales de prendre position sur la réintégrations des athlètes dans leurs compétitions internationales. Elle confirme toutefois l'exclusion des équipes ainsi que l'organisation de manifestation sportive internationale sur les territoires de Russie et Biélorussie.
Le 10 mars 2023, la Fédération internationale d'escrime, dirigée pendant quatorze ans par l’oligarque russe Alicher Ousmanov avant d'en confier l’intérim au Grec Emmanuel Katsiadakis en 2022 et au sein de laquelle l'influence russe reste forte, décide de réintégrer les athlètes et officiels russes et biélorusses pour le début de la qualification pour les Jeux de 2024. Les Jeux européens de 2023 devant se dérouler fin juin en l'absence de délégations russes et biélorusses, la FIE leur retire en mai 2023 l'aspect qualificatif pour les épreuves individuelles et organise début juin ses propres championnats d'Europe en Bulgarie.
Le 26 juillet 2023, l'Ukraine autorise les athlètes à participer aux compétitions internationales, notamment les épreuves qualificatives aux JOP, y compris en cas de présence d'athlètes russes ou biélorusses, pour peu que ceux-ci concourent sous bannière neutre,,. Le lendemain matin aux championnats du monde d’escrime à Milan, la sabreuse ukrainienne Olha Kharlan est disqualifiée après sa victoire au premier tour pour ne pas avoir serré la main de son adversaire russe Anna Smirnova. Devant l'indignation suscitée par cette exclusion, le CIO et son président, l'ex-escrimeur Thomas Bach, interviennent en offrant à la sabreuse ukrainienne l'assurance d'être qualifiée pour les Jeux olympiques de Paris si elle n'y parvenait pas par les voies normales du classement mondial ou des tournois de qualification olympique. La FIE a, par la suite, apporté une modification temporaire à son règlement technique en supprimant la mention de la poignée de main obligatoire.
Le président du CIO, Thomas Bach, favorable à la présence des athlètes russes, indique en juillet qu'aucune décision ne serait prise à l'occasion de la prochaine session de l'instance programmée à Bombay à la mi-octobre. Dans un entretien accordé au quotidien L'Équipe le 6 septembre, le président Emmanuel Macron juge qu'« il ne peut pas y avoir de drapeau russe aux Jeux de Paris ; la Russie comme pays n'a pas sa place à un moment où elle a commis des crimes de guerre ».
Le 8 décembre 2023, le Comité international olympique annonce par un communiqué autoriser les athlètes russes et biélorusses à participer sous bannière neutre et sous certaines conditions (seuls seront concernés les sportifs « individuels neutres » qui ont pu franchir l'obstacle des qualifications, ne soutiennent pas activement la guerre en Ukraine, et ne sont sous contrat ni avec l'armée ni avec des agences de sécurité nationales). La Russie réagit par la voix de son ministre des Sports Oleg Matytsine qui dénonce une annonce « discriminatoire » et qui va « à l'encontre des principes sportifs ». Après avoir envisagé le boycott des Jeux olympiques, le président du Comité olympique russe, Stanislav Pozdniakov, indique que chaque sportif russe sera libre de choisir s’il souhaite y participer sous bannière neutre ou ne pas y participer.

### Conditions de travail
En 2023, un reportage de France 24 révèle que certains sous-traitants de Solideo emploient des travailleurs sans-papiers. Selon un syndicaliste, plusieurs sous-traitants seraient des sociétés turques qui se placeraient en liquidation en cas de problème. L'inspection du travail a créé une unité spécialisée qui a contrôlé près d'un site par jour depuis deux ans sans pouvoir mettre fin au phénomène. L'unité ne comprend que sept inspecteurs du travail pour plusieurs dizaines de sites et des milliers d’ouvriers, ce qui rend difficile son travail.
En juin 2023, c'est Franceinfo qui rend public le procès aux prud'hommes que font plusieurs travailleurs contre une dizaine d'entreprises du BTP. Ces personnes expliquent avoir travaillé « sans contrat de travail, sans fiche de paie, sans congés payés ni heures supplémentaires », et avoir subi du chantage lié à leur condition de sans-papiers. Les entreprises concernées sont Eiffage, GCC, Spie Batignolles et Vinci, les principaux maitres d'ouvrage des chantiers des Jeux olympiques, ainsi que huit sous-traitants.

### Conséquences sur le logement en Île-de-France
Le déplacement des SDF est une pratique qui se retrouve historiquement avant de nombreux grands événements sportifs. Au printemps 2023, le gouvernement annonce vouloir inciter des milliers de sans-abri à quitter la région parisienne vers les autres régions avant les Jeux, arguant de la saturation des centres d'hébergement d'urgence et de la baisse du nombre d'hôtels prêts à les héberger, souhaitant accueillir les touristes. Pour mettre en place ce déplacement, des structures nommées « sas d’accueil temporaires régionaux » sont construites dans plusieurs villes, afin d'héberger temporairement les sans-abris franciliens avant de les orienter après les Jeux vers des centres d'hébergement plus pérennes. Ces structures sont parfois construites dans des endroits jugés « indignes » par des municipalités. Dans les autres régions, l'expulsion de personnes précaires pour accueillir à leur place des sans-abris franciliens est critiqué par les associations locales. En juin 2024, la préfecture de la région Île-de-France indique plus de 5 224 personnes ont été déplacées. À Paris, le mobilier urbain anti-SDF s'est multiplié, avec l'installation de dispositifs tels que des pics métalliques sur les rebords de fenêtres, des bancs grillagés et des blocs en béton, ce que dénoncent La Cloche et la Fondation Abbé Pierre,.
Le 10 mai 2023, le compte Twitter du CNOUS annonce que l’État leur a demandé de mobiliser environ 7 % des logements des résidences universitaires, — soit 3 000 logements — en Île-de-France pendant la période estivale, avec l'assurance pour les étudiants déplacés d'un relogement. L’objectif est de disposer d’un maximum d’hébergements au plus près des sites olympiques pour accueillir des fonctionnaires d’État (forces de l’ordre, soignants), agents de sécurité privée et bénévoles mobilisés dans le cadre des JOP. En juillet 2023, le syndicat Solidaires étudiant-e-s saisit le tribunal administratif de Paris pour dénoncer une réquisition cachée ainsi que l'opacité quant à la compétence des autorités à prendre ce type de décision. Le 30 août 2023, le juge des référés suspend la décision du CROUS de Paris en justifiant un « détournement de pouvoir » et une « atteinte excessive » aux droits des étudiants,. En décembre 2023, le Conseil d'État confirme la légalité des baux de dix mois au regard des relogements proposés aux étudiants le souhaitant. En octobre 2023, la ministre des sports annonce une prime de 100 euros et deux billets pour assister aux épreuves pour les étudiants devant être relogés, sans surcoût, dans une autre résidence durant l'été. La ministre assure par ailleurs qu'après les JOP, 1 667 logements, dont 1 300 en Seine-Saint-Denis, seraient créés au sein du village olympique et du village des médias à Dugny.

### Dénigrement de la France et appel au boycott
En juillet 2023, une campagne numérique de manipulation de l'information, plus particulièrement sur les réseaux sociaux, vise à nuire à la réputation et à l'image de la France dans le monde. De nombreux messages mettent en doute la capacité de la France à organiser les Jeux olympiques d'été de 2024 à Paris et appellent au boycott de cet événement, ainsi que des visuels partagés « massivement » avec notamment une vidéo devenue « virale ». Cette opération baptisée Olympia est détectée par le service français chargé de la lutte contre les ingérences numériques étrangères. Un rapport de Viginum décrit les modes opératoires et remonte à la source de la manipulation. Sur le réseau X, la campagne d'appel au boycott des Jeux provient d'« un compte X primo-diffuseur, dont l’identité déclarée correspond à celle d’un membre » du parti au pouvoir et proche du président azerbaïdjanais, ensuite relayée par plusieurs milliers de faux comptes et faux sites créés pour l'occasion. L'Azerbaïdjan reprend ainsi la technique de propagande des usines à trolls également utilisée par la Russie et la Chine, ceci dans le cadre de tensions diplomatiques entre la France et l'Azerbaïdjan.
Quelques mois plus tard, les mêmes acteurs et les mêmes techniques relaient un narratif selon lequel Paris serait infestée par les punaises de lit, semant encore le doute dans la presse internationale quant au bon déroulement des Jeux à Paris quelques mois plus tard,.

### Accusations de greenwashing de Coca Cola
Le 27 novembre 2024, l'ONG France Nature Environnement attaque Coca Cola pour greenwashing et pratiques commerciales trompeuses pendant le déroulement des Jeux olympiques de Paris 2024. Coca Cola a notamment communiqué sur le caractère durable de sa participation aux Jeux olympiques, communiquant notamment sur la vente de bouteilles de verre réutilisables. La réalité a été beaucoup moins vertueuse et Coca Cola a versé plus de 6 millions de bouteilles en plastiques dans des gobelets réutilisables.